# Darmstadt
Darmstadt (ⓘ) ist eine kreisfreie Großstadt mit 167.029 Einwohnern (31. Dezember 2024) im Süden Hessens, Verwaltungssitz des Regierungsbezirks Darmstadt und des Landkreises Darmstadt-Dieburg. Die Stadt gehört zum Rhein-Main-Gebiet und ist eines der zehn Oberzentren des Landes Hessen. Darmstadt ist nach Frankfurt am Main, Wiesbaden und Kassel die viertgrößte Stadt des Landes. Sie trägt seit dem 13. August 1997 die amtliche Zusatzbezeichnung Wissenschaftsstadt, mit der sie sich bereits seit der Nachkriegszeit profiliert.
Darmstadt war von 1567 bis 1945 Landeshaupt- und Residenzstadt der Landgrafschaft Hessen-Darmstadt, des Großherzogtums Hessen und des Volksstaats Hessen. Der Ruf als „Zentrum des Jugendstils“ geht unmittelbar auf die 1899 von Großherzog Ernst Ludwig eingerichtete Darmstädter Künstlerkolonie Mathildenhöhe zurück, welche seit 2021 UNESCO-Weltkulturerbe ist. Nach dem Luftangriff während des Zweiten Weltkriegs war ein Großteil der Alt- und Innenstadt zerstört. Heute ist etwa jedes dritte Gebäude aus der Zeit vor dem Zweiten Weltkrieg. In der Stadt befinden sich eine Reihe von Hochschulen und Forschungseinrichtungen. Die circa 50.000 Studierende verteilen sich auf die 1877 gegründete Technische Universität, die Hochschule Darmstadt, die Evangelische Hochschule und die Wilhelm Büchner Hochschule. Zu den über 30 weiteren Forschungseinrichtungen gehören das GSI Helmholtzzentrum für Schwerionenforschung, das Europäische Raumflugkontrollzentrum (ESA/ESOC), die Europäische Organisation für die Nutzung meteorologischer Satelliten (EUMETSAT) und drei Institute der Fraunhofer-Gesellschaft.
Hinzu kommen zahlreiche Unternehmen und Einrichtungen des Kommunikations- und Informationstechniksektors, die angewandte Forschung und Entwicklung betreiben. Dazu zählen unter anderem der zweitgrößte Standort der Deutschen Telekom, die Software AG und mit der Merck KGaA auch ein DAX-Konzern. Die Stadt ist Heimat des Fußball-Zweitligisten SV Darmstadt 98, der zuletzt in der Saison 2023/24 in der 1. Bundesliga spielte. Darmstadt steht auf Platz 50 der größten Städte Deutschlands.

## Geografie

### Geografische Lage

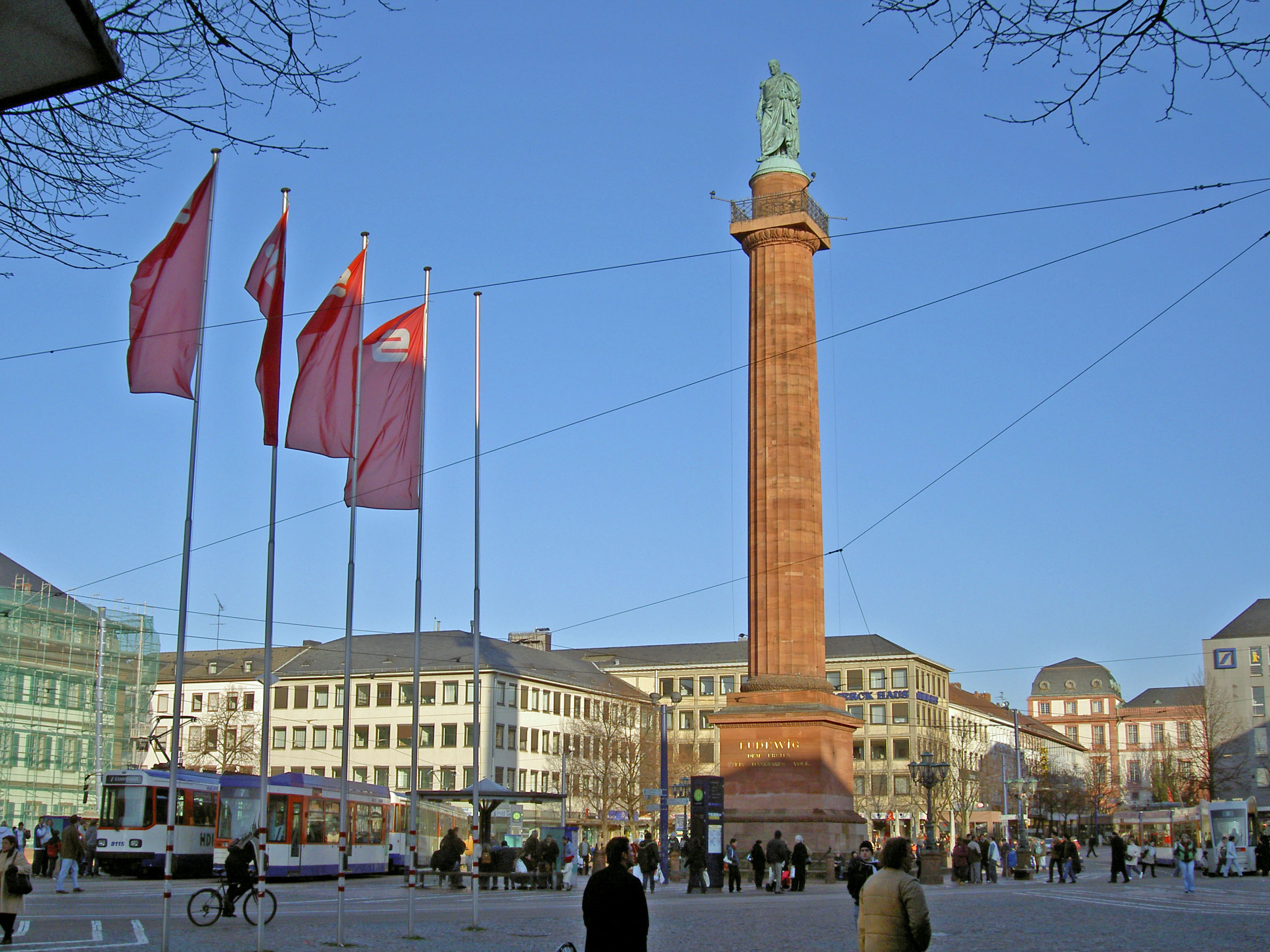
Luisenplatz mit Ludwigsmonument

Darmstadt liegt am Übergang verschiedener Naturräume. Westlich der Stadt beginnt das Hessische Ried als Teil der Oberrheinischen Tiefebene. Dieser Bereich ist durch ein Wechselspiel vernässter und trockener Flächen sowie fruchtbarer Auen- und unfruchtbarer Sandböden geprägt. Wo es die Bodengüte erlaubt, wird intensiver Ackerbau betrieben, der zunehmend künstliche Bewässerung benötigt und auch großflächig Sonderkulturen wie Erdbeeren oder Spargel umfasst. Die unfruchtbaren Flächen sind meist mit Kiefernmischwald bestanden oder Binnendünen bzw. offene Heideflächen. Im Stadtgebiet liegen hier die Täubcheshöhle, der Westwald sowie die Düne am Ulvenberg bei Eberstadt, die Pfungstädter Düne und die Griesheimer Düne.
Der Nordosten des Stadtgebiets gehört zum Messeler Hügelland als Übergangslandschaft zwischen Untermainebene und Odenwald. Es ist überwiegend von unfruchtbaren Sandböden geprägt und wurde deshalb nie gerodet. Hier befinden sich mit der Koberstadt (nördlich der Silz) und dem Oberwald (südlich der Silz) Buchenmischwälder mit den vormaligen Jagdrevieren der Darmstädter Landgrafen und Großherzöge (Jagdschloss Kranichstein, Dianaburg, Alexanderburg und Fasanerie), weiterhin diente und dient das Gebiet der Rohstoffgewinnung (ehemaliger Braunkohletagebau Grube Prinz von Hessen, ehemaliger Ölschiefertagebau Grube Messel sowie Steinbrüche Mainzer Berg und Messel).
Südlich davon bildet die Linie Darmstadt–Roßdorf (etwa entlang der Bundesstraße 26) die Grenze zum Odenwald und dessen Teilgebiet Vorderer Odenwald, der als Mischwald Bessunger Forst den Südosten der Stadtfläche einnimmt. Dieser Bereich ist vergleichsweise bergig, besonders nach Westen und zum Tal der Modau hin. Höchste Erhebung dieses Gebiets ist der 281 m hohe Kirchberg, der außerhalb der Stadtgrenze liegt und die Ebene um knapp 150 Höhenmeter überragt. Der höchste Berg innerhalb der Stadtgrenzen ist der etwas nördlich gelegene Dommerberg (264 m) mit dem Bismarckturm, während die noch weiter nordwestlich gelegene Ludwigshöhe (242 m) mit dem Ludwigsturm der bekannteste Berg der Stadt ist und als Aussichtspunkt über das Rhein-Main-Gebiet besucht wird. Auch das bebaute Stadtgebiet ist im südlichen und östlichen Teil hügelig und die Topografie wurde zur Stadtgestaltung aufgegriffen (Mathildenhöhe mit Hochzeitsturm, Rosenhöhe mit Spanischem Turm und Steinberg/Kraftsruhe im Paulusviertel).
Ferner beginnt südlich der Stadt der Naturraum Bergstraße als Übergang zwischen dem Odenwald im Osten und der Rheinebene im Westen, wobei das Relief am Fuß der Ludwigshöhe hervortritt und sich knapp 70 Kilometer in südlicher Richtung, unterbrochen durch zahlreiche Durchbruchstäler, fortsetzt. In diesem Gebiet spielen Weinbau und Naherholung eine große Rolle. Markante Berge des Darmstädter Umlands sind der Melibokus (517 m, 16 km südlich der Stadt) als höchster Berg an der hessischen Bergstraße und die Neunkircher Höhe (605 m, 19 km südöstlich der Stadt) als höchster Berg des vorderen Odenwalds.
Darmstadt ist eine der wenigen Großstädte in Deutschland, die an keinem Fluss liegen. Entwässert wird ihre Fläche über mehrere kleine Bäche, die in Ost-West-Richtung dem knapp 20 km westlich verlaufenden Rhein zufließen, wobei der Stadtteil Eberstadt im Süden an der Modau liegt und die Kernstadt sowie alle übrigen Stadtteile innerhalb des Einzugsgebiets des Schwarzbachs. Hier bilden Herrgottsbergbach und Saubach in Bessungen den südlichsten der Darmstädter Bäche. Es folgt der Darmbach, der von Ost nach Nordwest durch die Innenstadt verläuft, wobei er größtenteils verrohrt ist und den Meiereibach aufnimmt. Nördlich parallel dazu fließt der nicht ganzjährig wasserführende Molkenbach vom Oberfeld bis zur Nachtweide. Dort befindet sich die Zentralkläranlage, die beide Bäche vereint unter dem Namen Landwehr/Landgraben nach Westen verlassen. Die nördlichen Stadtteile Kranichstein und Arheilgen werden vom Ruthsenbach durchflossen, der sich zwischen Arheilgen und Wixhausen mit der Silz zum Mühlbach vereint und das Stadtgebiet ebenfalls in westlicher Richtung verlässt. Nördlich von Wixhausen folgt der Hahnwiesenbach/Mörsbach in Ost-West-Richtung und schließlich bildet ganz im Norden der Hegbach die Gemarkungsgrenze zwischen Darmstadt und dem Landkreis Offenbach. Die Wasserscheide zwischen Rhein und Main verläuft etwa sieben Kilometer östlich der Stadt durch den Nachbarort Roßdorf. Im Stadtgebiet befinden sich einige kleinere Teiche, so etwa der Große Woog in Innenstadtnähe.
Als Oberzentrum ist Darmstadt der zentrale Ort auch für die Landkreise Darmstadt-Dieburg und Odenwaldkreis sowie die Gemeinden des südlichen Landkreises Groß-Gerau, einen Bereich mit insgesamt rund 650.000 Einwohnern. Benachbarte Zentren sind Frankfurt am Main im Norden; Aschaffenburg im Osten; Heidelberg, Mannheim und Ludwigshafen am Rhein im Süden sowie Mainz und Wiesbaden im Nordwesten.

### Nachbargemeinden

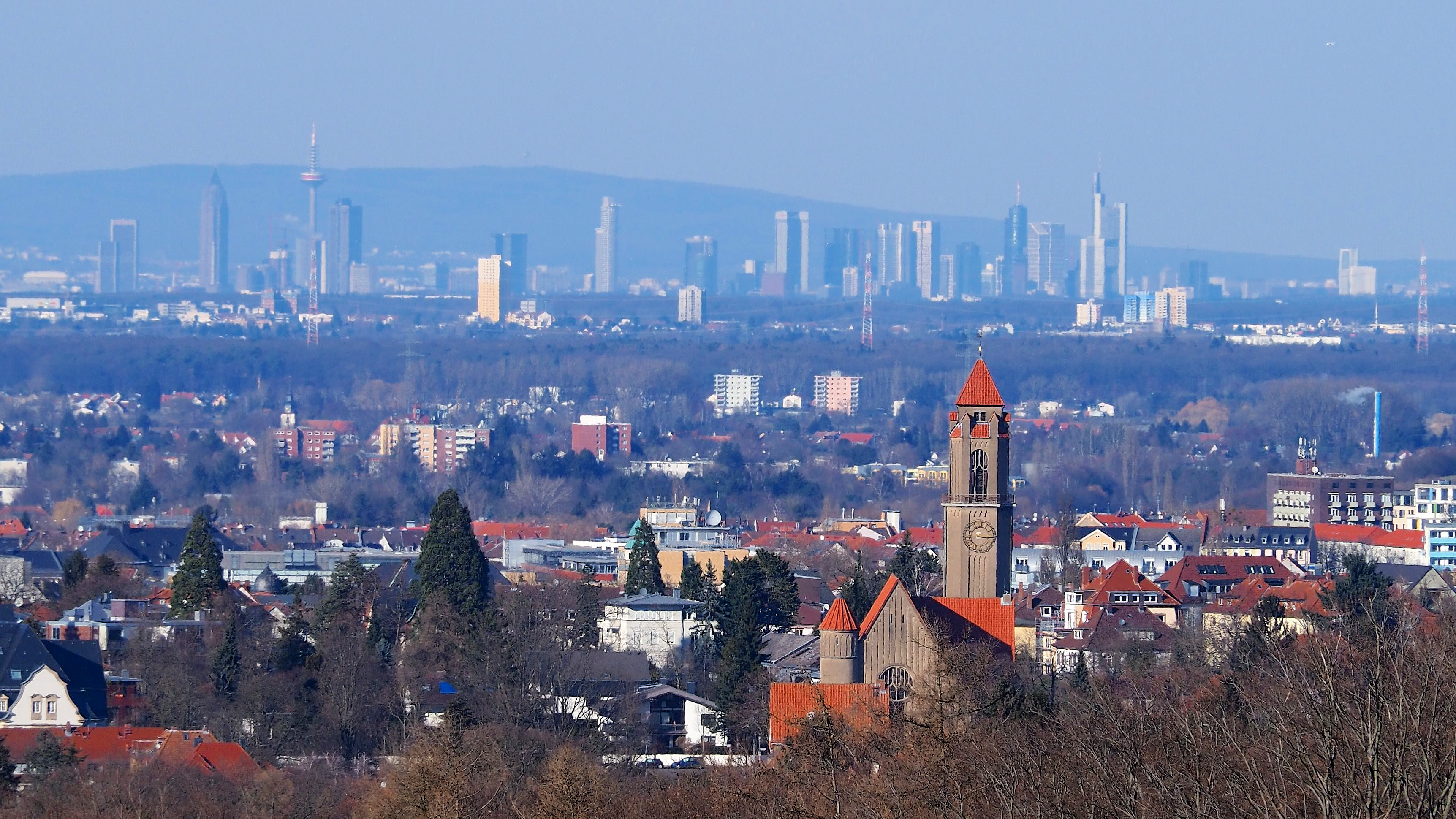
Darmstadt im Rhein-Main-Gebiet: Blick auf die Pauluskirche mit Skyline von Frankfurt

Darmstadt grenzt im Norden an den Landkreis Offenbach und im Osten, Süden und Westen an den Landkreis Darmstadt-Dieburg. Es grenzt (von Norden im Uhrzeigersinn) an die Gemeinde Egelsbach, die Städte Langen und Dreieich (alle drei Landkreis Offenbach), die Gemeinden Messel, Groß-Zimmern und Roßdorf, die Stadt Ober-Ramstadt, die Gemeinden Mühltal und Seeheim-Jugenheim, die Städte Pfungstadt, Griesheim und Weiterstadt sowie die Gemeinde Erzhausen (alle Landkreis Darmstadt-Dieburg).

### Flächenaufteilung
Nach Daten des Statistischen Landesamtes, Stand 2023.

### Stadtgliederung und Stadtteile
Das Stadtgebiet von Darmstadt ist in neun Stadtteile gegliedert. Diese sind wiederum in Statistische Bezirke unterteilt, welche zum Teil im Alltag gebräuchlichen Stadtvierteln entsprechen, zum Teil aber auch rein statistischer Natur und nicht allgemein geläufig sind. Gleiches gilt für die Stadtteile Mitte, Nord, Ost und West, die ebenfalls eher administrativer Natur sind als topografisch ablesbar, in sich zusammenhängend oder sprachlich gebräuchlich. Sie bilden gemeinsam mit Bessungen (Bezirke 100 bis 500) die Kernstadt mit rund zwei Dritteln der Stadtbevölkerung, während Wixhausen, Arheilgen, Kranichstein und Eberstadt (Bezirke 600 bis 900) die äußeren Stadtteile bilden, in denen rund ein Drittel aller Darmstädter lebt. Sie entwickelten sich aus ehemals eigenständigen Dörfern, die im 20. Jahrhundert eingemeindet wurden und räumlich etwas separat von der Kernstadt liegen. Kranichstein ist eine Neugründung der 1960er-Jahre, die ihre Bezeichnung von einem benachbarten Jagdschloss übernommen hat.
| Nr. | Bezeichnung     | Fläche in Hektar | Bevölkerung (2020) | Anmerkung                                                                 |
| --- | --------------- | ---------------- | ------------------ | ------------------------------------------------------------------------- |
| 100 | Darmstadt-Mitte | 232,7            | 20.812             | u. a. mit Stadtzentrum und Eichbergviertel                                |
| 200 | Darmstadt-Nord  | 1.231,0          | 32.201             | u. a. mit Johannes-, Martinsviertel und Waldkolonie mit dem Europaviertel |
| 300 | Darmstadt-Ost   | 2.757,7          | 14.838             | u. a. mit Mathildenhöhe und Woogsviertel                                  |
| 400 | Bessungen       | 552,4            | 15.507             | eingemeindet am 1. April 1888                                             |
| 500 | Darmstadt-West  | 1.514,7          | 18.580             | u. a. mit Heimstättensiedlung                                             |
| 600 | Arheilgen       | 1.126,0          | 17.815             | eingemeindet am 1. April 1937 1                                           |
| 700 | Eberstadt       | 1.808,4          | 23.479             | eingemeindet am 1. April 1937 1                                           |
| 800 | Wixhausen       | 2.322,8          | 6.456              | eingemeindet am 1. Januar 1977                                            |
| 900 | Kranichstein    | 655,0            | 11.932             | Baubeginn 1968                                                            |
|     | Stadt Darmstadt | 12.200,7         | 161.620            |                                                                           |

Grafische Stadtgliederung

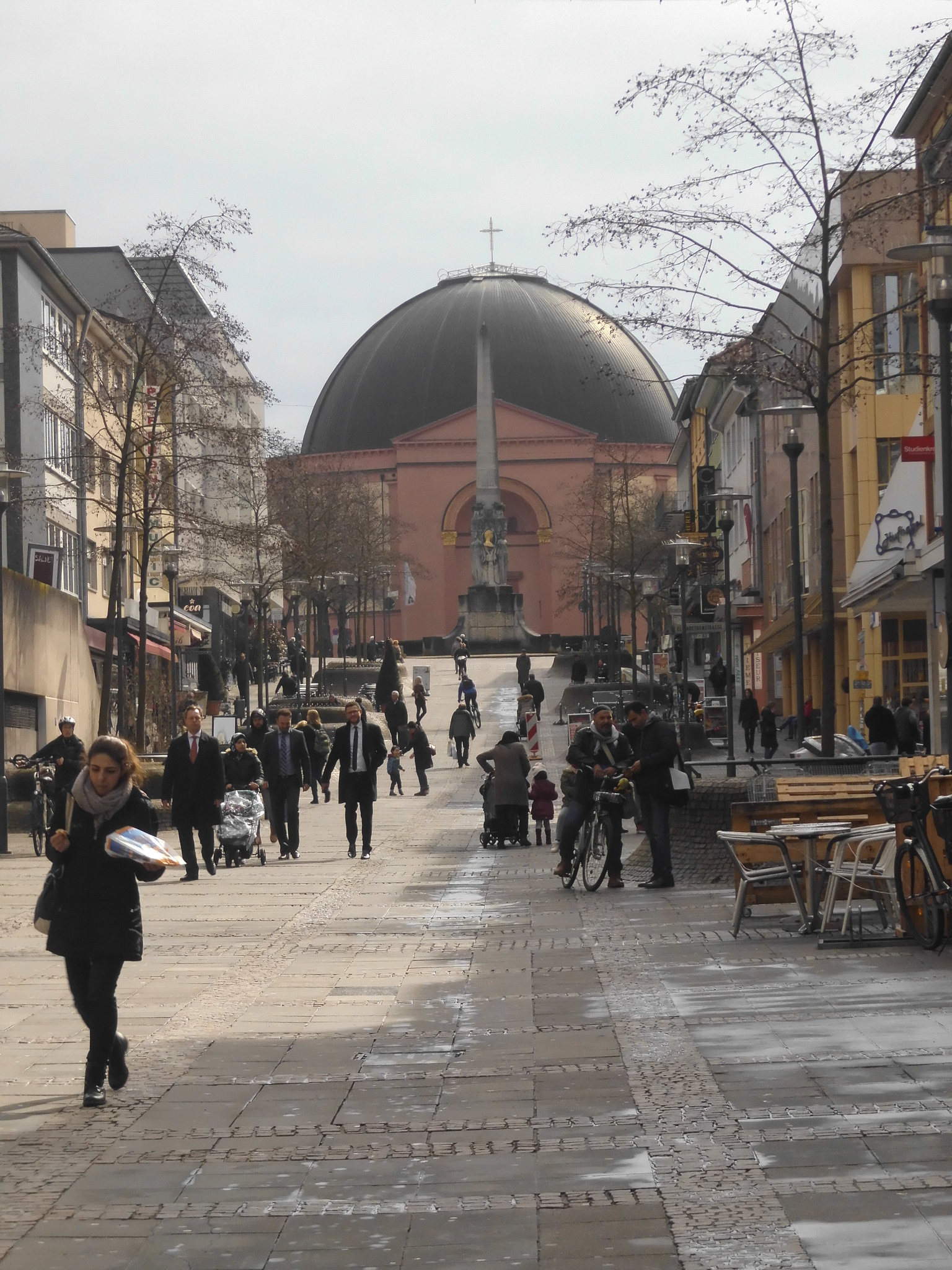
Blick durch die Wilhelminenstraße auf St. Ludwig

Die Sozialgeografie Darmstadts weist ein relativ starkes Gefälle zwischen wohlhabenden und sozial schwächeren Stadtvierteln auf, das schon seit dem 19. Jahrhundert besteht. In der Kernstadt (ohne äußere Stadtteile) gibt es ein deutliches Ost-West-Gefälle mit den wohlhabendsten Wohnvierteln am östlichen Stadtrand vom Komponistenviertel im Norden über Rosen- und Mathildenhöhe, Lichtwiese und Paulusviertel bis zur Ludwigshöhe im Süden. Das Stadtzentrum mit seiner wiederaufgebauten Nachkriegsbausubstanz liegt im Durchschnitt, während Johannesviertel und Martinsviertel im Norden sowie Alt-Bessungen im Süden aufgrund ihrer in Teilen erhaltenen Altbausubstanz zu den begehrteren Wohnvierteln zählen, in denen seit etwa 1975 Gentrifizierungsprozesse stattfinden. Demgegenüber ist der Westen Darmstadts durch eine starke Funktionsmischung von Gewerbe, Wohnen und ehemals militärischer Nutzung geprägt, sodass hier viele Konversionsflächen liegen und die hohen Immissionsbelastungen von Industrie und Verkehr sowie die teilweise fehlende soziale Infrastruktur für städtebauliche Problemlagen sorgen. Andererseits ist der Westen die einzige Innenstadtfläche, auf der noch in nennenswertem Umfang neuer Wohnraum geschaffen werden kann, um den allgemeinen Mangel in Darmstadt zu lindern. So ist dieses Gebiet entlang der Bahnstrecke Frankfurt am Main–Heidelberg als Weststadt in der Zeit seit der Jahrtausendwende im Fokus der Darmstädter Stadtplanung und in einem starken Wandel begriffen.

### Klima
Darmstadt liegt in der gemäßigten Klimazone. Die Durchschnittstemperatur beträgt 10,1 °C. Der wärmste Monat ist der Juli mit 19,3 °C im Durchschnitt. Der kälteste Monat ist der Januar mit durchschnittlich 0,9 °C.
Darmstadt und das Rhein-Main-Gebiet liegen am nördlichen Ende der Oberrheinischen Tiefebene, die klimatisch zu den wärmsten Regionen in Deutschland zählt. Die Jahresmitteltemperatur liegt mit 10,1 °C (langjähriges Mittel für den Referenzzeitraum 1981–2010) über der anderer deutscher Metropolen (Berlin 9,0 °C, Hamburg 9,1 °C, München 7,7 °C). Die Sonne scheint im Juli mit durchschnittlich 7,5 Stunden am Tag am längsten. Im Dezember scheint die Sonne mit durchschnittlich 1,2 Stunden am Tag am kürzesten. Das Klima ist deshalb insgesamt recht mild. In der Zeit von November bis Januar gibt es tagsüber im Mittel nur ein bis zwei Sonnenstunden. Der durchschnittliche Niederschlag beträgt 765 mm im Jahr.
Schnee liegt im Winter im Mittel an etwa fünfzehn Tagen. Die Schneehöhe liegt nur selten über zehn Zentimeter und der Schnee bleibt meist nicht lange liegen. Weiße Weihnachten gibt es im Schnitt alle 10 Jahre.
Der Sommer ist mit Höchstwerten um 25 °C (an durchschnittlich elf Tagen im Jahr auch über 30 °C) recht warm; dazu ist es leicht wechselhaft mit gelegentlichen Schauern oder Gewittern, allerdings ist dies mit täglich sieben bis acht Stunden auch die sonnenreichste Zeit.
Die Extremwerte liegen bei ca. −21 °C im Winter und ca. +39 °C im Sommer. Die höchste je in Darmstadt gemessene Temperatur betrug 39,5 °C, gemessen am 7. August 2015. Die niedrigste je in Darmstadt gemessene Temperatur betrug −26,9 °C, gemessen am 19. Januar 1940. Die durchschnittliche Jahrestemperatur stieg im Mittel der Jahre 1981 bis 2010 um ca. 0,4 auf 10,1 °C.
Die mittlere jährliche Niederschlagsmenge betrug ca. 600–700 mm. Der meiste Niederschlag fällt im Juli, der geringste im April im Mittel der Jahre 1981 bis 2010. Die durchschnittliche Luftfeuchtigkeit beträgt ca. 76 %.
Die vorherrschende Windrichtung ist West.
Klimadiagramm von 1981 bis 2010, für die Stadt Darmstadt
|                       | Jan  | Feb  | Mär  | Apr  | Mai  | Jun  | Jul  | Aug  | Sep  | Okt  | Nov  | Dez  |   |      |
| Mittl. Tagesmax. (°C) | 5,0  | 7,0  | 11,0 | 15,0 | 20,0 | 23,0 | 25,0 | 25,0 | 20,0 | 14,0 | 8,0  | 5,0  | ⌀ | 14,9 |
| Mittl. Tagesmin. (°C) | −1,0 | 1,0  | 3,0  | 6,0  | 11,0 | 13,0 | 13,0 | 15,0 | 11,0 | 7,0  | 4,0  | 1,0  | ⌀ | 7    |
|                       |      |      |      |      |      |      |      |      |      |      |      |      |   |      |
| Niederschlag (mm)     | 55,0 | 53,0 | 66,0 | 49,0 | 76,0 | 67,0 | 75,0 | 66,0 | 63,0 | 66,0 | 63,0 | 66,0 | Σ | 765  |
|                       |      |      |      |      |      |      |      |      |      |      |      |      |   |      |
| Sonnenstunden (h/d)   | 1,5  | 2,9  | 3,9  | 5,9  | 6,7  | 7,1  | 7,5  | 7,0  | 5,3  | 3,3  | 1,7  | 1,2  | ⌀ | 4,5  |

| −1,0 |

| 1,0 |

| 3,0 |

| 6,0 |

| 11,0 |

| 13,0 |

| 13,0 |

| 15,0 |

| 11,0 |

| 7,0 |

| 4,0 |

| 1,0 |

| −1,0 |

| 1,0 |

| 3,0 |

| 6,0 |

| 11,0 |

| 13,0 |

| 13,0 |

| 15,0 |

| 11,0 |

| 7,0 |

| 4,0 |

| 1,0 |

## Geschichte

### Der Name „Darmstadt“

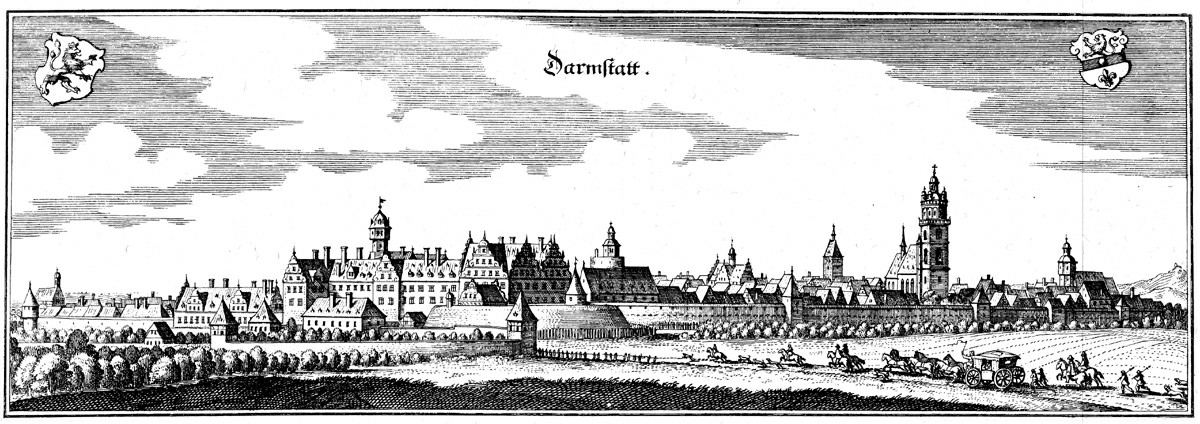
Darmstadt – Auszug aus der Topographia Hassiae von Matthäus Merian 1655

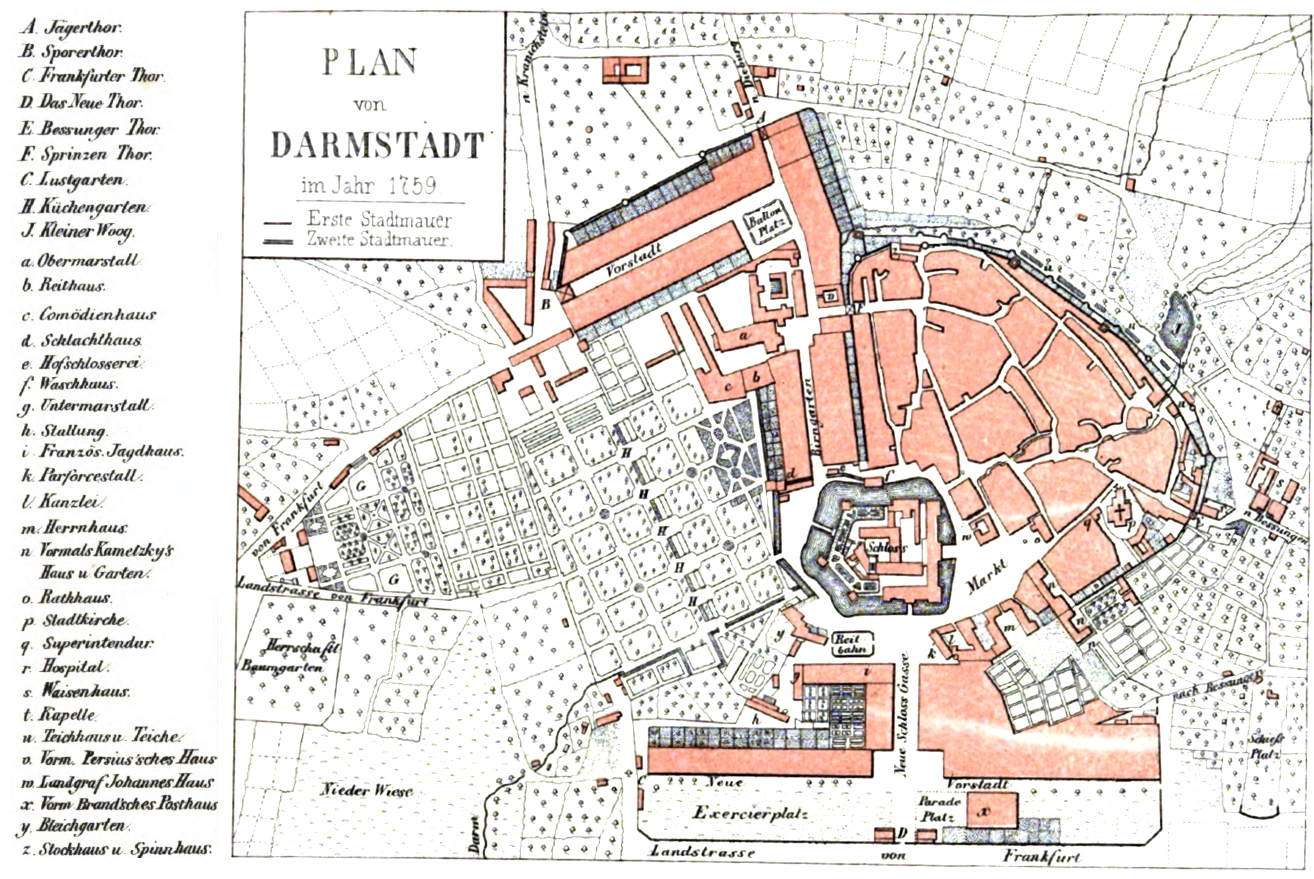
Ältester Stadtplan Darmstadts von ca. 1759 von (Kaspar Ludwig) Bettenhäuser. Beachte: Hier ist Osten oben.

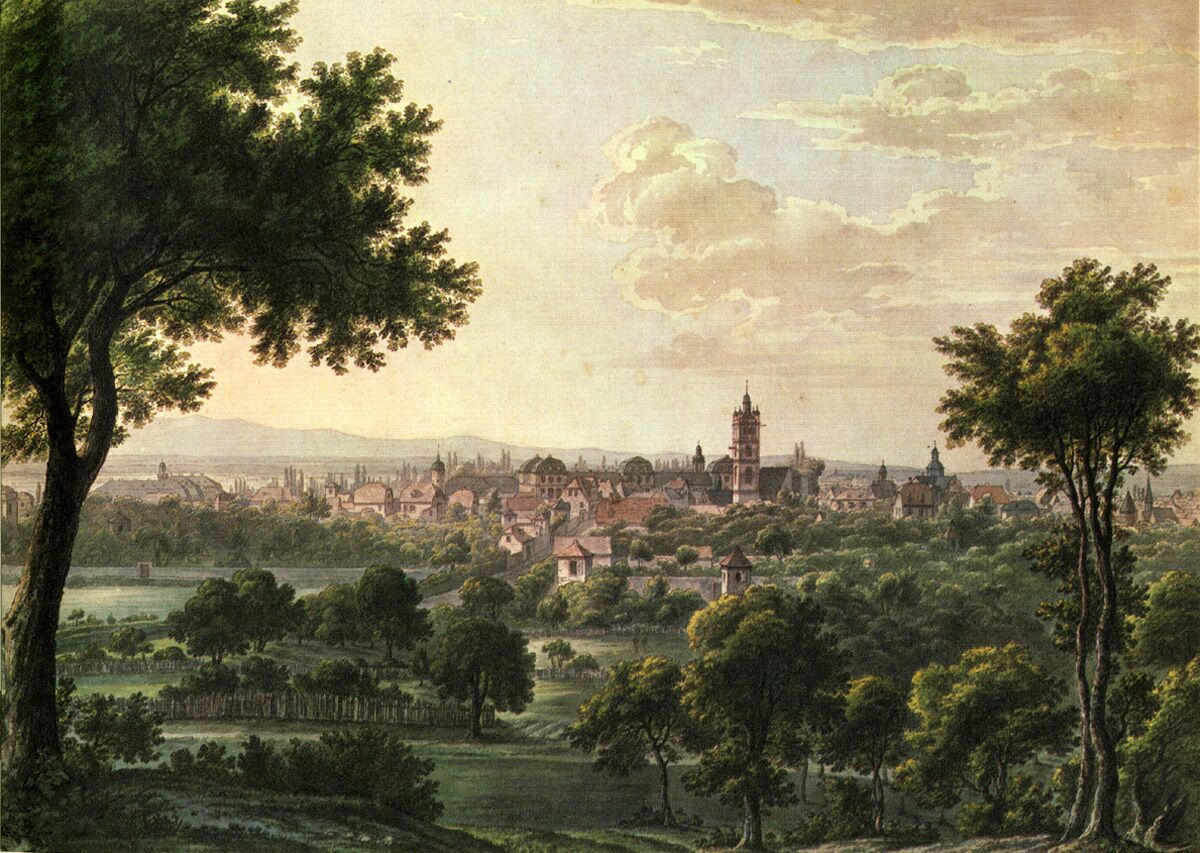
Darmstadt im Jahr 1816, ein Aquarell von Johann Heinrich Schilbach

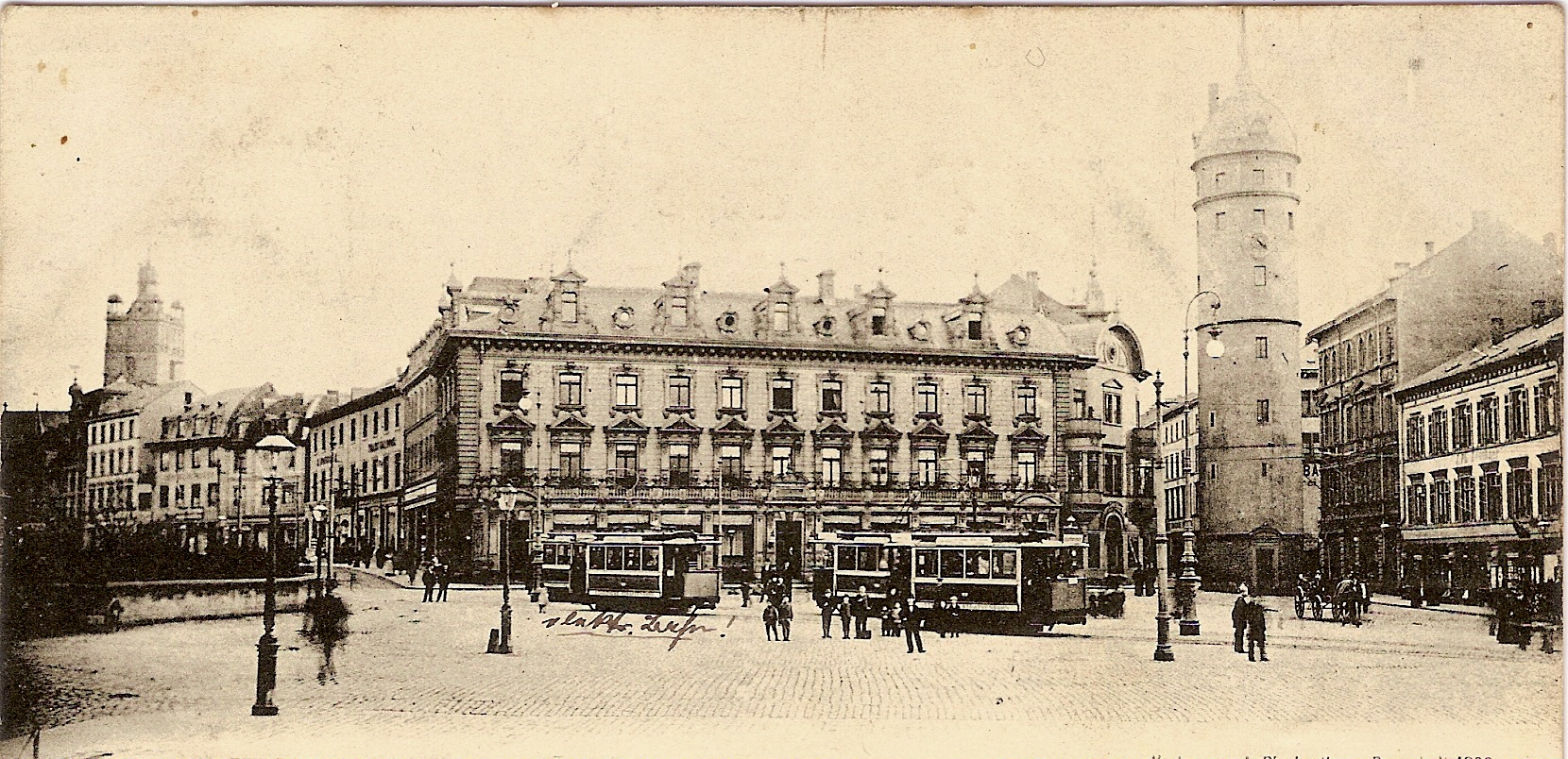
Ernst-Ludwigs-Platz mit Weißem Turm nach einer Postkarte von ca. 1899

Der Ursprung des Namens Darmstadt ist unsicher. Die älteste erhaltene Erwähnung der Ansiedlung unter der Bezeichnung Darmundestat stammt aus dem späten 11. Jahrhundert, mehrere Jahrhunderte nach Gründung der Siedlung. Die Erklärungsversuche zum Ursprung des Namens sind sehr unterschiedlich:
- Laut der aktuellen germanistischen Namenforschung enthält das Vorderglied des Ortsnamens den männlichen Taufnamen Darmund.[12]
- Eine andere Deutung sieht den Namen als Zusammensetzung von darre für Tor oder Hindernis und mund für Schutz, somit wäre Darmundestat also eine Siedlung an einem befestigten Durchgang.
- Eine weitere Herleitung will die keltischen Wortstämme dar für Eiche oder Baum und mont für Berg erkennen.
- Ferner wird auch versucht, im Darmbach den Ursprung des Namens zu sehen. Dieser Theorie folgend wäre Darmstadt entweder die Stätte am Wildbach (Dam-unda-stat) oder die Stätte am Moorbach (Darm-unda-stat). Gegen diese These spricht aber, dass der Darmbach nach aktuellen Erkenntnissen erst später so genannt wurde.

Darmstadt ist die einzige deutsche Stadt, nach der ein chemisches Element, nämlich Darmstadtium, benannt wurde.
→ Weitere ausführliche Erklärungen zur Namensherleitung im Parallelartikel: Geschichte der Stadt Darmstadt

### Historische Namensformen
Historisch dokumentierte Erwähnungen des Ortes sind (in Klammern das Jahr der Erwähnung):
- Darmundestat (2. Hälfte 11. Jahrhundert)
- Darmistat (1234)
- Darmstat
- Darmestat (1315)
- Darmstad (1377)
- Darmbstadt (1451)
- Darmstatt (1477)
- Darmstait (1479)
- Darmstadt (1488)
- Darmbstadt (1555)
- Darmstatt (1586)
- Darmbstatt (1600)

### Eingemeindungen
Die Gemeinde Bessungen wurde am 1. April 1888 eingegliedert. Am 1. April 1937 kamen Arheilgen und Eberstadt sowie ca. 25 % Griesheims, darunter der Truppenübungsplatz mit dem August-Euler-Flugplatz, die Siedlung Tann und das heutige Sankt Stephan, hinzu. Wixhausen folgte am 1. Januar 1977.

### Ausgliederungen
Am 1. Januar 1977 wurde die Sankt Stephans-Siedlung mit damals etwa 2.000 Einwohnern an die Nachbarstadt Griesheim zurückgegeben.

### Wüstungen
Klappach war vom 13. bis zum 15. Jahrhundert ein Weiler, gelegen südlich des Dorfes Bessungen bei Darmstadt.

### Einwohnerentwicklung

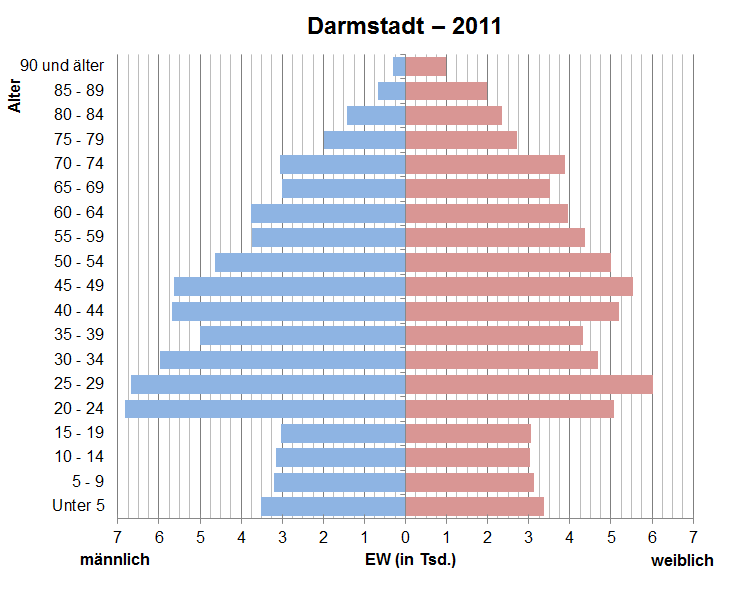
Bevölkerungspyramide für Darmstadt (Datenquelle: Zensus 2011)

Am 1. April 1937 überschritt die Einwohnerzahl der Stadt auf Grund der Eingemeindungen von Arheilgen und Eberstadt die Grenze von 100.000. Im Zweiten Weltkrieg verlor die Stadt zwischen 1939 (115.000 Einwohner) und 1945 (70.000 Einwohner) rund 40 Prozent (45.000) ihrer Bewohner. Allein in der Darmstädter Brandnacht vom 11. auf den 12. September 1944, in der Darmstadt bombardiert wurde, kamen ca. 11.000 Menschen ums Leben. 1953 hatte die Bevölkerungszahl wieder den Vorkriegsstand erreicht. Während sie etwa zwischen 1965 und 2005 bei rund 140.000 stagnierte, ist seitdem wieder ein kontinuierliches Wachstum zu verzeichnen. In der zweiten Hälfte des 20. Jahrhunderts zeigten insbesondere die Umlandgemeinden ein starkes, durch Suburbanisierung getriebenes Bevölkerungswachstum (Griesheim von 9.000 Einwohnern 1950 auf 24.400 im Jahr 2000, Weiterstadt mit Stadtteilen von 8.000 auf 23.900, Pfungstadt von 11.000 auf 25.000 und Roßdorf von 5.300 auf 11.900).
Die folgende Übersicht zeigt die Einwohnerzahlen nach dem jeweiligen Gebietsstand. Bis 1833 sind es meist Schätzungen, danach Volkszählungsergebnisse (farbig hinterlegt) oder amtliche Fortschreibungen der jeweiligen Statistischen Ämter beziehungsweise der Stadtverwaltung selbst. Die Angaben beziehen sich ab 1843 auf die „Ortsanwesende Bevölkerung“, ab 1925 auf die Wohnbevölkerung und seit 1987 auf die „Bevölkerung am Ort der Hauptwohnung“. Vor 1843 wurde die Einwohnerzahl uneinheitlich erhoben.
| Jahr         | Einwohner |
| ------------ | --------- |
| 1570         | 1.220     |
| 1600         | 1.515     |
| 1619         | 2.400     |
| 1634         | 2.000     |
| 1636         | 1.100     |
| 1648         | 1.000     |
| 1676         | 1.790     |
| 1700         | 1.895     |
| 1772         | 9.800     |
| 1804         | 11.219    |
| 1816         | 15.391    |
| 1830         | 23.242    |
| 3. Dez. 1846 | 26.300    |
| 3. Dez. 1861 | 28.526    |
| 3. Dez. 1864 | 29.225    |

| Jahr          | Einwohner |
| ------------- | --------- |
| 1. Dez. 1871  | 33.800    |
| 1. Dez. 1875  | 37.273    |
| 1. Dez. 1880  | 41.199    |
| 1. Dez. 1885  | 43.146    |
| 1. Dez. 1890  | 55.883    |
| 2. Dez. 1895  | 63.168    |
| 1. Dez. 1900  | 72.381    |
| 1. Dez. 1905  | 83.123    |
| 1. Dez. 1910  | 87.089    |
| 1. Dez. 1916  | 71.410    |
| 8. Okt. 1919  | 82.367    |
| 16. Jun. 1925 | 89.465    |
| 16. Jun. 1933 | 93.222    |
| 17. Mai 1939  | 115.196   |
| 31. Dez. 1945 | 69.539    |

| Jahr          | Einwohner |
| ------------- | --------- |
| 13. Sep. 1950 | 94.788    |
| 25. Sep. 1956 | 123.306   |
| 6. Jun. 1961  | 136.412   |
| 31. Dez. 1965 | 140.066   |
| 27. Mai 1970  | 141.224   |
| 31. Dez. 1975 | 137.018   |
| 31. Dez. 1980 | 138.201   |
| 31. Dez. 1985 | 134.181   |
| 25. Mai 1987  | 134.272   |
| 31. Dez. 1990 | 138.920   |
| 31. Dez. 1995 | 138.980   |
| 31. Dez. 2000 | 138.242   |
| 31. Dez. 2005 | 139.103   |
| 31. Dez. 2007 | 142.191   |
| 31. Dez. 2008 | 142.310   |
| 31. Dez. 2009 | 143.332   |

| Jahr          | Einwohner |
| ------------- | --------- |
| 31. Dez. 2010 | 144.402   |
| 9. Mai 2011   | 143.499   |
| 31. Dez. 2011 | 145.845   |
| 31. Dez. 2012 | 150.155   |
| 31. Dez. 2013 | 149.743   |
| 31. Dez. 2014 | 151.879   |
| 31. Dez. 2015 | 155.353   |
| 31. Dez. 2016 | 157.437   |
| 31. Dez. 2017 | 158.254   |
| 31. Dez. 2018 | 159.207   |
| 31. Dez. 2019 | 159.878   |
| 31. Dez. 2020 | 159.174   |
| 31. Dez. 2021 | 159.631   |
| 31. Dez. 2022 | 162.329   |
| 31. Dez. 2023 | 164.832   |
| 31. Dez. 2024 | 167.029   |

Volkszählungsergebnisse farbig hinterlegt.

## Religionen

### Konfessionsstatistik
Laut dem Zensus 2011 waren 33,1 % der Einwohner evangelisch, 19,3 % römisch-katholisch und 47,6 % waren konfessionslos, gehörten einer anderen Glaubensgemeinschaft an oder machten keine Angabe. Nach einer Berechnung aus den Zensuszahlen für die Personen mit Migrationshintergrund lag der Bevölkerungsanteil der Muslime in Darmstadt 2011 bei 9,4 % (rund 13.500 Personen). Der Anteil der katholischen und der evangelischen Kirchenmitglieder an der Gesamtbevölkerung ist seitdem beträchtlich gesunken. Wie überall in Deutschland gibt es eine wachsende Zahl von Menschen, die sich keiner oder anderen Religionen (z. B. Islam) zugehörig fühlen. Am Stichtag 31. Dezember 2023 waren nach Recherchen der Forschungsgruppe Weltanschauungen in Deutschland 21,2 % der Einwohner evangelisch, 14,0 % römisch-katholisch und 64,8 % waren konfessionsfrei oder gehörten einer sonstigen Religionsgemeinschaft an.

### Christentum

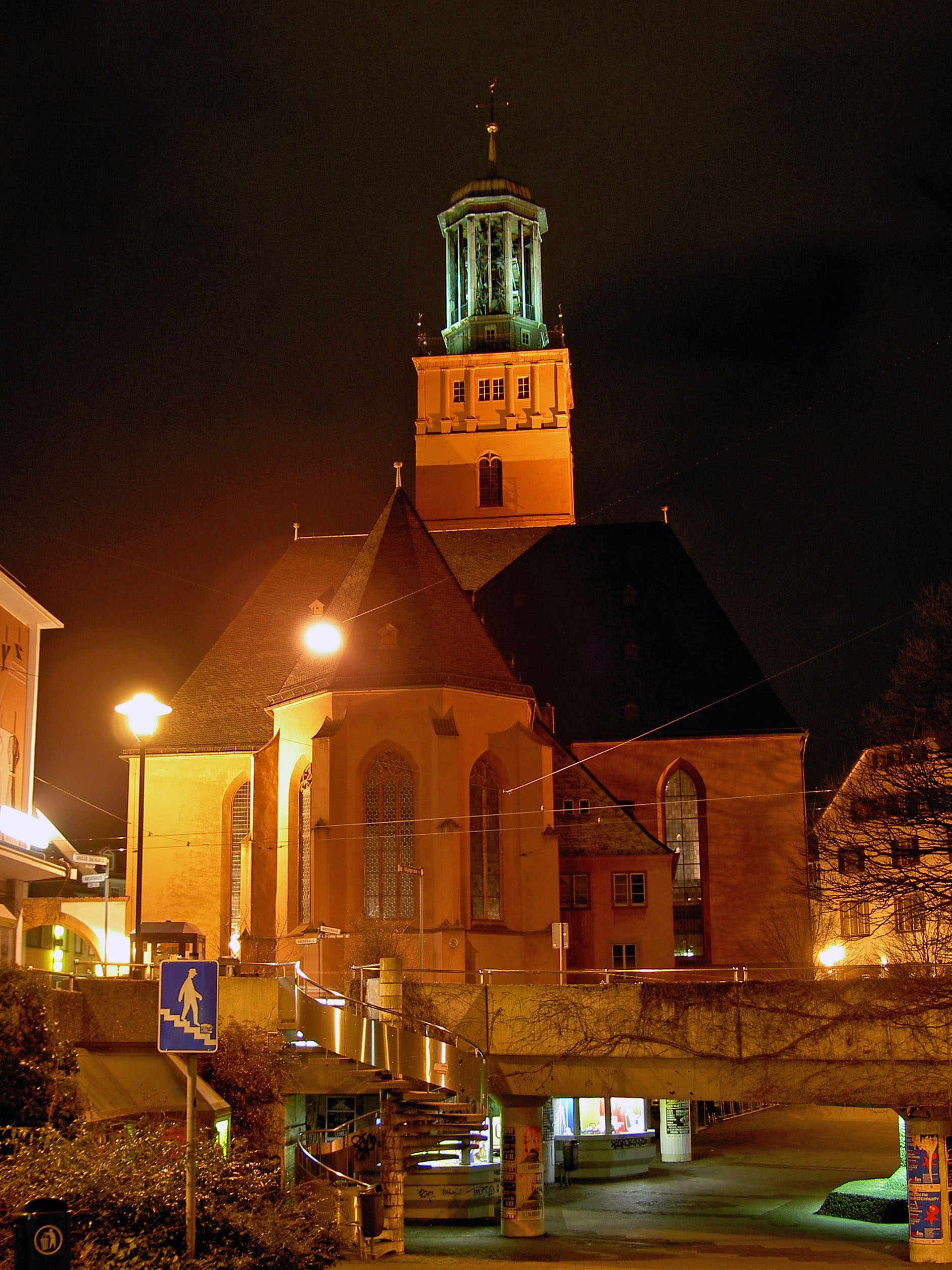
Evangelische Stadtkirche

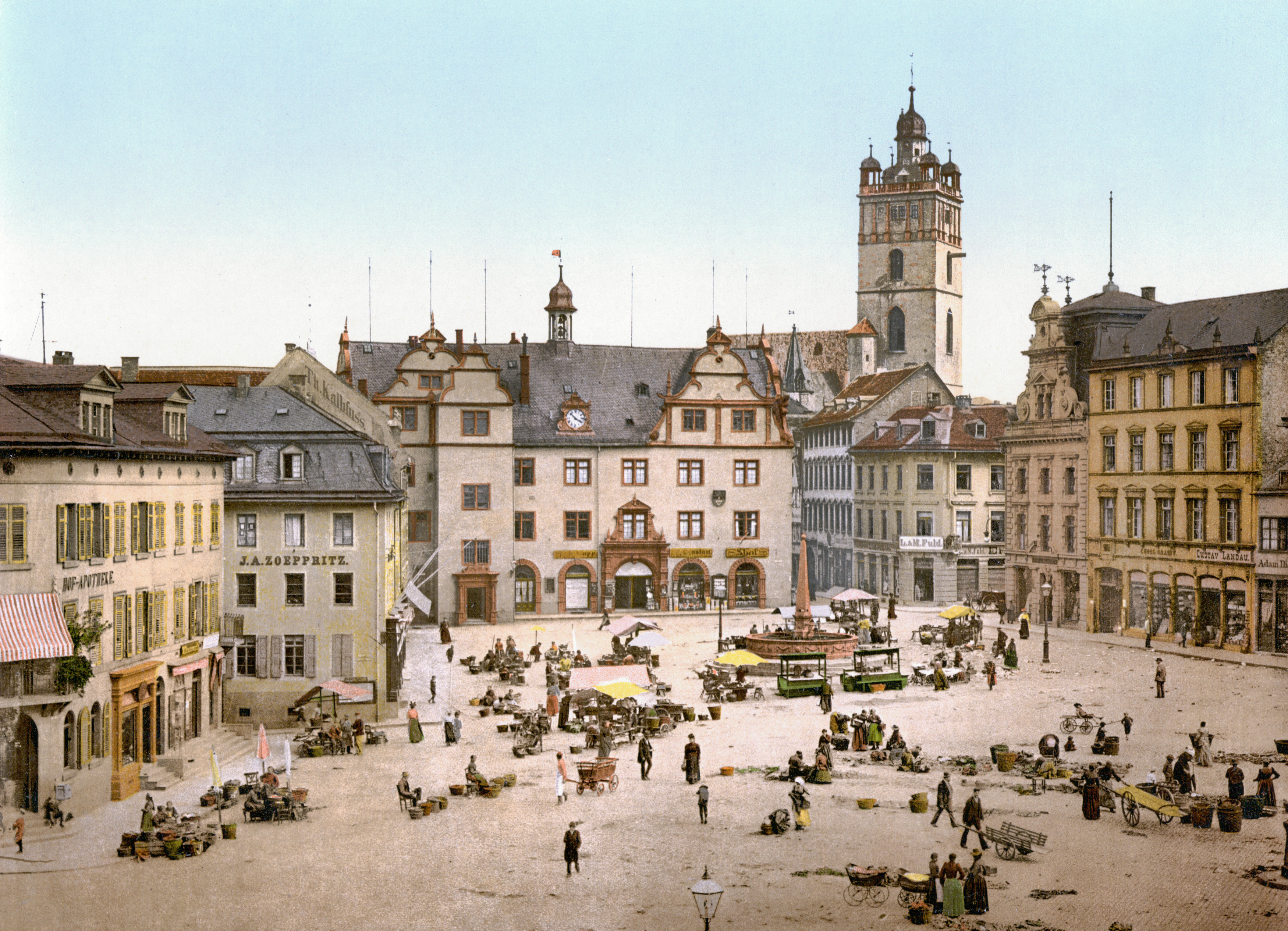
Marktplatz um 1900

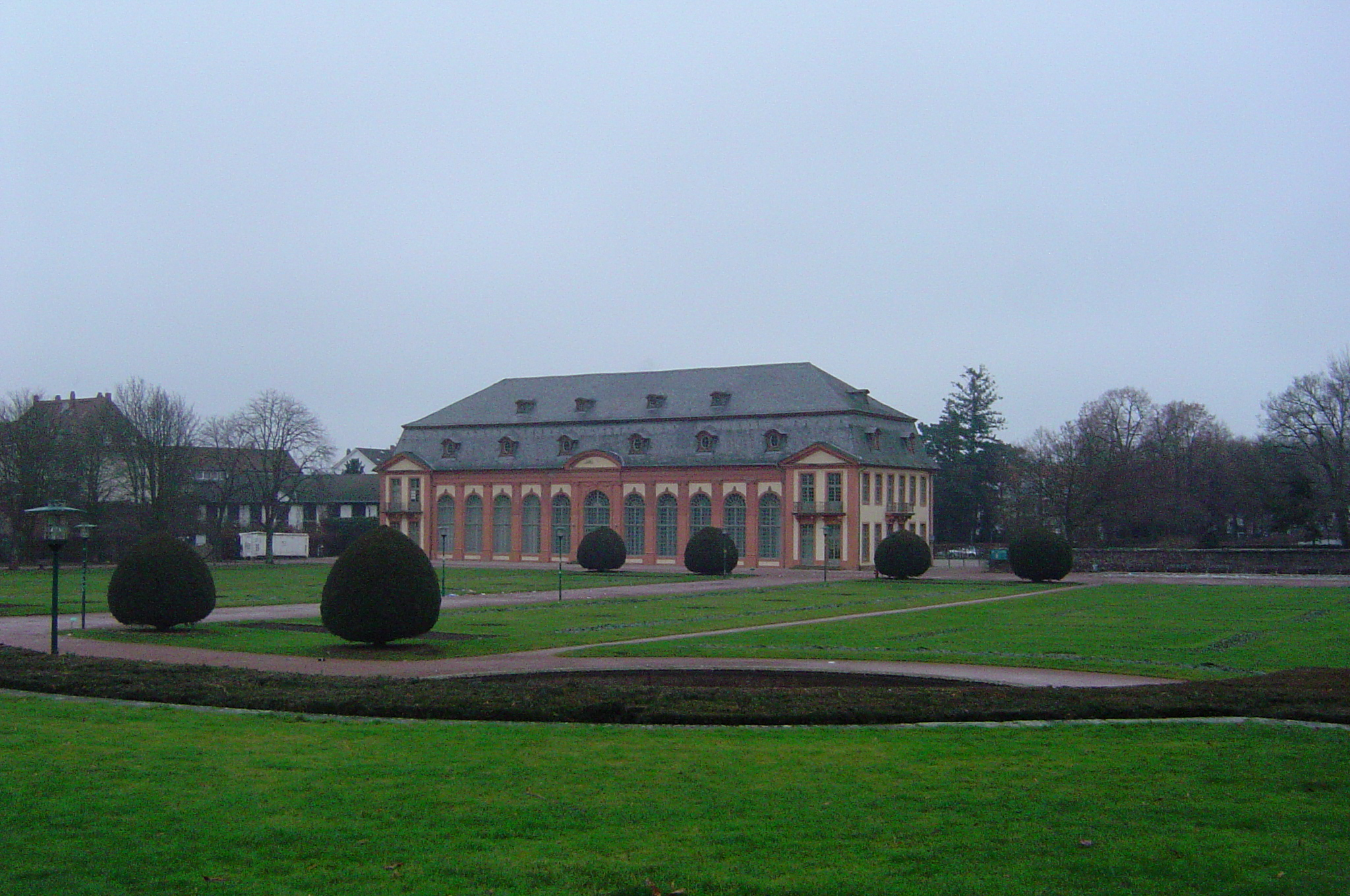
Orangerie (Darmstadt) – südliche Fassade

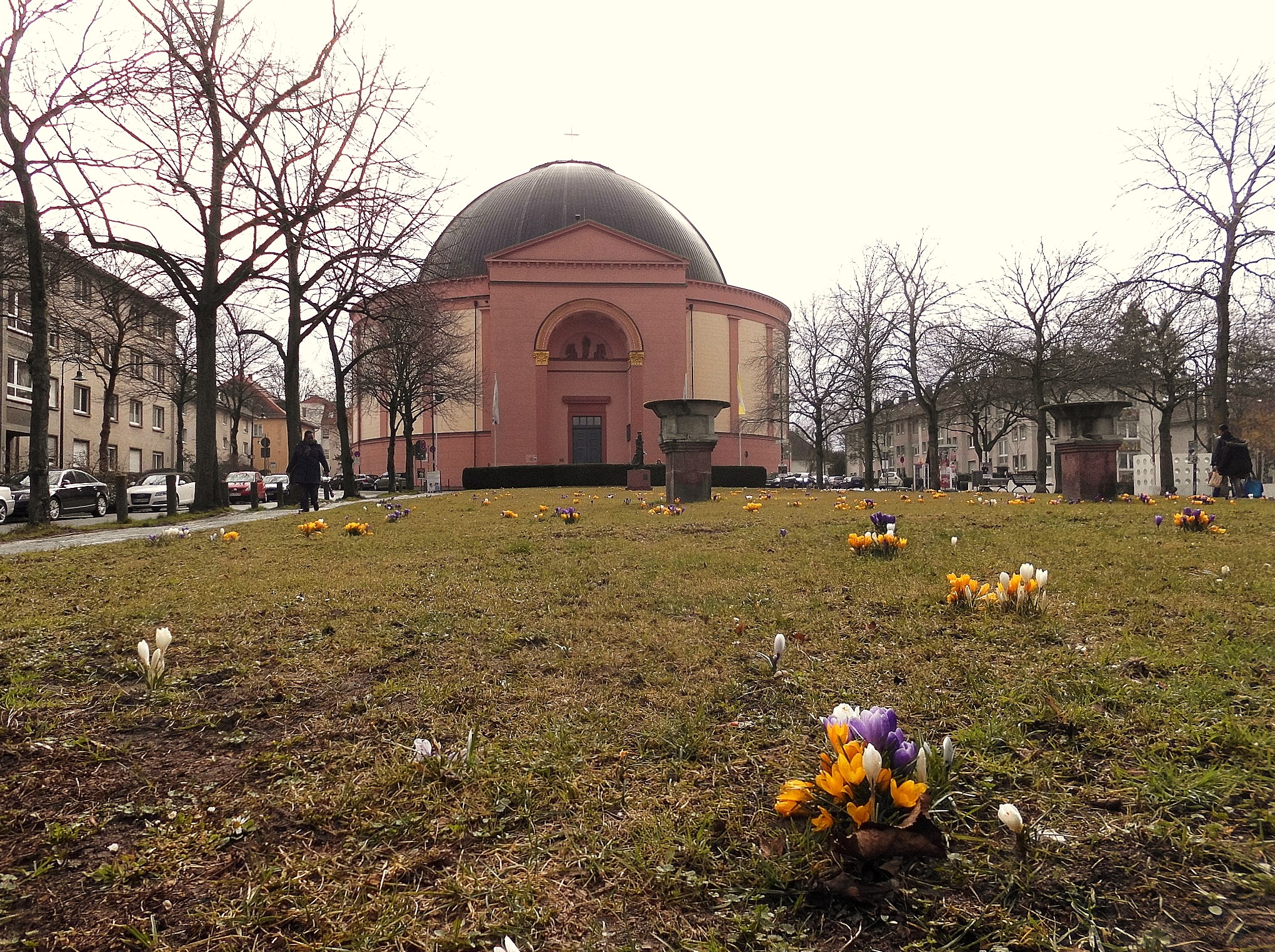
Die St. Ludwigkirche in Darmstadt

1526 führte Landgraf Philipp der Großmütige die Reformation nach lutherischem Bekenntnis ein, so dass Darmstadt lange Zeit eine lutherische Stadt blieb. Die Christen reformierten Bekenntnisses erhielten erst 1770/71 das Recht, Gottesdienste abzuhalten. Da Darmstadt Residenzstadt war, befand sich hier das Konsistorium (Kirchenverwaltung) der Evangelischen Landeskirche in Hessen, die 1934 bzw. 1947 mit den Landeskirchen von Frankfurt und Nassau vereinigt wurde zur Evangelischen Kirche in Hessen und Nassau. Ferner befindet sich in Darmstadt der Sitz der Superintendentur beziehungsweise Propstei Starkenburg. Heute sind alle evangelischen Gemeindeglieder Darmstadts – sofern sie nicht zu einer evangelischen Freikirche oder einer Gemeinde der Selbständigen Evangelisch-Lutherischen Kirche gehören – dem Dekanat Darmstadt-Stadt innerhalb der Evangelischen Kirche in Hessen und Nassau zugeordnet.
Römisch-katholische Gemeindeglieder zogen spätestens im 18. Jahrhundert wieder in die Stadt. Ihnen wurde es ab 1790 gestattet, wieder Gottesdienste abzuhalten. 1827 wurde die kuppelüberdachte Ludwigskirche fertiggestellt. Darmstadt ist Hauptstadt des Dekanats Darmstadt im Bistum Mainz.
Des Weiteren finden sich in Darmstadt verschiedene christliche Freikirchen, von denen einige der Evangelischen Allianz angeschlossen sind. Hierzu gehören beispielsweise das Christliche Zentrum Darmstadt (CZD), die Freie Evangelische Gemeinde Darmstadt (FeG), die Freie Christengemeinde (FCG), die Gemeinde der Christen Ecclesia, die Christliche Gemeinde (Brüderbewegung) sowie zahlreiche andere christliche Gemeinschaften.
Auch die Orthodoxie ist in Darmstadt vertreten. Die russisch-orthodoxe Gemeinde feiert Gottesdienste in der Russischen Kapelle (Kirche der Hl. Maria Magdalena) auf der Mathildenhöhe, die griechisch-orthodoxe Gemeinde in der Kirche des Hl. Nikolaos in Eberstadt.

### Judentum
Auch ein aktives jüdisches Gemeindeleben gibt es in Darmstadt. 1988 wurde die neue Synagoge eingeweiht, die erste Synagoge des Architekten Alfred Jacoby.

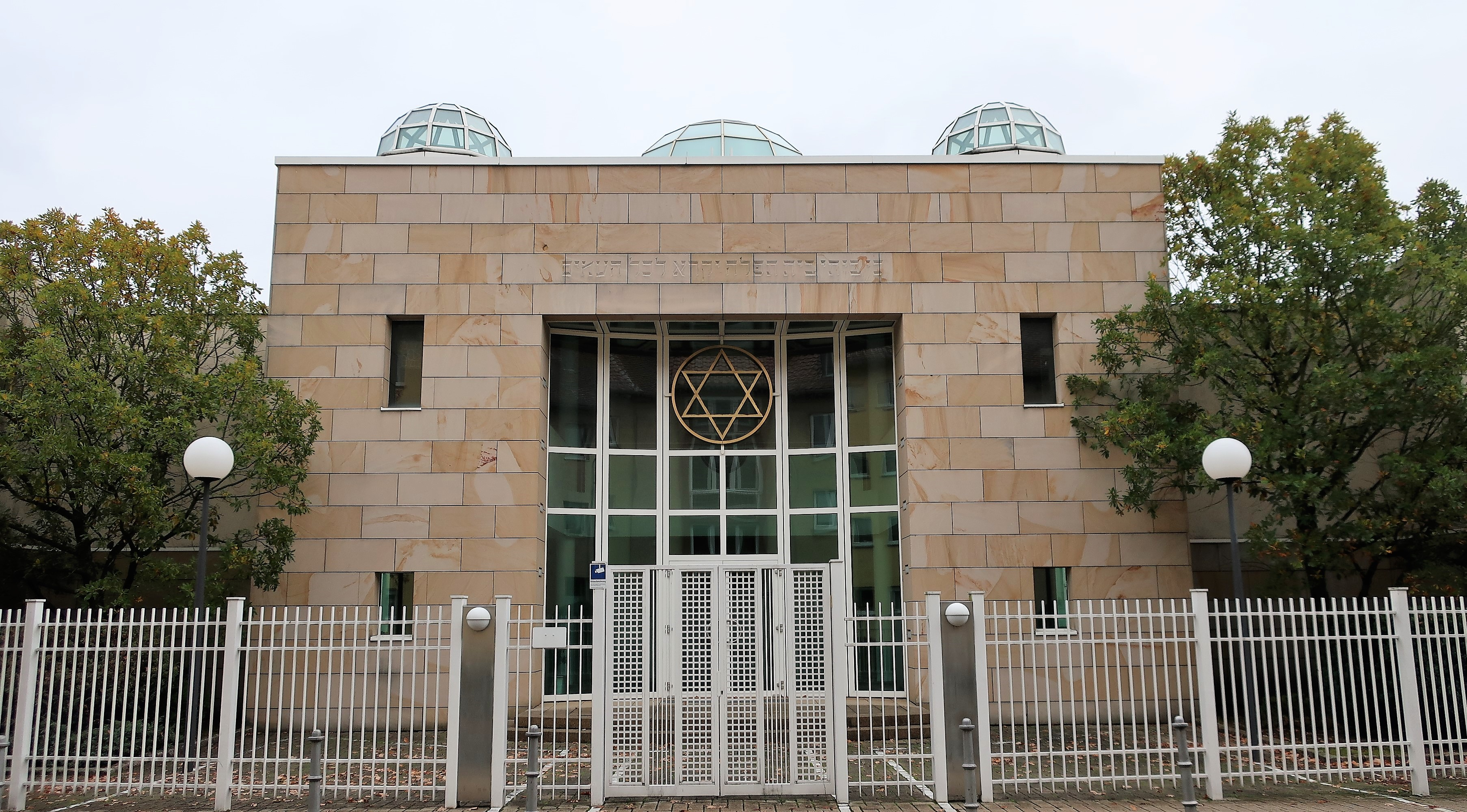
Neue Synagoge

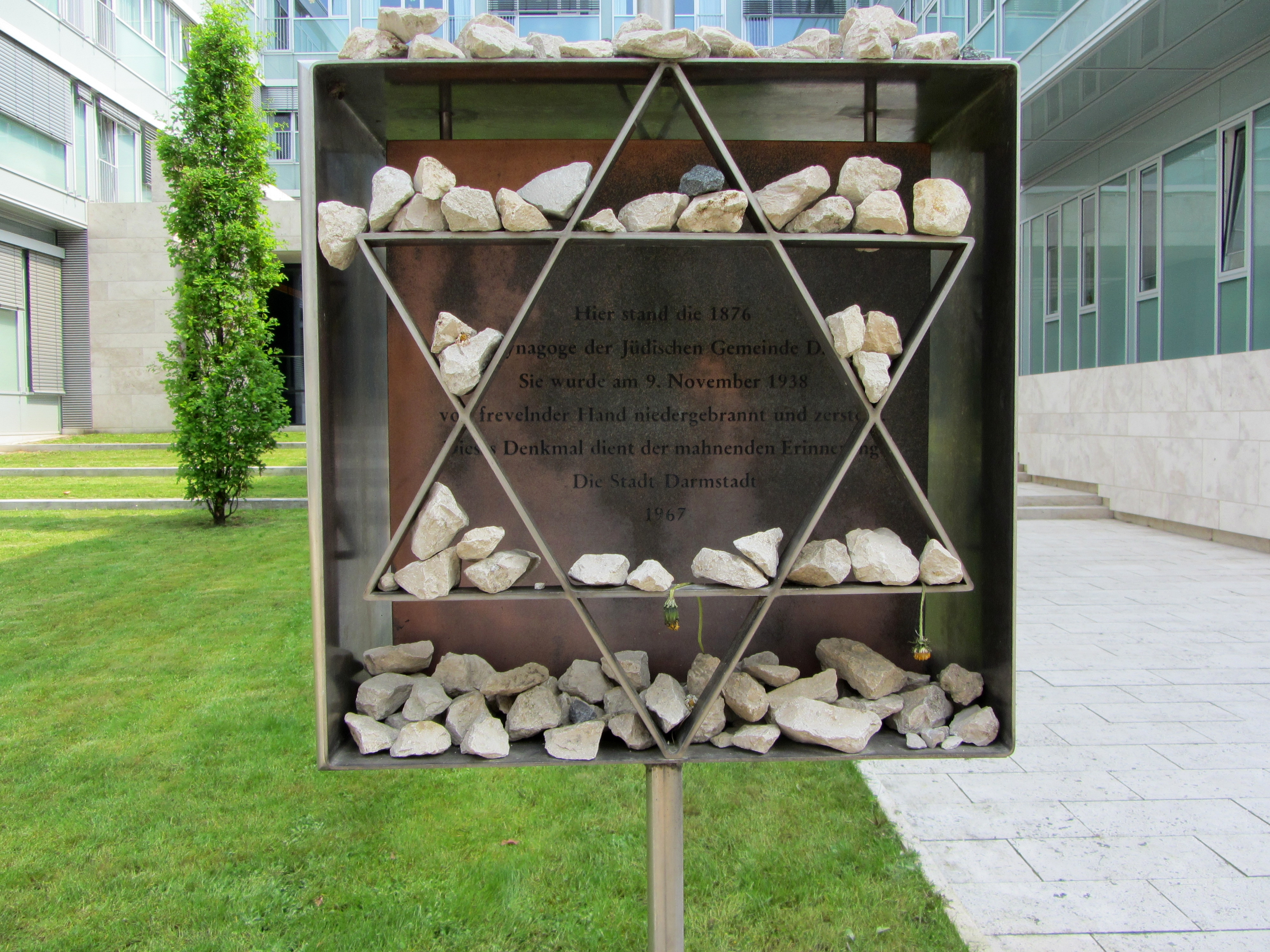
Gedenktafel auf dem Julius-Landsberger-Platz, am Erinnerungsort Liberale Synagoge Darmstadt (2013)

Im Oktober 2003 wurden während der Bauarbeiten auf dem Gelände der Klinikum Darmstadt GmbH Reste der am 9. November 1938 zerstörten Liberalen Synagoge freigelegt. Ein Teil dieser einstigen Synagoge wurde 1940 bei der Anlage eines Löschwasserbeckens zerstört. 1970 wurden aufgrund neuerlicher Erweiterungsbauten der Klinik weitere Fundamente beseitigt. Die Liberale Synagoge wurde 1873 bis 1876 erbaut. Neben den Fundamentresten wurden im Keller nicht nur Reste einer Umluftheizung gefunden, sondern auch zahllose Metall- und Glasfragmente. Das konservatorische Konzept des Landesamtes für Denkmalpflege, das die Sicherung der Funde übernommen hat, verfolgt eine „ungeschönte und möglichst unveränderte Darstellung des geschichtlichen Momentes der Zerstörung“. Der Besucher kann seit November 2009 das Fundareal in einem Erinnerungsort Liberale Synagoge besichtigen. Ein Mitarbeiter des Instituts Mathildenhöhe stellte bis zum Jahre 2006 ein Modell der Liberalen Synagoge im Maßstab 1:50 fertig. Es befindet sich seit 2010 im Gemeindezentrum der jüdischen Gemeinde.
Die Orthodoxe Synagoge Darmstadts an der Bleichstraße wurde ebenfalls am 9. November 1938 zerstört. 2010 erinnerte ein Gedenkstein an den Standort des Gotteshauses.
Seit einigen Jahren sind im Darmstädter Stadtgebiet symbolische „Stolpersteine“ des Künstlers Gunter Demnig zu finden (siehe auch Liste der Stolpersteine in Darmstadt). Diese sollen, im Boden vor Gebäuden eingelassen, an deren ehemalige jüdische Bewohner und andere wie Zeugen Jehovas, Kommunisten oder Zigane, sowie Widerstandskämpfer, erinnern, die in der Zeit des Nationalsozialismus vertrieben oder ermordet wurden.

### Islam

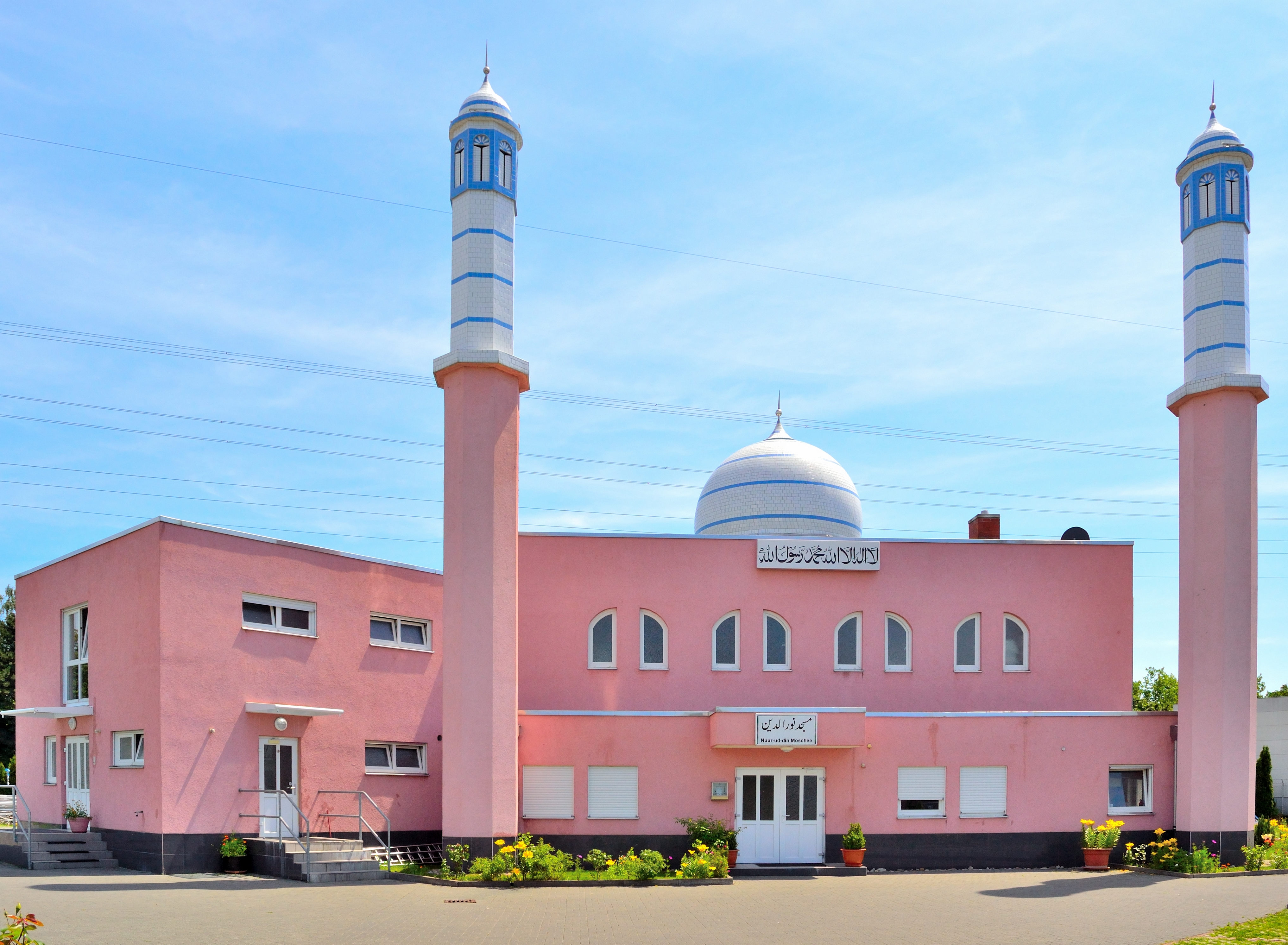
Nuur-ud-Din-Moschee

In Darmstadt gibt es mehrere muslimische Gemeinden unterschiedlicher religiöser oder ethnischer Gruppen. Die größten Moscheen sind die Emir-Sultan-Moschee der ATIB-Gemeinde, IRD (Islamische Religionsgemeinschaft Darmstadt e. V.), die arabischsprachige Salam Moschee (Mesjid Issalaam) und, unter anderem, auch die Ahmadiyya Muslim Gemeinschaft Nuur-ud-Din-Moschee. Daneben gibt es mehrere andere Gebetsräume, insbesondere der vom türkischen Staat kontrollierten DİTİB-Gemeinden.

## Politik

### Stadtverordnetenversammlung
Die Stadtverordnetenversammlung der Stadt Darmstadt besteht aus 71 gewählten Stadtverordneten. Die Kommunalwahl am 14. März 2021 lieferte folgendes Ergebnis, in Vergleich gesetzt zu früheren Kommunalwahlen:

Wählerstärkste Partei bei der Kommunalwahl 2021 nach Stadtteil:
Grüne
SPD

| Stadtverordnetenversammlung – Kommunalwahlen 2021 | Stadtverordnetenversammlung – Kommunalwahlen 2021 |
| --- | --- |
| Stimmenanteil in ProzentAmtliches Endergebnis %3020100 27,416,715,67,46,96,45,64,63,12,22,01,9 GrüneSPDCDULinkeVoltUFFB.fFDPAfDUWIGAiPARTEIWGDkFWGewinne und Verlusteim Vergleich zu 2016 %p 8 6 4 2 0 −2 −4 −6−2,3−0,5−2,6+0,6+6,9−1,3+0,3−4,6−0,6+1,9+2,0+1,9GrüneSPDCDULinkeVoltUFFB.FDPAfDUWIGAPARTEIWGDFWAnmerkungen:f Unabhängige Fraktion Freier Bürger – Aufrecht, Spontan, Subkulturell, Eigensinnig (UFFBASSE)i Unabhängige Wählervereinigung, hervorgegangen aus der IG-Abwasserk Wählergemeinschaft Darmstadt | SitzverteilungInsgesamt 71 Sitze - Linke: 5 - PARTEI: 2 - UFFBASSE: 5 - SPD: 12 - Grüne: 20 - Volt: 5 - WGD: 1 - FW: 1 - UWIGA: 2 - FDP: 4 - CDU: 11 - AfD: 3 |

| Wahlvorschläge             | Wahlvorschläge                                                                                | % 2021 | Sitze 2021 | % 2016 | Sitze 2016 | % 2011 | Sitze 2011 | % 2006 | Sitze 2006 |
| -------------------------- | --------------------------------------------------------------------------------------------- | ------ | ---------- | ------ | ---------- | ------ | ---------- | ------ | ---------- |
| Grüne                      | Bündnis 90/Die Grünen                                                                         | 27,4   | 20         | 29,7   | 21         | 32,9   | 23         | 15,5   | 11         |
| SPD                        | Sozialdemokratische Partei Deutschlands                                                       | 16,7   | 12         | 17,2   | 12         | 21,3   | 15         | 29,0   | 21         |
| CDU                        | Christlich Demokratische Union Deutschlands                                                   | 15,6   | 11         | 18,2   | 13         | 24,8   | 18         | 30,1   | 21         |
| Linke                      | Die Linke                                                                                     | 7,4    | 5          | 6,8    | 5          | 3,9    | 3          | 2,1    | 2          |
| Volt                       | Volt Deutschland                                                                              | 6,9    | 5          | —      | —          | —      | —          | —      | —          |
| UFFBASSE                   | Unabhängige Fraktion Freier Bürger – Aufrecht, Spontan, Subkulturell, Eigensinnig             | 6,4    | 5          | 7,7    | 5          | 6,5    | 5          | 6,3    | 5          |
| FDP                        | Freie Demokratische Partei                                                                    | 5,6    | 4          | 5,3    | 4          | 3,2    | 2          | 6,8    | 5          |
| AfD                        | Alternative für Deutschland                                                                   | 4,6    | 3          | 9,2    | 7          | —      | —          | —      | —          |
| UWIGA                      | Unabhängige Wählervereinigung, hervorgegangen aus der Interessengemeinschaft Abwasser         | 3,1    | 2          | 3,7    | 3          | 3,5    | 3          | 6,0    | 4          |
| Die PARTEI                 | Partei für Arbeit, Rechtsstaat, Tierschutz, Elitenförderung und basisdemokratische Initiative | 2,2    | 2          | —      | —          | —      | —          | —      | —          |
| WGD                        | Wählergemeinschaft Darmstadt                                                                  | 2,0    | 1          | —      | —          | —      | —          | —      | —          |
| Freie Wähler               | Freie Wähler                                                                                  | 1,9    | 1          | —      | —          | —      | —          | —      | —          |
| Piraten                    | Piratenpartei Deutschland                                                                     | —      | —          | 1,8    | 1          | 2,9    | 2          | —      | —          |
| Sonstige                   | Wahlvorschläge, die keinen Sitz errungen haben                                                | 0,2    | —          | 0,3    | —          | 1,0    | —          | 1,1    | —          |
| Gesamt                     | Gesamt                                                                                        | 100,0  | 71         | 100,0  | 71         | 100,0  | 71         | 100,0  | 71         |
| Wahlbeteiligung in Prozent | Wahlbeteiligung in Prozent                                                                    | 54,7   | 54,7       | 47,8   | 47,8       | 49,4   | 49,4       | 43,7   | 43,7       |

### Magistrat

Bürger- und Ordnungsamt sowie Luisencenter

Folgende Personen sind hauptamtliche Mitglieder des Magistrates der Stadt Darmstadt (zusätzlich gehören dem Magistrat zehn ehrenamtliche Mitglieder an): 2
| Name               | Partei | Funktion |
| ------------------ | ------ | --- |
| Hanno Benz         | SPD    | Oberbürgermeister, Dezernat I, zuständig für Sport, Kultur, Tourismus, Wirtschaftsförderung u. a.                                           |
| Barbara Akdeniz    | Grüne  | Bürgermeisterin, Dezernat II, zuständig für Sozialwesen, Jugend, Kinder und Familien u. a.                                                  |
| Michael Kolmer     | Grüne  | Stadtrat, Dezernat III, zuständig für Natur- und Umweltschutz, Stadtplanung                                                                 |
| André Schellenberg | CDU    | Stadtkämmerer, Dezernat IV, zuständig für Finanzen, Immobilienmanagement und Eigenbetrieb für kommunale Aufgaben und Dienstleistungen u. a. |
| Holger Klötzner    | Volt   | Stadtrat, Dezernat V, zuständig für Datenschutz sowie Schul- und Bildungswesen u. a.                                                        |
| Paul Georg Wandrey | CDU    | Stadtrat, Dezernat VI, zuständig für Mobilität, Ordnungswesen und Brandschutz u. a.                                                         |

### Bürgermeister

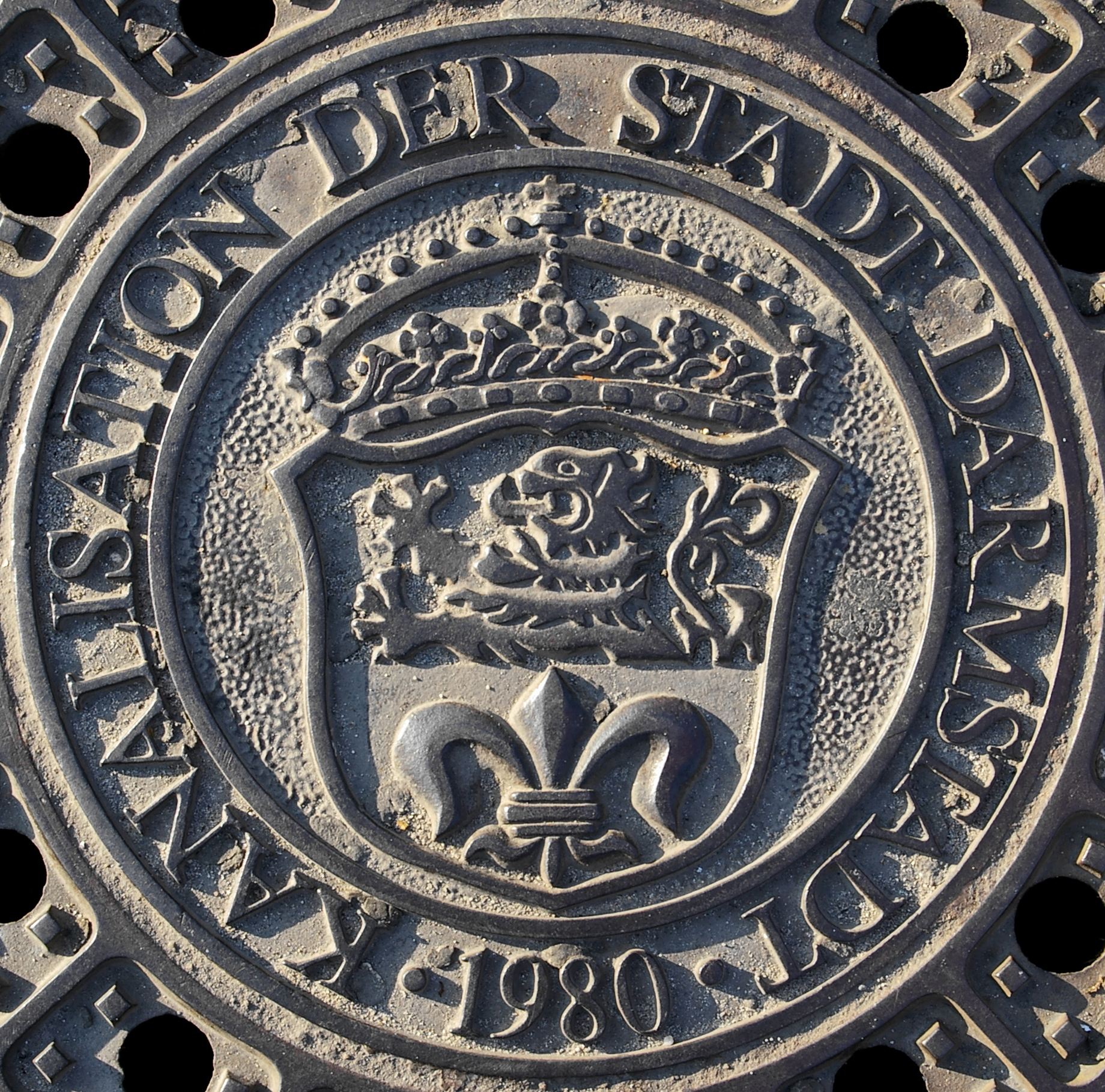
Stadtwappen auf Kanaldeckel

An der Spitze der Stadtverwaltung stand im Mittelalter ein Schultheiß. Spätestens ab Mitte des 15. Jahrhunderts gibt es zudem das Amt des Bürgermeisters, der zunächst jedoch nur die Aufgaben eines Stadtkämmerers hatte. Erst nach und nach gingen die Aufgaben der Stadtverwaltung vom Schultheiß auf den Bürgermeister über.
Vermutlich im 15., spätestens im frühen 16. Jahrhundert, wurde das Bürgermeisteramt doppelt vergeben, so dass es sowohl einen „Ratsbürgermeister“ gab (später Oberbürgermeister genannt), der vom Stadtrat für ein Jahr gewählt wurde, als auch einen „jüngeren Bürgermeister“ (später Unterbürgermeister, heute schlicht Bürgermeister), der von der Bürgerschaft gewählt wurde.
Ab 1874 waren die Oberbürgermeister hauptamtlich tätig. Seit 1993 wird das Stadtoberhaupt direkt vom Volk gewählt. Vorher wählte die Stadtverordnetenversammlung den Oberbürgermeister.
Darmstadt gilt als rot-grüne Hochburg, die SPD stellte bis 2011 alle Nachkriegs-Oberbürgermeister. 2011 wurde Jochen Partsch (Grüne) als Nachfolger von Walter Hoffmann in dieses Amt gewählt, seine Vereidigung fand am 21. Juni 2011 statt; der Amtsantritt war der 25. Juni 2011. Er führte einen grün-schwarzen Magistrat an und wurde 2017 für eine weitere sechsjährige Amtszeit gewählt. Anfang Mai 2022 gab Partsch bekannt, nicht für eine dritte Amtszeit zu kandidieren. Bei den nachfolgenden Wahlen am 2. April 2023 entschied der SPD-Kandidat Hanno Benz mit 54,7 % die Stichwahl für sich. Sein Gegenkandidat von den Grünen, Michael Kolmer, erhielt 45,3 %. Am 25. Juni 2023 erfolgte die Amtsübergabe.
| Amtszeit  | Name                  | Partei  |
| --------- | --------------------- | ------- |
| seit 2023 | Hanno Benz            | SPD     |
| 2011–2023 | Jochen Partsch        | Grüne   |
| 2005–2011 | Walter Hoffmann       | SPD     |
| 1993–2005 | Peter Benz            | SPD     |
| 1981–1993 | Günther Metzger       | SPD     |
| 1971–1981 | Heinz Winfried Sabais | SPD     |
| 1951–1971 | Ludwig Engel          | SPD     |
| 1945–1950 | Ludwig Metzger        | SPD     |
| 1934–1945 | Otto Wamboldt         | NSDAP   |
| 1933      | Heinrich Müller       | NSDAP   |
| 1929–1933 | Rudolf Mueller        | DDP     |
| 1909–1929 | Wilhelm Glässing      | NLP     |
| 1891–1909 | Adolf Morneweg        | NLP (?) |
| 1874–1891 | Albrecht Ohly         |         |

### Ortsbeirat
Im Stadtteil Wixhausen wurde gemäß § 8 der Hauptsatzung der Stadt ein Ortsbeirat mit einem Ortsvorsteher als Vorsitzenden gebildet. Der Ortsbeirat besteht aus neun Mitgliedern und ist zu wichtigen, den Stadtteil Wixhausen betreffenden Angelegenheiten zu hören. Die endgültige Entscheidung über eine Maßnahme obliegt dann allerdings der Stadtverordnetenversammlung der Gesamtstadt.

### Finanzen
Darmstadt gehört zu den am höchsten verschuldeten Städten Hessens. Mit Offenbach am Main und Kassel gehört Darmstadt zu den kreisfreien Städten in Hessen, die aufgrund ihrer schlechten Finanzlage berechtigt sind, am Programm „Kommunaler Schutzschirm“ des Landes Hessen teilzunehmen. Die Stadt hatte 2010 rund 300 Millionen Euro Schulden.
Zum Jahresende 2016 führte Darmstadt die Platzierungsliste der 103 kreisfreien Städte Deutschlands mit einer Gesamtschuld von rund 2,3 Milliarden Euro im öffentlichen Bereich an. Auf jeden Einwohner kamen somit rund 15.000 Euro Schulden. Etwas mehr als drei Viertel der Schulden fallen nicht auf die Stadtverwaltung, sondern auf die städtischen Unternehmen. Sortiert nach der Schuldenhöhe der städtischen Unternehmen pro Einwohner liegt Darmstadt (11.597 Euro) mit weitem Abstand auf Platz eins, gefolgt von Mannheim (Baden-Württemberg) mit 6541 Euro pro Einwohner.

### Hoheitssymbole
Die Stadt Darmstadt führt ein Dienstsiegel, ein großes und ein kleines Wappen sowie eine Hiss- und eine Bannerflagge.
| Großes Wappen der Stadt Darmstadt | Blasonierung: „Unter einer auf den oberen Schildrand gesetzten rot ausgeschlagenen großherzoglichen Krone im geteilten Schild, oben in Gold ein blau bewehrter und bezungter, wachsender roter Löwe, unten in Blau eine silberne Lilie.“ |
| Großes Wappen der Stadt Darmstadt | Wappenbegründung: Das Wappen mit Löwe und Lilie befindet sich bereits auf einem Schlussstein des unteren Gewölbes des Stadtkirchenturmes aus dem 15. Jahrhundert. Das Wappen wurde 1917 in den heutigen Formen und Farben vom damaligen Großherzog von Hessen neu verliehen. Der Löwe ist das Wappentier der Grafen von Katzenelnbogen, die über die Stadt herrschten. Der Löwe der Katzenelnbogener ist ebenfalls in den Wappen von Auerbach (Bensheim-Auerbach), Zwingenberg a.d.B., Pfungstadt, Katzenelnbogen und Sankt Goar zu sehen. Die Lilie ist später in das Wappen eingefügt worden, vermutlich zur Unterscheidung von Löwendarstellungen in anderen Wappen. Die Herkunft der Lilie ist nicht mit Sicherheit nachzuweisen. Es wird jedoch vermutet, dass die Lilie die ursprünglich der Gottesmutter Maria geweihte Stadtkirche in Darmstadt versinnbildlichen soll. Die Lilie gilt als Zeichen der Reinheit und wird daher oft als Attribut der Gottesmutter Maria dargestellt. |

Das Wappen wird oft auch ohne Krone dargestellt. Außerdem führt Darmstadt ein kleines Stadtwappen. Das kleine Wappen der Stadt Darmstadt zeigt im geteilten Schild, oben in Gold einen blau bewehrten und bezungten, wachsenden roten Löwen, unten in Blau eine silberne Lilie.
Die Flagge und das Banner der Stadt sind geteilt in die Stadtfarben blau und weiß, in der Mitte liegt das große Stadtwappen auf.

Kleines Wappen
Hissflagge
Bannerflagge
Signet

### Städtepartnerschaften

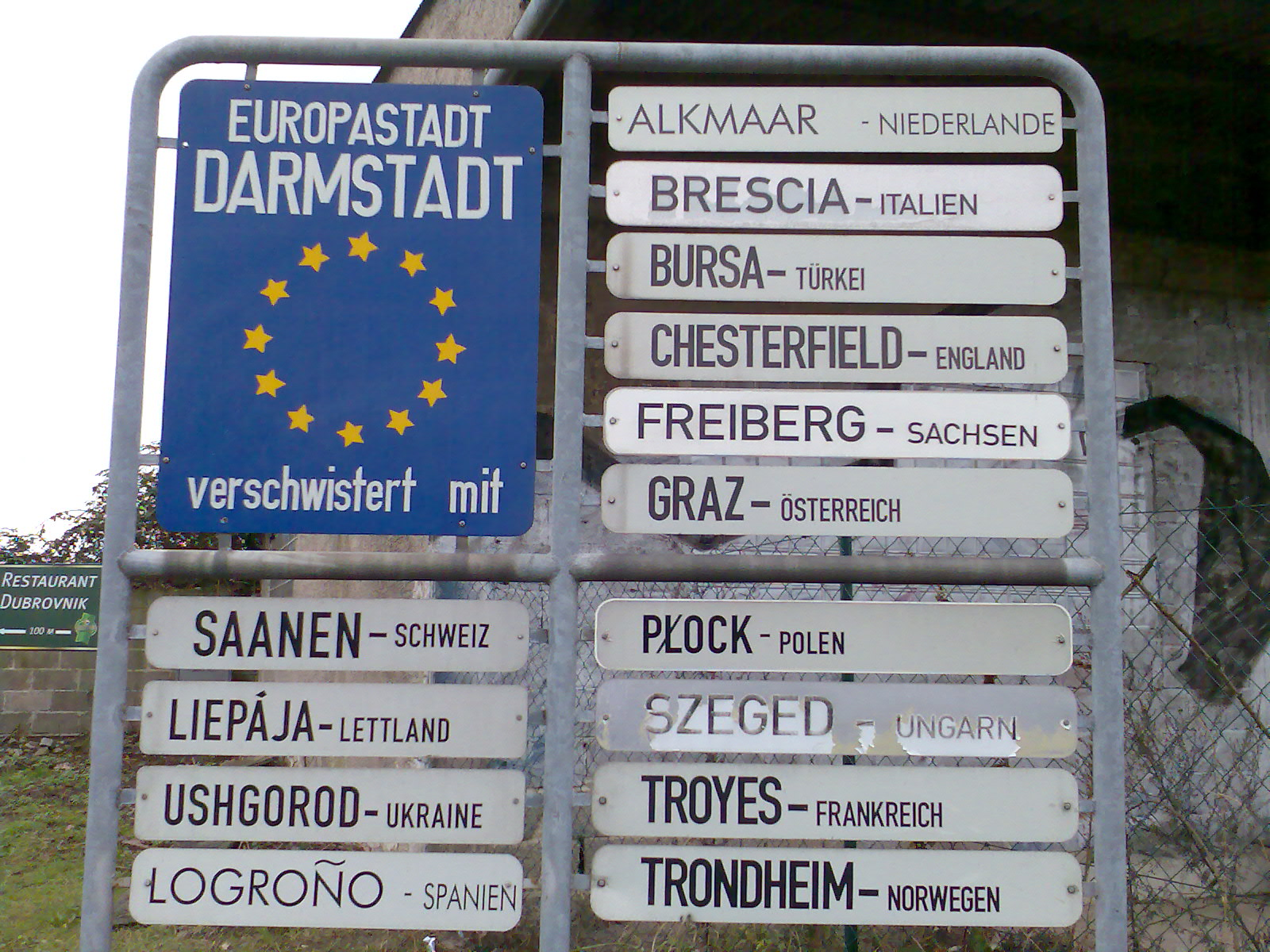
Ein Schild zeigt die Städtepartnerschaften mit Darmstadt.

Darmstadt unterhält mit folgenden Städten Partnerschaften:
- Alkmaar, Niederlande, seit 1958
- Troyes, Frankreich, seit 1958
- Chesterfield, Vereinigtes Königreich, seit 1959
- Graz, Österreich, seit 1968
- Trondheim, Norwegen, seit 1968
- Bursa, Türkei, seit 1971
- Płock, Polen, seit 1988
- Szeged, Ungarn, seit 1990
- Gyönk, Ungarn, seit 1990
- Freiberg, Deutschland, seit 1990
- Brescia, Italien, seit 1991
- Saanen-Gstaad, Schweiz, seit 1991
- Uschhorod, Ukraine, seit 1992
- Liepāja, Lettland, seit 1993
- Logroño, Spanien, seit 2002
- San Antonio, Vereinigte Staaten, seit 2017
- Naharija, Israel, seit 2023[39]

### „Ort der Vielfalt“
Am 23. September 2008 erhielt Darmstadt den von der Bundesregierung verliehenen Titel „Ort der Vielfalt“.

## Kultur und Sehenswürdigkeiten

### Theater
- Das halbNeun-Theater in Darmstadt, Sandstraße 32, wurde am 29. Februar 1980 von den Brüdern Jürgen und Heinz Keller gegründet und wird aktuell von Jürgen Keller durch Unterstützung eines Fördervereins mit dem Namen entsprechenden Vorstellungsbeginn um 20:30 Uhr (sonntags um 19:30 Uhr) als größte Kleinkunstbühne in Hessen mit zweihundert Sitzplätzen an Bistrotischen mit Getränkeausschank betrieben. Im Laufe der Jahrzehnte traten im reinen Gastspielbetrieb ohne eigenes Ensemble zahlreiche national und international bekannte Künstler im Schwerpunkt Kabarett, aber auch Chanson, Comedy, Folk, Kleinkunst und Zauberei auf. Neben 150 jährlichen Abendveranstaltungen wird sonntags Kindertheater angeboten.[40]
- Das HoffART Theater in Darmstadt, Lauteschlägerstraße 28a, wurde im Juli 1995 von Klaus Lavis als eingetragener Verein gegründet und startete mit einem gemischten Programm mit Liedermachern, Jazz- und Pantomime-Abenden in einer ehemaligen Kfz-Werkstatt mit zwanzig Aktiven. Seit einer umfassenden Renovierung im Jahre 2004 verfügt das Theater über eine Sitztribüne und erweiterte das Repertoire mit vielfältigen Darbietungen, z. B. Bühnenstücken der ESOC Theatre Group in englischer Sprache. 2009 wurden die HarfART-Konzerte mit dem vielfältigen Spektrum von Klassik bis Hardrock der Harfenmusik begründet.[41]
- Das Kikeriki Theater ist ein komödiantisches Theater in Darmstadt, Heidelberger Straße 131, das 1979 von Roland Hotz gegründet wurde. Ab dem 7. September 1980 wurden zunächst Kindervorstellungen präsentiert, seit 1984 abendfüllende Veranstaltungen für Erwachsene. Wegen großen Publikumsandrang wurden die erst 1993 bezogenen Theaterräume in der Bessunger Straße zu klein, im März 1996 wurde die Turnhalle der TGB 1865 Darmstadt als Comedy Hall als Verschenk- und Verzehrtheater im Stil der alten Varietés eingerichtet mit 220 Tischplatzsitzen eröffnet. In den ersten vierzig Jahren wurden von dem zwölfköpfigen Ensemble rund 10.000 Vorstellungen vor ca. 2.000.000 Zuschauern aufgeführt. Das derbe ironisch satirische Repertoire in Darmstädter Mundart besteht aus aktuell aus zwölf Erwachsenenstücken, wie dem Klassiker Erwin – Ein Schweineleben, der auch als Hörspiel auf Audio-CD, vertrieben wird, und acht Werken für Kinder.[42]
- Die Musische Gruppe Auerbach in Darmstadt inszeniert im unregelmäßiger Folge Theaterprojekte unterschiedlicher Genres.[43]
- Das Staatstheater Darmstadt geht auf eine dreihundertjährige Theatertradition zurück, die mit der Zerstörung beim Bombardement vom 11. September 1944 des Mollerbaus ein vorläufiges Ende fand. Nach Kriegsende fanden bis 1972 die Vorführungen in der Orangerie statt. Heute werden im Großen Haus mit 956 Sitzplätzen vorzugsweise Konzert- und Opernvorstellungen, im Kleinen Haus mit 482 Sitzplätzen insbesondere Schauspiel- und Tanzvorstellungen aufgeführt.[44]
- Das TIP – Theater im Pädagog in Darmstadt, Pädagogstraße 5, wurde 2013 von dem Begründer des HoffArt-Theaters Klaus Lavies, in dem 114 m² großen Gewölbekeller des Pädagog für wechselnde eigenwillige und originelle Veranstaltungen für Erwachsene und Kinder in breiter kultureller Vielfalt begründet. Ferner wurden unterschiedliche Flamenco-Konzerte, griechische Abende, Konzertprogramme, Krimi-Dinner, Lesungen und Vorträge inszeniert.[45]
- Das Theater Moller Haus wird in Darmstadt, Sandstraße 10, in der sogenannten Mollerhaus-Loge seit Oktober 2018 vom Verein Freie Szene Darmstadt e. V. als Interessensvertretung und Zusammenschluss von 38 freien Darmstädter Theatergruppen und Einzelkünstler unter Leitung von Iris Daßler und Björn Lehn betrieben. Sowohl im Saale wie auf der Freiluftbühne im Theatergarten, die von Juli bis September bespielt wird, kommt ein anspruchsvolles, oft sozialkritisches und theaterpädagogisches Programm, für Erwachsene und Kinder zur Aufführung.[46]
- Das TU Darmstadt Schauspielstudio e. V. ist eine Hochschulgruppe und ein Amateurtheaterverein, welcher bereits seit den 1950er Jahren aktiv ist.[47] Als Mitglied der Freien Szene Darmstadt e. V.[48] führt die Theatergruppe regelmäßig Bühnenproduktionen im Theater Moller Haus, aber auch in den eigenen Räumlichkeiten der TU Darmstadt auf.[49] Des Weiteren werden wöchentlich für alle zugängliche offene Theaterübung abgehalten,[50] welche aus Stimmübungen, Körpertraining und Improvisationsübungen bestehen.[51]
- Das West Side Theater unter Leitung von Peter und Marijke Härling bietet im Ernst Ludwig Saal – Schwanensaal, Schwanenstraße 42, in Darmstadt-Eberstadt, anspruchsvolle Werke dar[52], wie im Spielplan 2002 eine die Komödie Shakespeares sämtliche Werke, leicht gekürzt mit rasanten Rollenwechseln.

### Museen

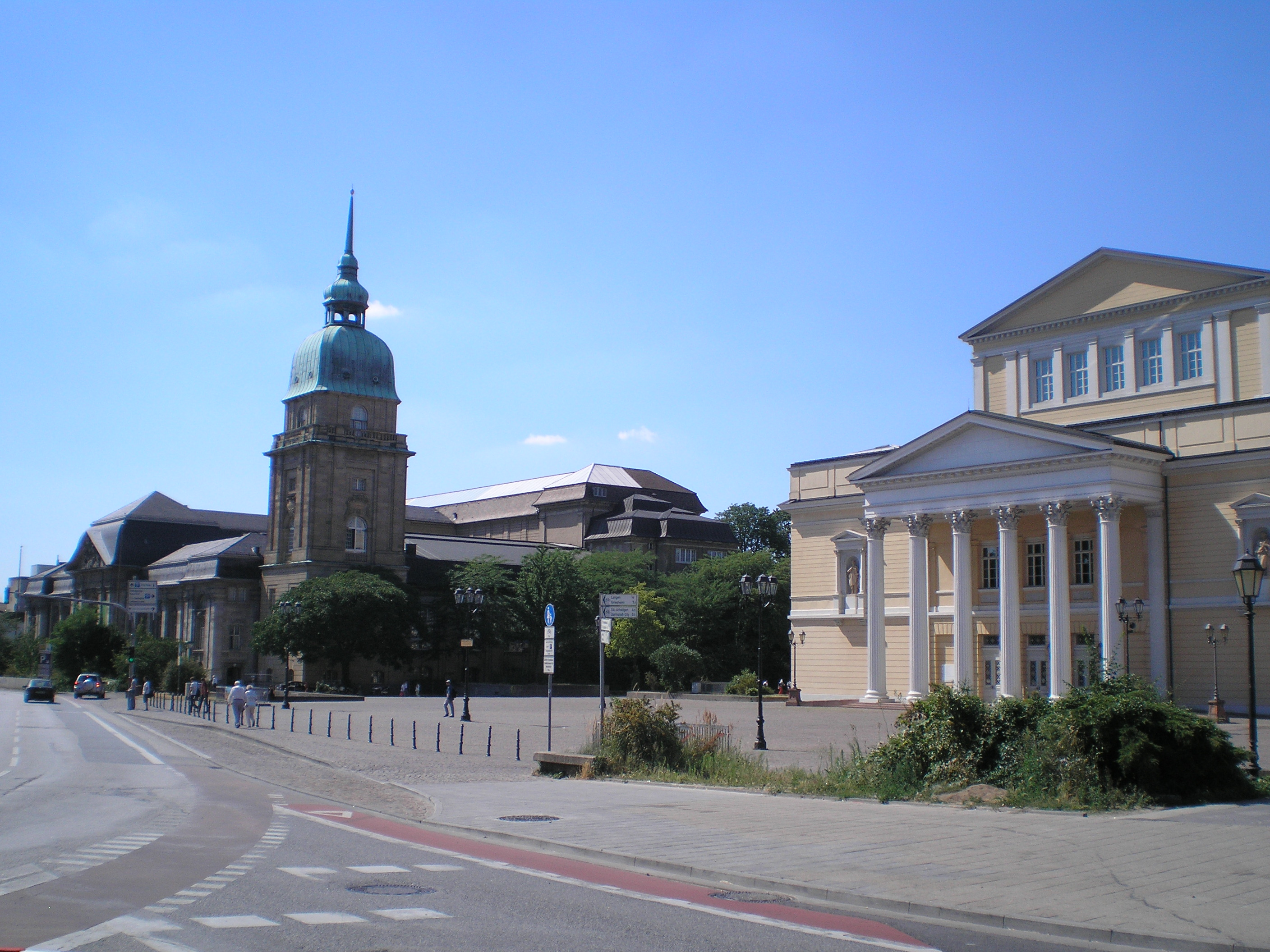
Landesmuseum und Haus der Geschichte

Das Hessische Landesmuseum ist ein Universalmuseum mit zahlreichen und umfangreichen Dauerausstellungen, u. a. zu Funden aus der Grube Messel und dem Werkkomplex Joseph Beuys.
Das wichtigste Museum zum Jugendstil ist das Museum Künstlerkolonie Darmstadt im Ernst-Ludwig-Haus auf der Mathildenhöhe. Es zeigt die Geschichte der Darmstädter Künstlergemeinschaft von 1899 bis 1914 und das künstlerische Schaffen ihrer Mitglieder. Werke sind die von ihnen entworfenen Gegenstände des täglichen Gebrauchs, aber auch anderes aus der Kunst des Jugendstils. Daneben befinden sich auch im Hessischen Landesmuseum im Untergeschoss Schmuck, Gerät und Möbel des Jugendstils u. a. von Joseph Maria Olbrich, Peter Behrens und Henry van de Velde.

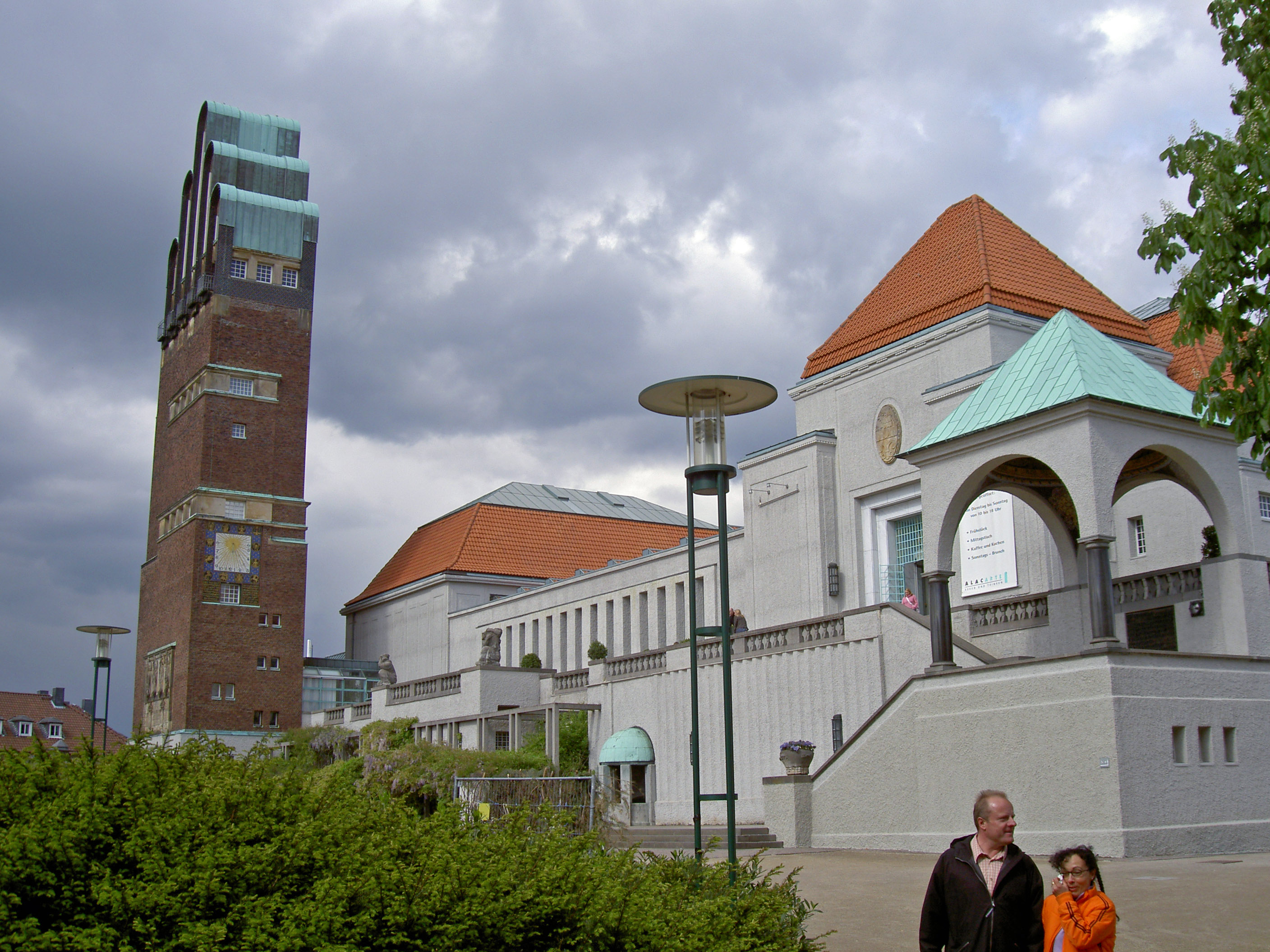
Ausstellungsgebäude neben dem Hochzeitsturm

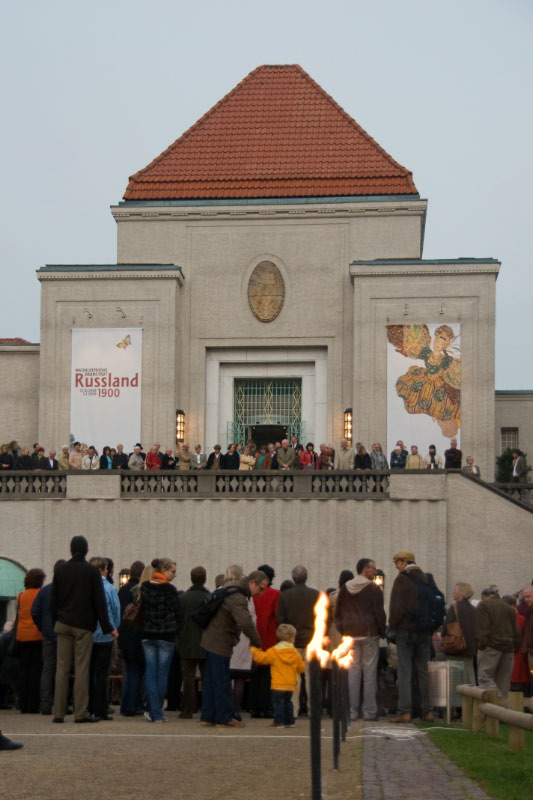
Eröffnung der Ausstellung Kunst und Kultur im Reich des letzten Zaren

Auf der Mathildenhöhe geht es aber nicht nur um die Vergangenheit der Gestaltung:
Im Designhaus Darmstadt werden abwechselnd von den dort ansässigen Instituten Design Zentrum Hessen e. V. und dem Institut für Neue Technische Form – INTEF Ausstellungen gezeigt.
Darmstadt wurde in den vergangenen Jahrhunderten geprägt durch seine Funktion als Residenzstadt. Dazu bietet das Schlossmuseum im Glockenbau des Schlosses einen Überblick über 250 Jahre höfischen Lebens. Das berühmteste Exponat war die „Darmstädter Madonna“ von Hans Holbein, die sich seit 2012 in der Johanniterkirche in Schwäbisch Hall befindet. Am Rande des Herrngartens liegt das barocke Prinz-Georg-Palais mit der Großherzoglich-Hessischen Porzellansammlung. Teil der umfangreichen dort ausgestellten Bestände ist auch die weltweit größte Sammlung an Kelsterbacher Porzellan. Im Jagdschloss Kranichstein, einem der wenigen noch erhaltenen Renaissance-Jagdschlösser in Deutschland, befindet sich heute ein Jagdmuseum mit Jagdwaffen und -geräten, Einrichtungsgegenständen und Gemälden mit Jagddarstellungen.
Die Kunsthalle Darmstadt präsentiert im Jahr vier bis fünf Ausstellungen von nationalem und internationalem Rang. Schwerpunkt sind die Klassische Moderne und zeitgenössische Kunst. Ebenso bietet das neben dem Hochzeitsturm gelegene Ausstellungsgebäude Mathildenhöhe wechselnde Ausstellungen.
Auch Technikgeschichte ist in Darmstadt in verschiedensten Formen zu besichtigen: Das Eisenbahnmuseum Darmstadt-Kranichstein zeigt Lokomotiven, Wagen und anderes historisches Eisenbahnmaterial in originalgetreuer Umgebung. Im Haus für Industriekultur sind eine Ausstellung von Maschinen aus der Druckindustrie, Schriftgießerei und alte Techniken des Buchdrucks zu finden. Auf der Mathildenhöhe wird im „Institut für Neue Technische Form – Braun Design Sammlung“ Industriedesign seit 1955 gezeigt.
Der Stadtgeschichte widmen sich weitere kleinere Museen: Das Altstadtmuseum im Hinkelsturm, dem letzten Wehrturm der Stadt, erinnert u. a. mit einem Modell der Altstadt von 1930 an die im Zweiten Weltkrieg zerstörte Altstadt Darmstadts. Dort befinden sich zudem Überreste der mittelalterlichen doppelten Stadtmauer. Das Wixhäuser Dorfmuseum ist ein Heimatmuseum in einem fränkischen Fachwerkbauernhaus mit alten Möbeln und Hausrat aus dem 18. und 19. Jahrhundert.
Ferner finden sich folgende Museen in Darmstadt:
- Darmstädter Papiertheatersammlung
- Kunst Archiv Darmstadt
- Kunstfabrik
- Kunstpunkt
- Ziegelhütte

### Musik

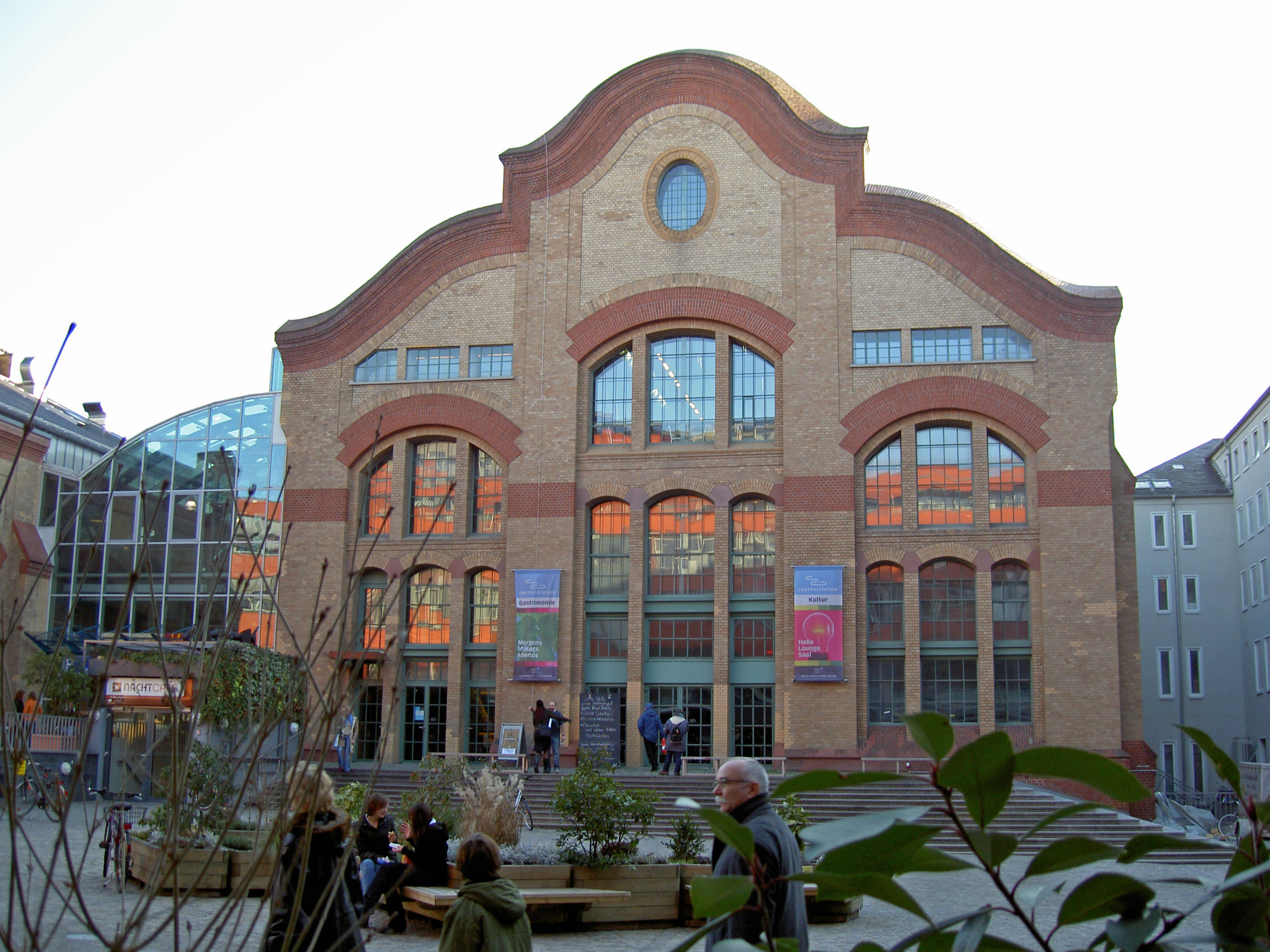
Die Centralstation im Carree

Die Stadt Darmstadt beherbergt die Akademie für Tonkunst, das Internationale Musikinstitut Darmstadt (IMD) und das Jazzinstitut Darmstadt. Veranstaltungen wie die Internationalen Ferienkurse für Neue Musik und das Darmstädter Jazzforum haben über die Jahrzehnte dazu beigetragen, dass die Stadt ein wichtiger internationaler Begegnungsort für Musiker und Musikwissenschaftler geworden ist.
In Darmstadt gibt es verschiedene bekannte Chöre, darunter den Bach-Chor Darmstadt e. V., die Darmstädter Kantorei, den Konzertchor Darmstadt e. V., die Kirchenmusik in der Pauluskirche Darmstadt, den SurpriSing Chor 2002 Darmstadt e. V. und das Vocalensemble Darmstadt e. V. Weiterhin sind zu nennen die Darmstädter Residenzfestspiele e. V., die Darmstädter Hofkapelle, Marching Devils e. V., Chor und Orchester der TU Darmstadt und der Musikzug Darmstadt e. V.
Seit 1999 findet jährlich an vier Tagen Ende Mai das Schlossgrabenfest statt.
Darüber hinaus gilt Darmstadt als Hochburg der klassischen Gitarre. Davon zeugen unter anderem die seit 1998 jährlich stattfindenden Darmstädter Gitarrentage, die stets im Dezember internationale Größen der Gitarrenszene in die Stadt locken.
Die Stadt Darmstadt organisiert außerdem das „Internationale Jugendorchester Darmstadt“, das von Jugendlichen ab 14 Jahren aus Darmstadt und seinen Partnerstädten besetzt wird. Das Orchester gibt nach einigen Tagen Probe jeweils ein Konzert in Darmstadt und einer der Partnerstädte, zuletzt 2023 in San Antonio.
Ab den 1950er Jahren hatte der amerikanische Rainbow Club Einfluss auf das Darmstädter Musikleben. Ursprünglich für die US-amerikanischen Streitkräfte eröffnet, war er auch für Deutsche zugänglich. Viele Live-Konzerte mit Jazz, Rock ’n’ Roll, Country und später Pop Bands brachten eine neue Art von Musik nach Darmstadt.

### Literarisches Leben

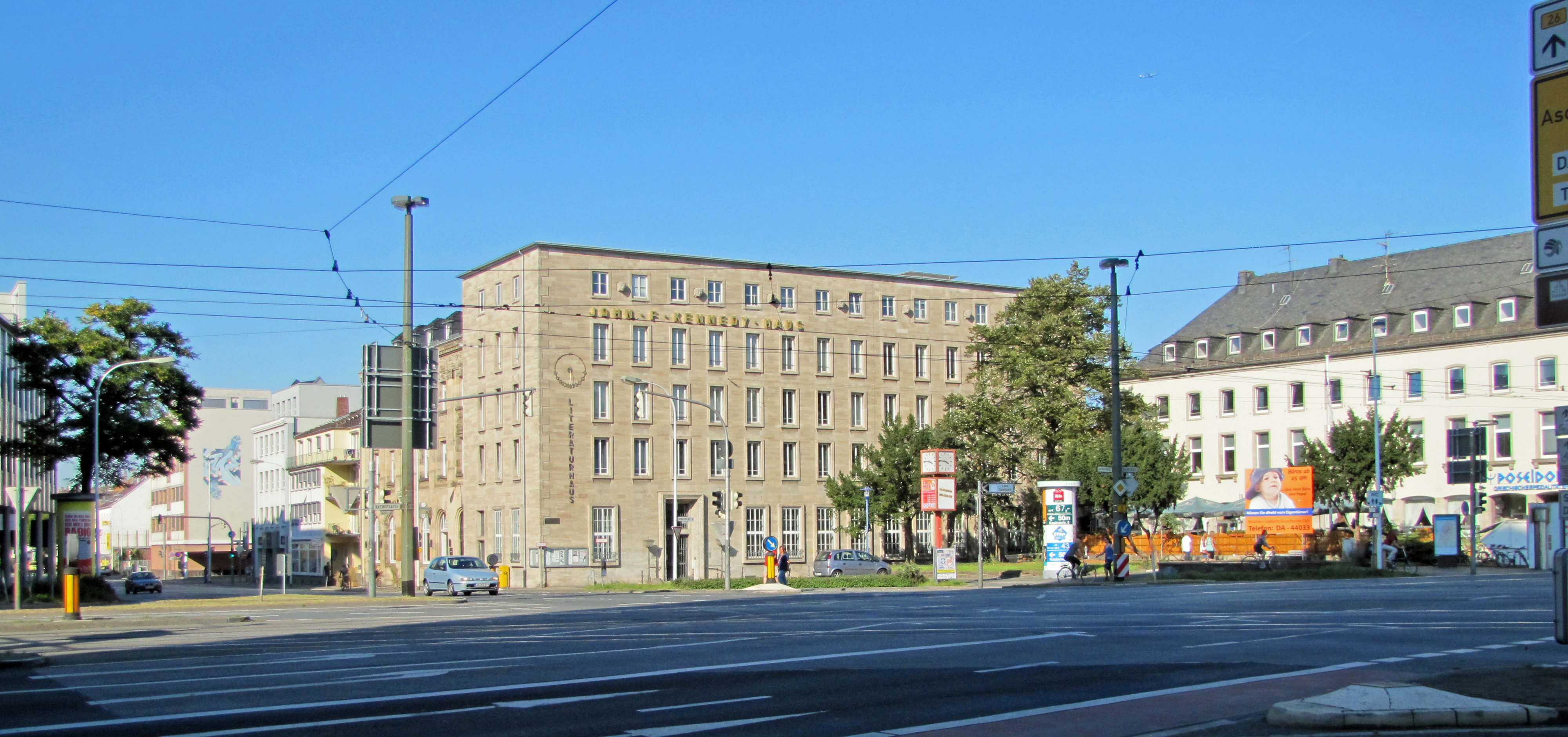
Das John-F.-Kennedy-Haus, Sitz des Literaturhauses Darmstadt, am Kennedyplatz in Darmstadt

Die Kultur- und Wissenschaftsstadt Darmstadt strahlt außergewöhnlich stark auf das Gebiet der Literatur aus, was an ansässigen Literaturinstituten und -vereinigungen wie auch den zahlreichen hier vergebenen Literaturpreisen deutlich wird.
Die Deutsche Akademie für Sprache und Dichtung mit Sitz auf der Mathildenhöhe ist hier zur Pflege und Förderung der deutschen Literatur und Sprache aktiv. Sie vergibt alljährlich den Georg-Büchner-Preis, den Johann-Heinrich-Voß-Preis für Übersetzung, den Johann-Heinrich-Merck-Preis für literarische Kritik und Essay sowie den Sigmund-Freud-Preis für wissenschaftliche Prosa.
Die Stadt Darmstadt veranstaltet mit dem Literarischen März einen Literaturwettbewerb für Nachwuchsautoren im Bereich der Lyrik mit Vergabe der Leonce-und-Lena-Preise und Wolfgang-Weyrauch-Förderpreise. Alle drei Jahre vergibt die Stadt außerdem den Ricarda-Huch-Preis. Das Darmstädter Literaturhaus ist als Zentrum der zahlreichen Literaturgesellschaften und -initiativen anzusehen; regelmäßig werden hier Lesungen angeboten. Der Deutsche Literaturfonds fördert die deutschsprachige Gegenwartsliteratur durch Vergabe des Kranichsteiner Literaturpreises sowie weiterer Preise und Stipendien.
Auch die Schriftstellervereinigung PEN-Zentrum Deutschland hat ihren Sitz in Darmstadt, wie auch die Martin-Behaim-Gesellschaft zur Verbreitung des deutschen Buchs im Ausland.
Die Universitäts- und Landesbibliothek Darmstadt ist heute in ihrer Funktion als zentrale Universitätsbibliothek organisatorisch in die Technische Universität Darmstadt eingebunden. Weiterhin ist sie als Landesbibliothek zuständig für die wissenschaftliche Literatur- und Informationsversorgung der Region Darmstadt und Südhessen. Daneben unterhält die Stadt die Stadtbibliothek Darmstadt als Bildungs- und Kultureinrichtung für alle Bevölkerungsgruppen.

### Film
- So war das alte Hessen – Darmstadt. Dokumentarfilm, Deutschland, 43, 2013, S. 40 Min., Buch und Regie: Jörg Adrian Huber, Produktion: Hessischer Rundfunk, Reihe: So war das alte Hessen, Erstsendung: 19. Mai 2013 im HR-Fernsehen, Inhaltsangabe von ARD.

### Bauwerke

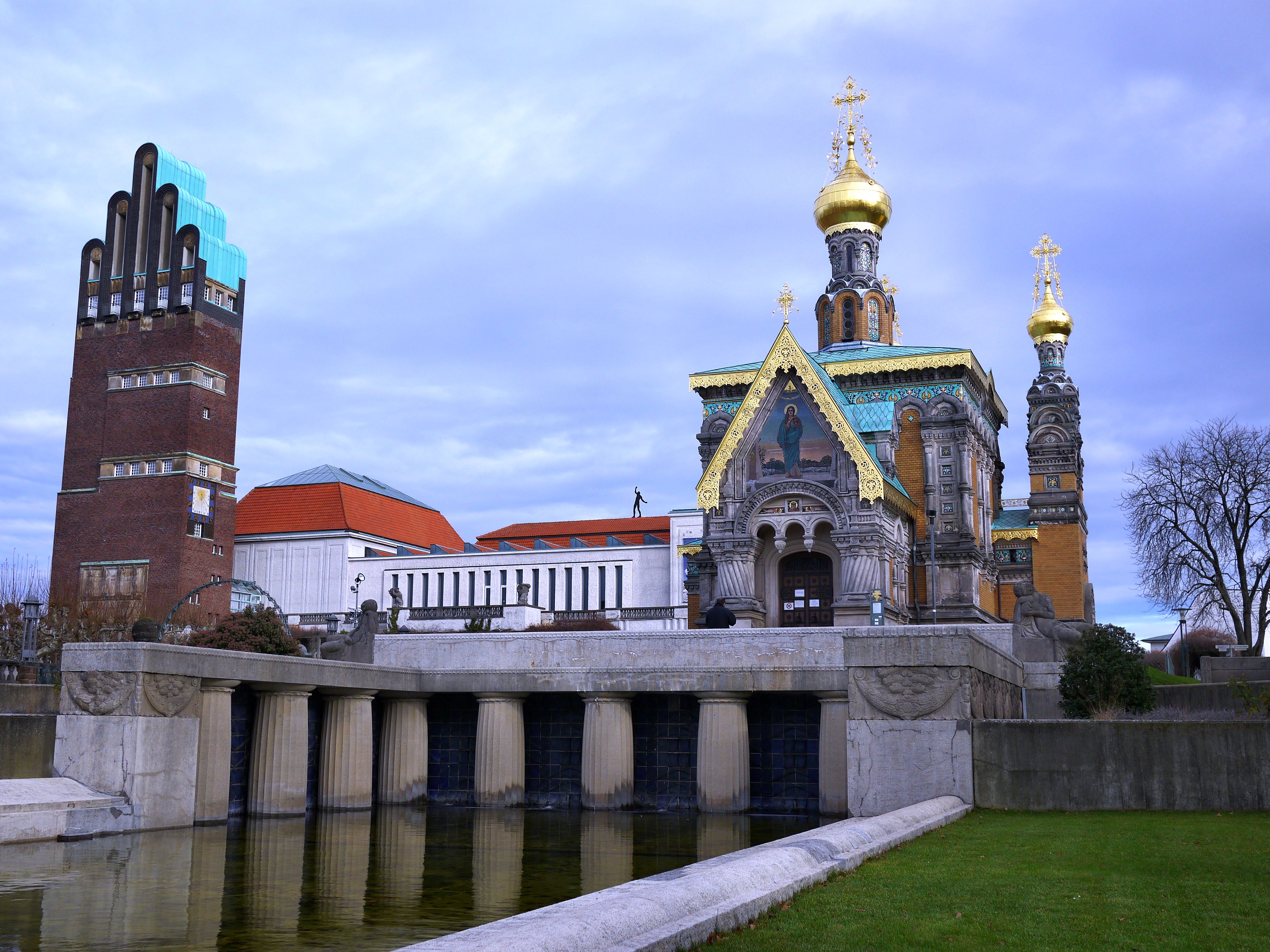
Mathildenhöhe mit Hochzeitsturm und Russischer Kapelle

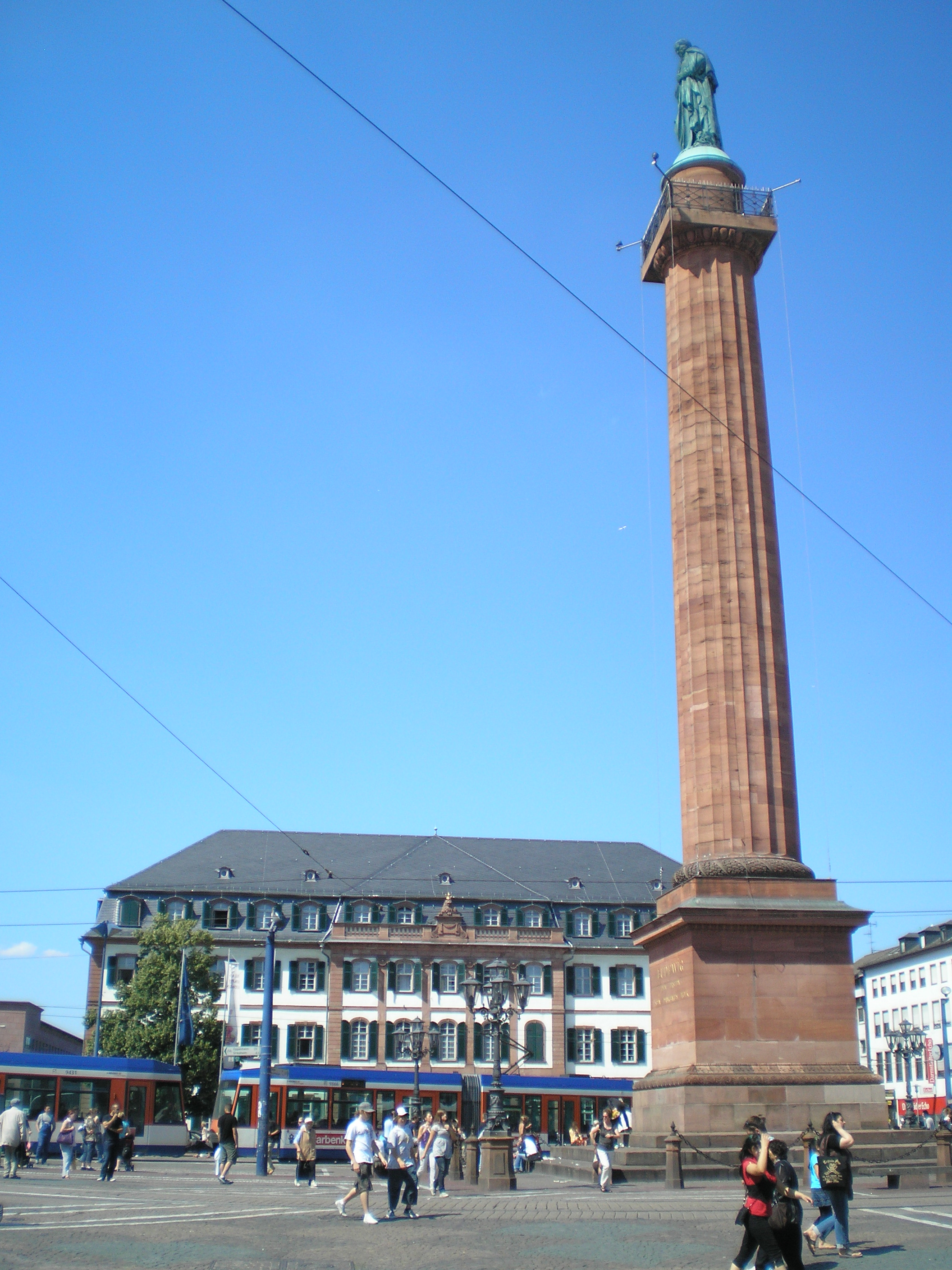
Luisenplatz mit dem „Langen Ludwig“ und dem Kollegiengebäude

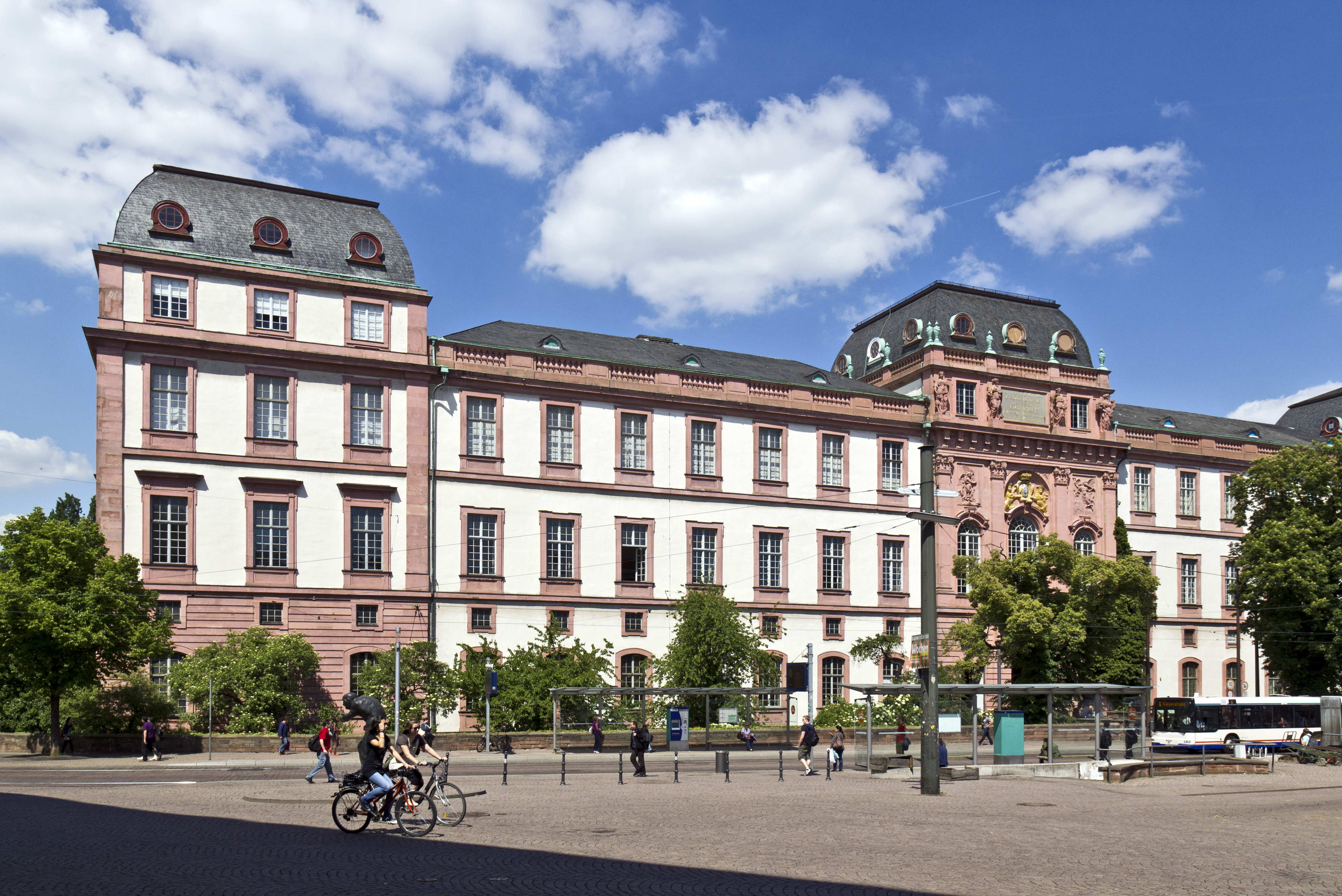
Blick auf das Residenzschloss, das den Fachbereich Gesellschafts- und Geschichtswissenschaften und das Institut für VWL der TU Darmstadt beherbergt

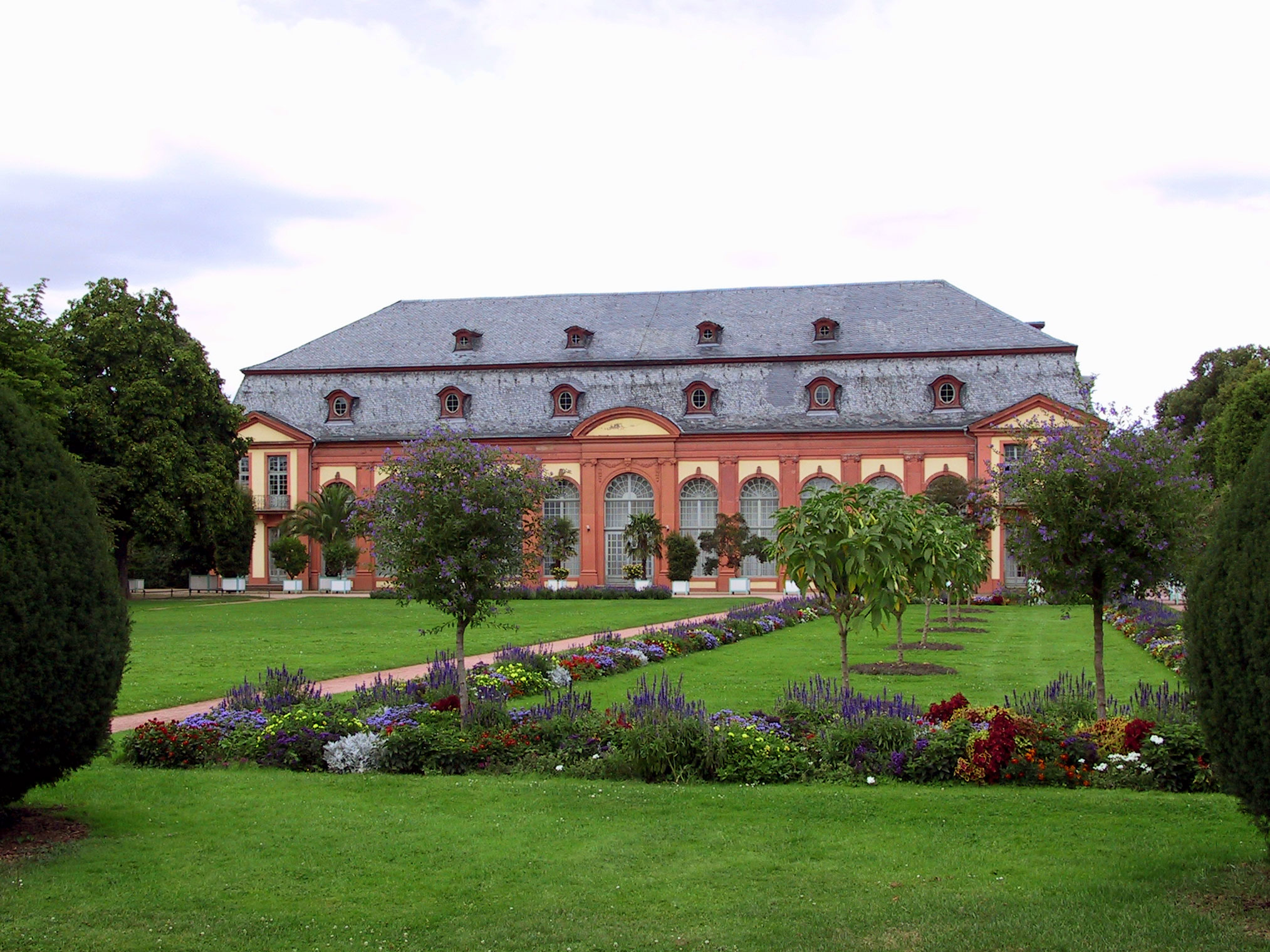
Orangerie im Stadtteil Bessungen

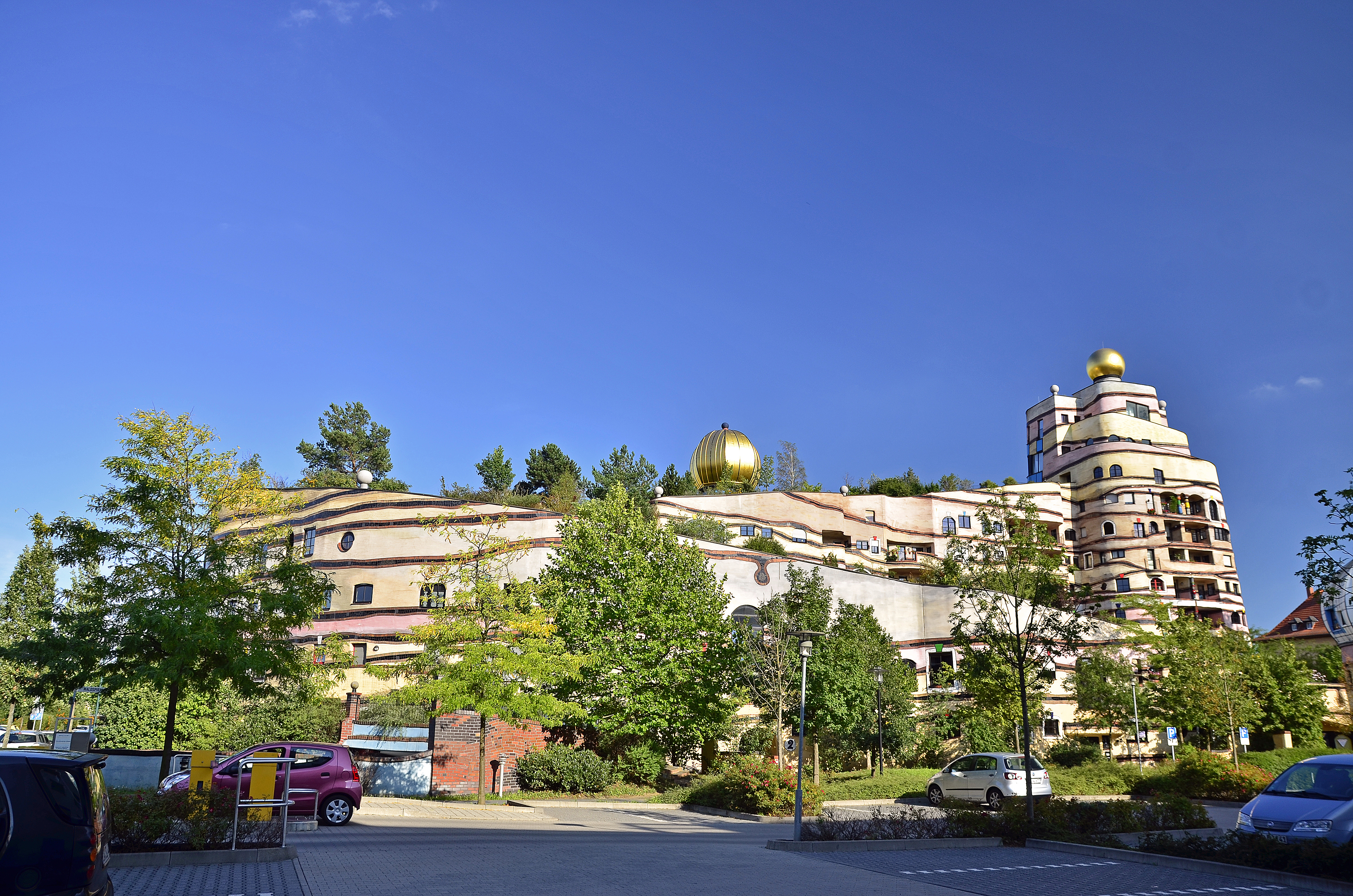
Waldspirale

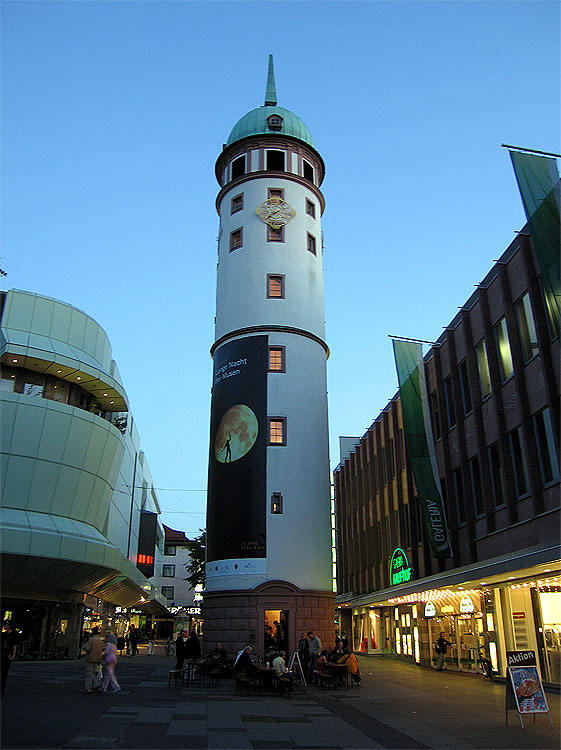
Weißer Turm

Während des Zweiten Weltkriegs wurde die Bausubstanz durch Kriegshandlungen sehr stark beschädigt und in der Innenstadt fast vollständig zerstört. Nach Kriegsende wurden die meisten Ruinen abgebrochen, wodurch bis auf wenige Ausnahmen praktisch alle historischen Bauwerke von kunstgeschichtlichem Wert – darunter sämtliche Adels- und Bürgerhäuser, das Kasino, das Kleine Theater, das Ständehaus, die Kasernen, der Neue Fürstenhof, das Alte und das Neue Palais – in der Innenstadt verloren gingen. Die Wiederherrichtung der übrigen Gebäude fand meist in vereinfachter Form mit moderner Innengestaltung statt. 8 der Schlösser Darmstadts haben sich erhalten. Bessungen weist eine gut erhaltene Fachwerkaltstadt auf. Das Johannesviertel und das Martinsviertel im Norden des Stadtzentrums besitzen gut erhaltene Gründerzeitviertel, ebenso Teile der Darmstädter Altstadt. Heute ist etwa jedes dritte Gebäude aus der Zeit vor dem Zweiten Weltkrieg.

#### Innenstadt
In der Innenstadt befinden sich
- das Alte Rathaus,
- der Luisenplatz mit dem „Langen Ludwig“,
- das Schloss am Marktplatz,
- der Karolinenplatz und Friedensplatz,
- der Mollerbau,
- die Ludwigskirche (die katholische Hauptkirche der Stadt),
- die Pauluskirche,
- die Stadtkirche Darmstadt (evangelische Hauptkirche der Stadt),
- der Weiße Turm,
- das alte Pädagog (ehemalige Lateinschule),
- das Kongresszentrum „darmstadtium“,
- der Alte Friedhof und
- die Ehemalige Großherzogliche Landwirtschaftskammer.

#### Darmstadt-Ost
- Mathildenhöhe mit Hochzeitsturm (Wahrzeichen der Stadt und UNESCO-Welterbe), ein Bauwerk des Jugendstil-Architekten Joseph Maria Olbrich, Alice-Hospital, Russischer Kapelle und Künstlerkolonie
- Bismarckturm, ehemaliger Aussichtsturm mit Festplatz auf dem Dommerberg

#### Bessungen
- Orangerie
- Prinz-Emil-Schlösschen im Prinz-Emil-Garten
- Wolfskehl’scher Park
- Ludwigshöhe, Berg im Süden der Stadt (246 m ü. NN) mit dem Ludwigsturm, einem 28 m hohen Aussichtsturm; in unmittelbarer Nähe befindet sich die Volkssternwarte Darmstadt
- Bessunger Friedhof
- Jüdischer Friedhof

#### Sonstiges
- Waldspirale, ein Wohnkomplex, der von Friedensreich Hundertwasser gestaltet wurde
- Waldfriedhof im Westen der Stadt
- Hofgut Oberfeld, vormals Hofmeierei. Die Großherzogliche Hofdomäne in Hessen-Darmstadt und Staatsdomäne des Landes Hessen steht unter Ensemble- bzw. Denkmalschutz. Seit 2006 ist die gemeinnützige Stiftung Hofgut Oberfeld Eigentümerin des Hofgutes und Pächterin des Domänenlandes. Eine ökologische Landwirtschaft wird aufgebaut. Eine Initiative „Lernort Bauernhof“ hat ihre Arbeit aufgenommen. Der Verein Lebensweg e. V. will Wohn- und Arbeitsplätzen für behinderte Menschen auf dem Hofgut schaffen.
- Jugendstilbad, 1909 als „Volksbad“ eröffnet, später „Zentralbad“ genannt, 2005–2008 saniert und denkmalgerecht restauriert, 2008 als „Jugendstilbad“ wiedereröffnet[60]
- Die ehemalige Kyritzschule dient heute als Frauenzentrum und Kinderhort.

### Parks
- Bürgerpark Nord
- Herrngarten
- Kapellplatz
- Landgraf-Philipps-Anlage
- Mathildenplatz
- Orangerie-Garten
- Platz der Deutschen Einheit
- Prinz-Emil-Garten
- Prinz-Georg-Garten
- Park Rosenhöhe
- Wolfskehl’scher Park
- Schlossgarten

### Natur und Schutzgebiete
Auf dem Gebiet der Stadt Darmstadt gibt es 13 Naturschutzgebiete mit einer Fläche von 823 Hektar. Davon sind 9 gleichzeitig Natura-2000-Gebiete. Die meisten von ihnen liegen im Osten des Stadtgebietes. Außerdem gibt es ein Landschaftsschutzgebiet „Stadt Darmstadt“ mit einer Fläche von 6.700 Hektar. Darunter auch das Naturdenkmal Klipsteineiche mit einem Brusthöhenumfang von 6,82 m (2015).
- Siehe auch Liste der Naturschutzgebiete in Darmstadt
- Siehe auch Liste der Naturdenkmale in Darmstadt

### Regelmäßige Veranstaltungen

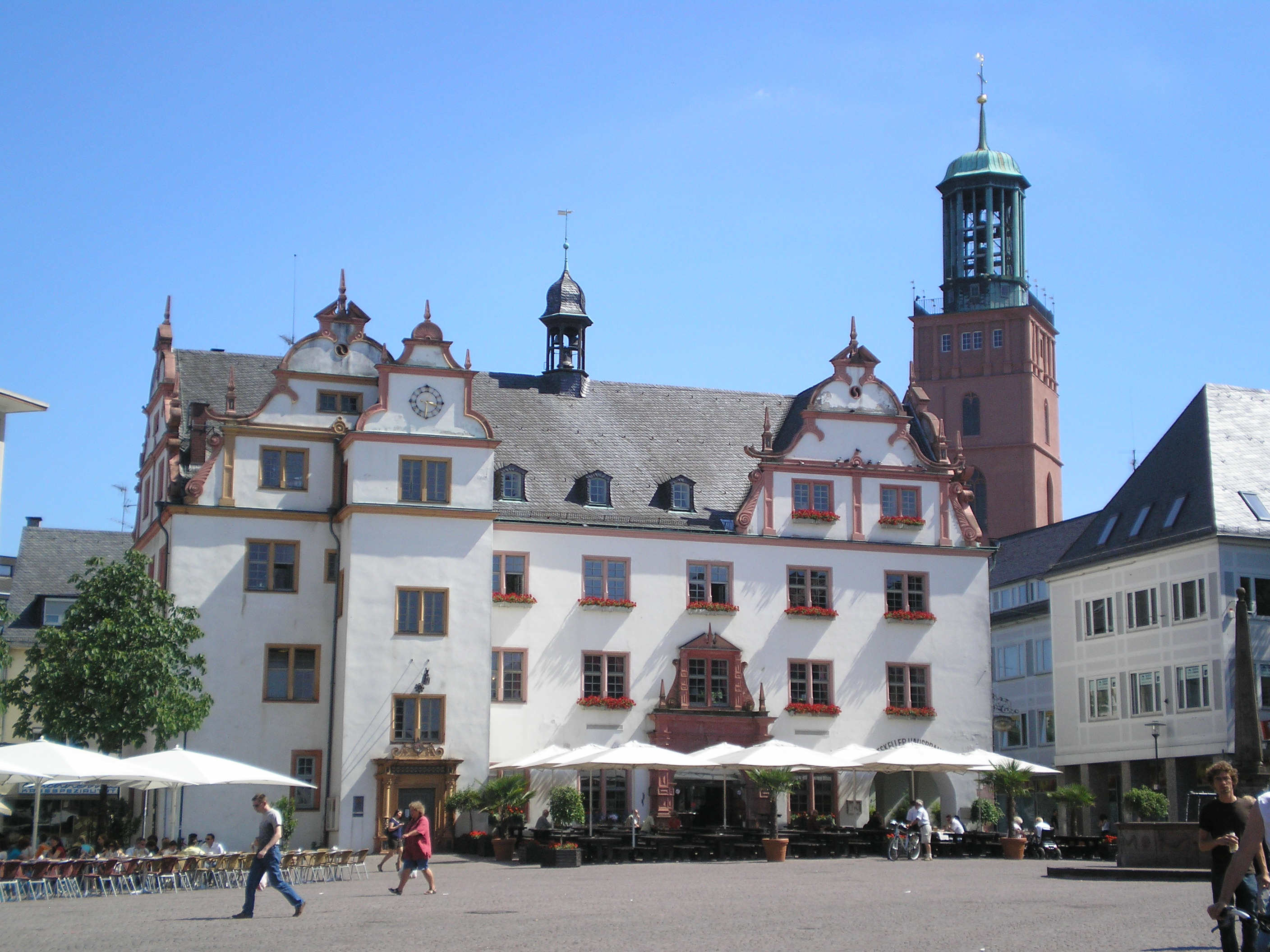
Marktplatz mit Altem Rathaus und Stadtkirche

- Januar: Rhein-Mainische-Gardetreffen[64]
- April: Frühjahrsmesse auf dem Messplatz (ab 2023 Stadtmitte)
- April: Gartenlust in der Orangerie
- Mai: Darmstädter Jugendstiltage
- Mai: WingsForLife World Run
- Mai: Schlossgrabenfest, größtes Innenstadt-Open-Air Hessens rund um das Darmstädter Schloss mit über 400.000 Besuchern
- Juni: Darmstädter Stadtlauf; eine Sportveranstaltung in der Darmstädter Innenstadt
- Juni: Fête de la Musique[65]
- Juni: Schultheatertage
- Juni: Nach(t)klänge, Lange Nacht der Neuen Musik
- Juni: Sport- und Spielfest, eine Sport- und Spielveranstaltung im Herrngarten
- Juni–Juli: Kampagne Stadtradeln
- Juli: „Heinerfest“, größtes Volksfest Südhessens und zweitgrößtes Innenstadtfest Deutschlands mit etwa 700.000 Besuchern
- Juli–August alle zwei Jahre: Darmstädter Ferienkurse, auch bekannt als Internationale Ferienkurse für Neue Musik
- Juli–August: Darmstädter Residenzfestspiele
- August: Darmstädter Kunsthandwerkermarkt (3. August-Wochenende)
- August: Christopher Street Day Darmstadt
- August: Darmstädter Lange Nacht (alle 2 Jahre)
- August: Just for Fun, Straßentheaterfestival mit internationalen Künstlern und Artisten auf Darmstadts Straßen und Plätzen
- September: Darmstädter Weinfest in der Wilhelminenstraße
- September: Darmstädter Bauernmarkt in der Wilhelminenstraße
- September: Lappingskerb in Bessungen und Martinskerb am Riegerplatz
- September: Herbstmesse auf dem Messplatz (bis 2022)
- November, Dezember: Darmstädter Weihnachtsmarkt rund um das Schloss
- Dezember: Darmstädter Gitarrentage
- Sommer: Künstlerpicknick im Platanenhain

## Sport

### Fußball

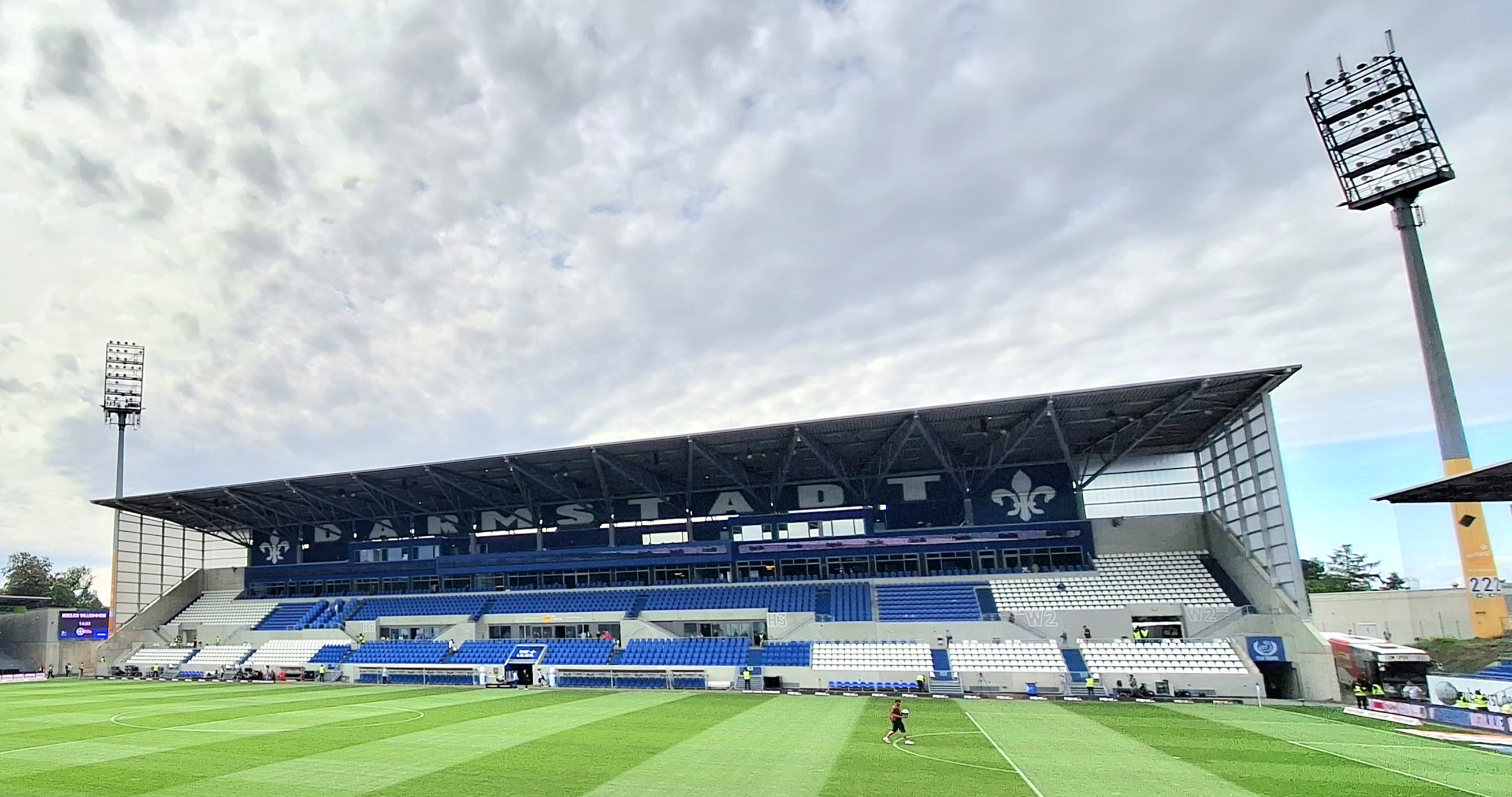
Stadion am Böllenfalltor – Heimstätte des SV Darmstadt 98

Zahlenmäßig größter Verein der Stadt ist der SV Darmstadt 98 mit 14.500 Mitgliedern, der somit auch zu den mitgliederstärksten Sportvereinen Deutschlands gehört. Dies liegt allem voran am Fußball-Angebot, da dessen 1. Mannschaft in der 2. Bundesliga spielt. Die Heimspiele werden im Stadion am Böllenfalltor ausgetragen, das 17.810 Zuschauer fasst. Ein weiterer Fußballverein ist SKV Rot-Weiß Darmstadt, der 2023 in der hessischen Verbandsliga Süd antritt.
Auch die Stadtteil-Vereine FC Arheilgen und Germania Eberstadt machen mit sportlichem Erfolg auf regionaler Ebene auf sich aufmerksam.
Das erfolgreichste Darmstädter Frauenteam entstammt der DJK/SSG Darmstadt und tritt 2023/24 in der Verbandsliga Hessen Süd an.

### Eishockey

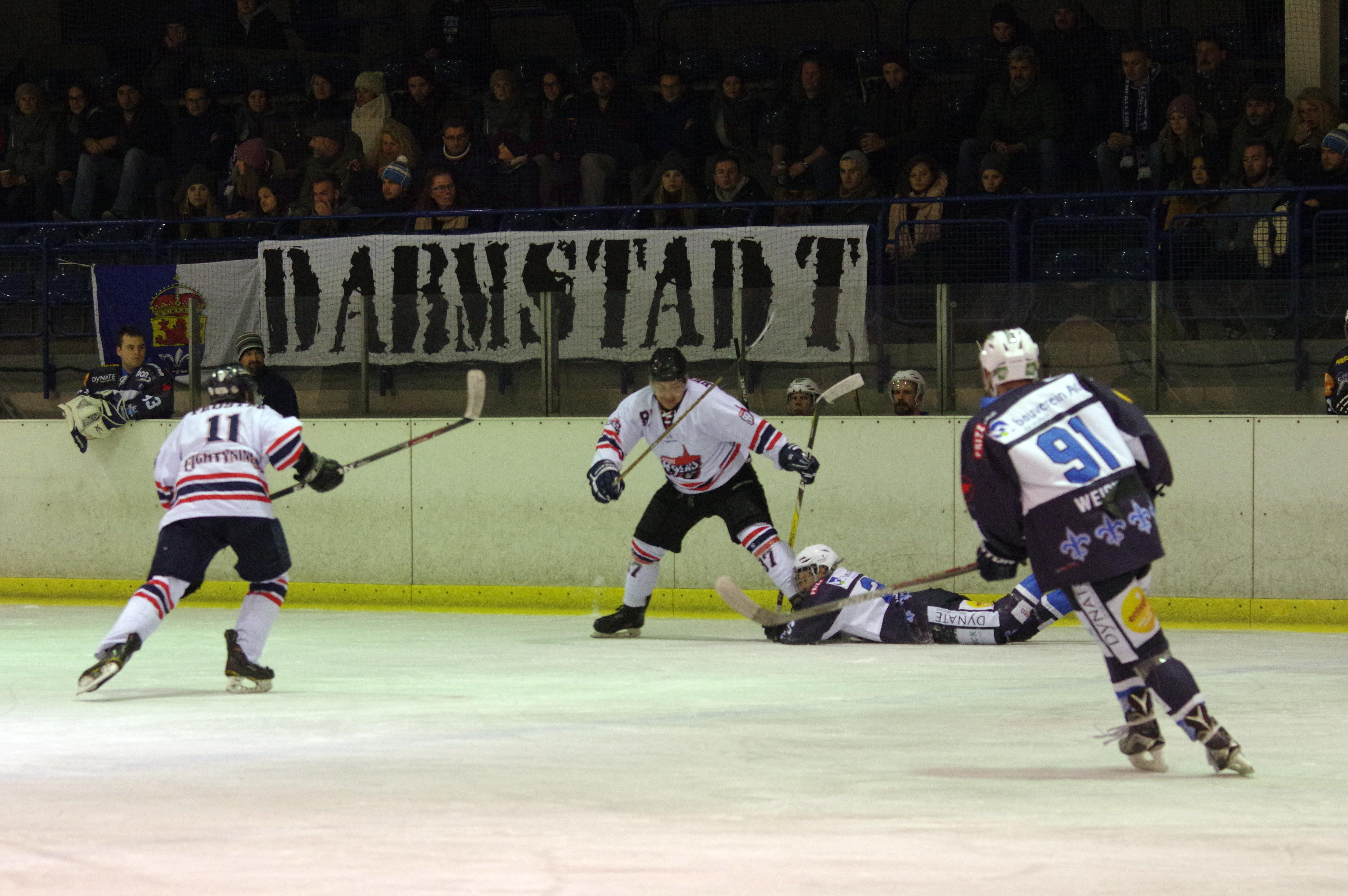
Spielszene Darmstadt Dukes gegen Kassel 89ers (5. November 2017)

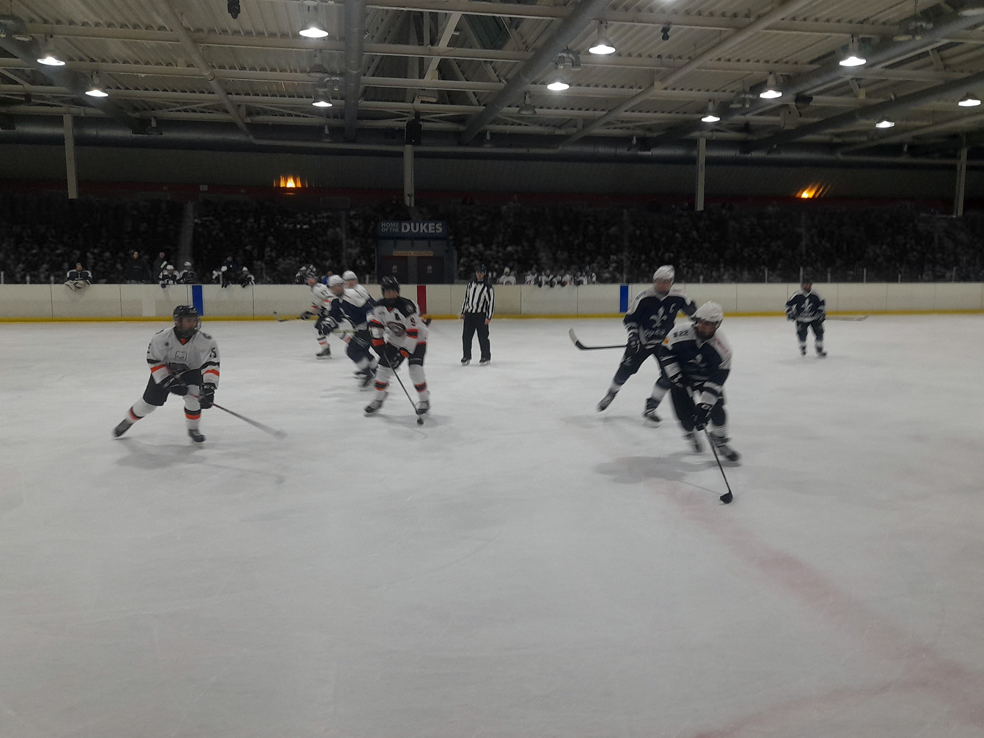
Spielszene Darmstadt Dukes gegen Löwen Frankfurt II (10. November 2024)

Am 3. Dezember 1884 wurde der „Darmstädter Schlittschuh-Club“ gegründet, was einen wichtigen Schritt in der Entwicklung des Eissports in der Region darstellte. Zunächst wurde Eishockey in Darmstadt jedoch ausschließlich auf Natureis gespielt, was die sportlichen Möglichkeiten und die Wettbewerbsbedingungen einschränkte.
Mit der Eröffnung der Eissporthalle in Weiterstadt im Jahr 1982 erhielt der Eishockeysport in der Region einen zeitgemäßen Rahmen. Der dort ansässige „Eissportclub Darmstadt“ bestritt von nun an seine Heimspiele in einer modernen Indoor-Eisfläche. Im Laufe der Jahre fanden jedoch verschiedene Veränderungen und Umstrukturierungen statt, die letztlich dazu führten, dass die Aktivitäten in größere Mehrspartenvereine wie die TSG Darmstadt und den RSC Darmstadt übergingen.
In Reaktion auf diese Entwicklungen erfolgte 2011 die Neugründung des „Eissportclub Darmstadt“. Diese Wiederbelebung leitete eine neue Ära für den Eishockeysport in Darmstadt ein. Heute tragen die Darmstadt Dukes, die Mannschaft des Eissportclubs, ihre Heimspiele in der Eissporthalle Darmstadt im Bürgerpark aus, die 1989 eröffnet wurde. Diese Halle bot damals mehr Raum und die Infrastruktur, um talentierten Spielern die Möglichkeit zu geben, sich weiterzuentwickeln und sportliche Erfolge zu erzielen.

### Laufen
Der Darmstädter Lauf-Treff ist mit über 60 Betreuern nicht nur der größte, sondern mit Gründungsjahr 1974 auch einer der ältesten Deutschlands. Der Lauftreff ist ehrenamtlich organisiert und kein Verein, jeder kann kostenlos mitlaufen.
Der Knastmarathon Darmstadt wird seit 2007 auf dem Gelände der Justizvollzugsanstalt Darmstadt als Marathonlauf für Inhaftierte und externe Freizeitsportler mit über 100 Teilnehmern ausgetragen.
Der Datterich Ultra – benannt nach dem Mundartstück von Ernst Elias Niebergall – ist ein Volkstriathlon mit hohem Unterhaltungswert, bei dem jedes Mitglied der je elfköpfigen Mannschaften ein Zehntel der Ultra-Triathlon-Strecken 3,8 km Schwimmen, 180 km Radfahren und 42,195 km Laufen leisten muss. Wegen des großen Andrangs ist der Datterich inzwischen in zwei Sportereignisse aufgeteilt worden, zunächst die Veranstaltung für Hobby-Mannschaften aller Art, einige Wochen später dann die für Firmen-Mannschaften.

### Radsport
Am 28. Juni 1980 verlief die 2. Etappe der Tour de France 1980 (Radrennen) durch Darmstadt. Jene Etappe war in Frankfurt am Main gestartet worden und verlief über 276 km bis nach Metz.

### Rugby
Seit 1975 bietet die TG1875 Darmstadt im Stadion am Ziegelbusch Rugby für Herren an. Die schnell wachsende Abteilung erweiterte sich zunächst um ein Damenteam. Mehrere Kinder- und Jugendteams kamen hinzu. Die Herren nahmen mehrere Spielzeiten an der 2. Rugby-Bundesliga teil und gewannen wiederholt die Meisterschaft der Regionalliga Hessen. Rugby ist über das Engagement der TG75 Teil des Unisports der TU Darmstadt.

### Schwimmen
Mit dem DSW 1912 Darmstadt ist einer der erfolgreichsten Schwimm- und Triathlon-Vereine Deutschlands in Darmstadt ansässig. Die Mitglieder Marco Koch und Yannick Lebherz nahmen 2012 an den Olympischen Spielen teil. Der Verein betreibt das Schwimmleistungszentrum Darmstadt.

### Tennis
Die Darmstädterin Andrea Petković nahm erfolgreich an internationalen Tennis-Turnieren teil.

### Wandern/Klettern
Die Sektion Darmstadt-Starkenburg des Deutschen Alpenvereins gehört mit 14.152 Mitgliedern (Stand: 31. Dezember 2024) zu den größten Sport- und Kulturvereinen in Darmstadt. Sie entstand am 1. Januar 2013 aus den Sektionen Darmstadt (gegründet 1870) und Starkenburg (gegründet 1884). Sie bietet ein großes Angebot an Ausbildungsveranstaltungen mit über 60 Fachübungsleitern. Zu den vereinseigenen Sportstätten gehören eine Kletterhalle und ein Steinbruch in Heubach (Odenwald). Daneben wird ein gepachteter Steinbruch bei Hainstadt (Breuberg) für den Klettersport unterhalten. Die Sektion betreibt zwei alpine Schutzhütten in Tirol, Österreich: Darmstädter Hütte in der Verwallgruppe auf dem Gebiet von St. Anton am Arlberg und Starkenburger Hütte in den Stubaier Alpen bei Neustift im Stubaital.

### Weitere Mannschaftssportarten

#### American Football
Die Darmstadt Diamonds zählen zu den ältesten American-Football-Teams in Hessen, tragen ihre Spiele im Bürgerpark Nord aus.

#### Baseball
Mit den Darmstadt Rockets und den Darmstadt Whippets sind in der Stadt zwei ehemalige Bundesliga-Teilnehmer des Baseballs beheimatet. Die Darmstadt Rockets sind die älteste Baseballorganisation in Hessen.

#### Basketball
Der 1947 gegründete Basketballverein BC Darmstadt war Gründungsmitglied der Basketball-Bundesliga und trägt seine Heimspiele seit 1977 im Sportzentrum Orpheum aus.

#### Cricket
Auf Initiative von Studenten der Hochschule Darmstadt und Technischen Universität Darmstadt entstand 1999 ein Cricket-Team, das in der hessischen Liga antritt.

#### Hockey
In Darmstadt wird in den Vereinen TEC Darmstadt (Feldhockey) und RSC Darmstadt (Rollhockey) hochklassig Hockey gespielt.

#### Wasserball
Sowohl das Herren- als auch das Damen-Team des WV Darmstadt tritt in der zweiten Liga des Wasserballs an. Dieser entstand 1970 durch den Zusammenschluss von drei Mannschaften lokaler Schwimmvereine.

### Wissenswertes
Zwei Spitzenverbände des Deutschen Sportbundes haben ihren Sitz in Darmstadt, nämlich der Deutsche Leichtathletik-Verband und der Deutsche Verband für Modernen Fünfkampf.
Breit gefächert sind die vom Hochschulsportzentrum der Technischen Universität Darmstadt angebotenen Sportarten. Neben Studenten und Angestellten der TU steht das Programm auch Interessierten über eine Mitgliedschaft im Verein zur Förderung des Darmstädter Hochschulsports e. V. offen.
Die Stadt Darmstadt ist auch regelmäßig bei den Internationalen Schülerspielen vertreten. Des Weiteren kommt der Präsident dieser Organisation, Torsten Rasch, aus Darmstadt, ebenso wie der Generalsekretär, Richard Smith.
2021 bewarb sich die Stadt als Host Town für die Gestaltung eines viertägigen Programms für eine internationale Delegation der Special Olympics World Summer Games 2023 in Berlin. 2022 wurde sie als Gastgeberin für Special Olympics Nicaragua ausgewählt. Die Delegation bestand aus etwa 30 Personen. Das Programm bestand aus den vier Bausteinen Kennenlernen der Stadt, Wettbewerbsvorbereitung, Sozialer Austausch und einem Sportaktionstag. Damit wurde Darmstadt Teil des größten kommunalen Inklusionsprojekts in der Geschichte der Bundesrepublik mit mehr als 200 Host Towns.

## Wirtschaft und Infrastruktur
Im Jahre 2016 erwirtschaftete Darmstadt, innerhalb seiner Stadtgrenzen, ein Bruttoinlandsprodukt (BIP) von 11,742 Milliarden Euro und belegte damit Rang 29 in der Rangliste der deutschen Städte nach Wirtschaftsleistung. Das BIP pro Kopf lag im selben Jahr bei 75.085 Euro pro Kopf (Hessen: 43.496 Euro, Deutschland 38.180 Euro) und liegt damit weit über dem regionalen und nationalen Durchschnitt. Das BIP je Erwerbsperson beträgt 89.585 Euro und gehört zu den höchsten in Deutschland. Gleichzeitig ist Darmstadt die deutsche Großstadt mit der höchsten Gesamtverschuldung (pro Kopf über 17.000 Euro). In der Stadt waren 2016 ca. 131.100 Erwerbstätige beschäftigt. Die Arbeitslosenquote lag im Dezember 2018 bei 4,7 % (im angrenzenden Landkreis Darmstadt-Dieburg betrug sie 4,3 %).
Darmstadt ist Teil der Metropolregion Rhein-Main-Gebiet, die zu den wirtschaftlich leistungsstärksten Regionen Deutschlands gehört und ein BIP von mehr als 250 Milliarden Euro erwirtschaftet.
Im Zukunftsatlas 2025 belegt die kreisfreie Stadt Darmstadt Platz 13 von 400 Landkreisen, Kommunalverbänden und kreisfreien Städten in Deutschland und zählt damit zu den Regionen mit „sehr hohen Zukunftschancen“. Als besondere Stärke gelten, laut der Studie, die Demographie und der starke Arbeitsmarkt. In der Ausgabe von 2019 lag sie auf Platz 4 von 401. Laut Städteplatzierung 2018 der Wirtschaftswoche belegt Darmstadt den ersten Platz unter allen deutschen Städten in der Kategorie „Städte der Zukunft“. Diesen Platz erlangte Darmstadt zum vierten Mal in Folge.

### Ansässige Unternehmen

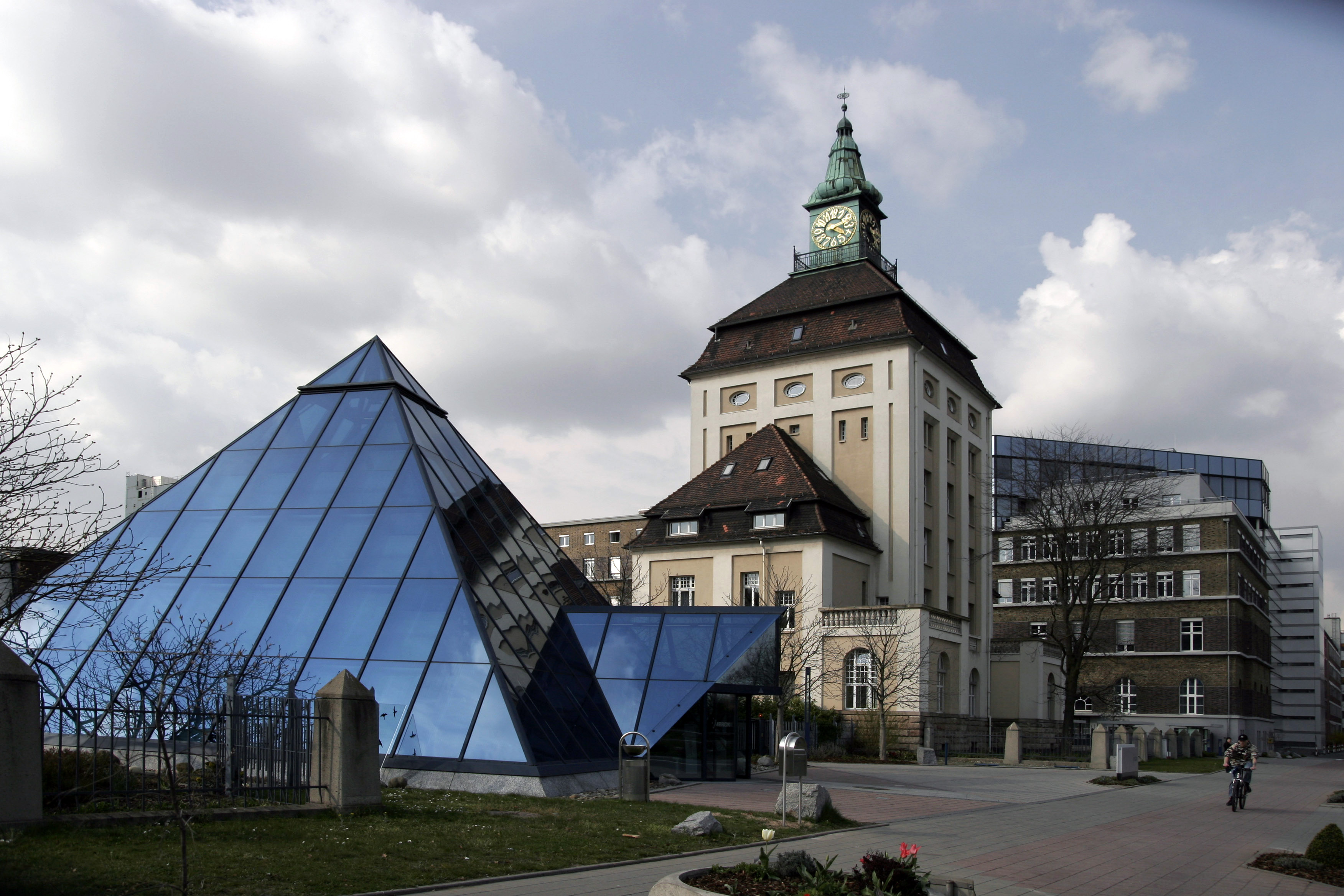
Die Merck KGaA in der Frankfurter Straße (die Pyramide wurde mittlerweile abgerissen)

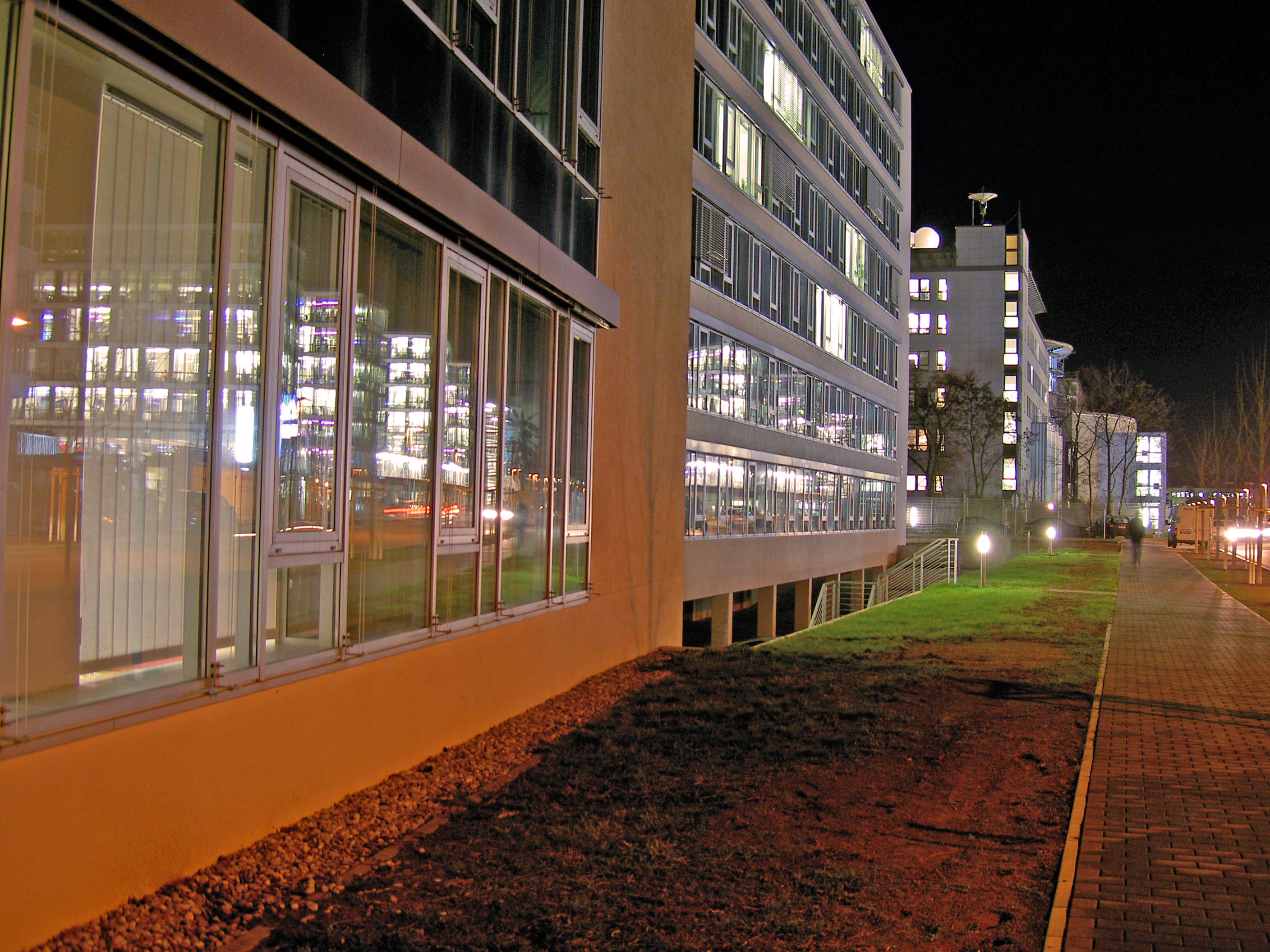
Bürogebäude an der Deutsche-Telekom-Allee

Die Kernbranchen des Darmstädter Wirtschaftslebens sind: die Informationstechnik, Chemie/Pharma, Maschinenbau/Mechatronik, Haarkosmetik sowie die Weltraum- und Satellitentechnik. Ihre Technologie- und Forschungsorientierung charakterisiert die Wirtschaft der Stadt. Die Nähe zu den zahlreichen Forschungs- und Entwicklungsinstituten ist ein zentraler Standortfaktor, neben der Nähe zum internationalen Flughafen Frankfurt Main. Insgesamt gibt es in Darmstadt fast 130.000 Arbeitsplätze, von denen 80.000 bis 100.000 Einpendler sind.
Das größte Unternehmen der Stadt ist der Chemie- und Pharmakonzern Merck KGaA mit mehr als 53.000 Beschäftigten weltweit, davon etwa 10.000 Arbeitnehmer und über 500 Auszubildende am Stammsitz in Darmstadt. Die Merck KGaA ist das älteste chemisch-pharmazeutische Unternehmen der Welt. Weitere bedeutende Industrieunternehmen sind die Röhm GmbH (Teil der Degussa GmbH bzw. jetzt Evonik Industries), Carl Schenck AG, Wella (heute Teil des Coty-Konzerns), Döhler GmbH und die Goldwell GmbH (Teil der KAO Corporation, Tokio, Japan). Alle diese Firmen haben in Darmstadt ausgeprägte Forschungs- oder Entwicklungsabteilungen. Eine eigene Erfolgsgeschichte schrieb die Software AG, welche 1969 mit Sitz in Darmstadt gegründet wurde und inzwischen nach der SAP das zweitgrößte deutsche Software-Unternehmen ist.
Auf dem Gelände des ehemaligen Fernmeldetechnischen Zentralamtes (FTZ) „Am Kavalleriesand“ sind heute mehrere Unternehmensteile der Deutschen Telekom angesiedelt. Hier ist ein großer Gebäudekomplex der T-Systems entstanden, und 2005 wurde der Firmensitz von T-Online nach Darmstadt verlegt und 2006 die Tochtergesellschaft T-Online International AG wieder in den Mutterkonzern Deutsche Telekom integriert. 2015 gliederte die Telekom den Unternehmensbereich aus und veräußerte ihn 2016 an den Außenvermarkter Ströer. In der Folge wurden das Management nach Frankfurt und die Redaktion nach Berlin verlegt, über 100 Beschäftigte verloren am Standort Darmstadt ihren Job. Die Telekom und ihre Tochtergesellschaften sind zweitgrößter Arbeitgeber in der Stadt.
Die Deutsche Post AG unterhält in Darmstadt ihr Trustcenter, zuständig für die elektronische Signatur, sowie das Briefzentrum 64. Die HEAG AG ist bekannt als das lokale Verkehrsunternehmen (Straßenbahnen und Busse der HEAG mobilo GmbH) und als regionaler südhessischer Energieversorger (Elektrizität, Wasser und Gas der Entega).
Die Wissenschaftliche Buchgesellschaft ist ein Verlag mit Sitz in Darmstadt.
Der TÜV Hessen hat seine Zentrale im Darmstädter Europaviertel.
Darmstadt besitzt ein leistungsstarkes Müllheizkraftwerk sowie ein Gasturbinenkraftwerk.
In Darmstadt sind drei Brauereien ansässig; die Ratskeller Hausbrauerei (seit 1989), die Brauerei Grohe (seit 1838) und die Darmstädter Privatbrauerei (seit 1847). Der Ratskeller ist hierbei die einzige Hausbrauerei, deren Bier man ausschließlich vor Ort konsumieren und kaufen kann. Die Brauerei Grohe ist traditioneller und vertreibt ihr Bier auch in ausgewählten Getränkemärkten. Die wirtschaftlich erfolgreichste Brauerei ist jedoch die Darmstädter Privatbrauerei, deren Bier regional bezogen werden kann.
Ein weiteres Unternehmen der Pharmabranche ist die zuvor auch in Kitzingen ansässig gewesene Steigerwald Arzneimittelwerk GmbH, das seit 2013 zu Bayer gehört.
Darmstadt ist Sitz der Stadt- und Kreis-Sparkasse Darmstadt und war bis Ende 2022 zudem Sitz der Volksbank Darmstadt-Südhessen eG.
Das Technologie- und Innovationszentrum Darmstadt (oder TIZ Darmstadt) ist ein Gründerzentrum im Darmstädter Europaviertel, 111 Firmen haben dort momentan einen Sitz. Dazu gehört auch die cesah GmbH – „Centrum für Satellitennavigation Hessen“ mit über 30 Startups. Besitzerin des einst der Technischen Universität Darmstadt gehörenden TIZ ist die gemeinnützige Stiftung Giersch in Frankfurt am Main.
Im Jahr 1998 haben sich die Stadt Darmstadt, die Technische Universität Darmstadt, die Industrie- und Handelskammer und die Sparkasse Darmstadt zur Innovationsgesellschaft Darmstadt mbH zusammengeschlossen.

### Medien
Seit den 1950er- und 60er-Jahren sind in Darmstadt im so genannten Verlagsviertel, welches mit der Idee der Mischung von rauchloser Industrie und Wohnen neu gegründet wurde, eine Großzahl an Verlagen und Druckereien vertreten. Unter den mehr als 50 Betrieben finden sich unter anderem Firmen wie die A. Springer-Tiefdruck (aufgelöst), der Verlag Hoppenstedt (2013 aufgelöst) und die ABC der deutschen Wirtschaft–Verlagsgesellschaft mbH. Von 1951 bis 1989 hatte die Deutsche Buch-Gemeinschaft ihren Sitz in Darmstadt.
Aktuelle Berichterstattung in Darmstadt findet hauptsächlich in der in Darmstadt ansässigen Tageszeitung Darmstädter Echo, daneben auch in den Regionalausgaben der Frankfurter Rundschau und der Frankfurter Allgemeinen Zeitung statt. Seit 2013 erscheint unter dem Titel Darmstädter Tagblatt eine neue kostenlose Darmstädter Zeitung als Wochenblatt. Darüber hinaus erscheinen in einigen Stadtvierteln Wochen- und Monatszeitungen wie die Bessunger Neue Nachrichten in Bessungen, dem Woogsviertel und der Heimstättensiedlung, der Lokalanzeiger in Eberstadt und Mühltal, die Arheilger Post sowie Die Lokale Zeitung in Bessungen, dem Woogs- und Komponistenviertel und Eberstadt sowie Mühltal. Als kostenlose, monatlich erscheinende Stadtillustrierte gibt es Frizz – Das Magazin, Vorhang Auf, die kulturnachrichten sowie das Stadtkulturmagazin P. Zweimonatlich erscheint das Frauenmagazin Mathilde.
Aus Darmstadt sendet das nichtkommerzielle Lokalradio Radio Darmstadt (Radar). Der Hessische Rundfunk und Hit Radio FFH sind jeweils mit einem Regionalstudio in Darmstadt vertreten.
Der Kinobetreiber Kinopolis hat seinen Stammsitz in Darmstadt und betreibt vor Ort selbst drei Kinos.

### Bildung

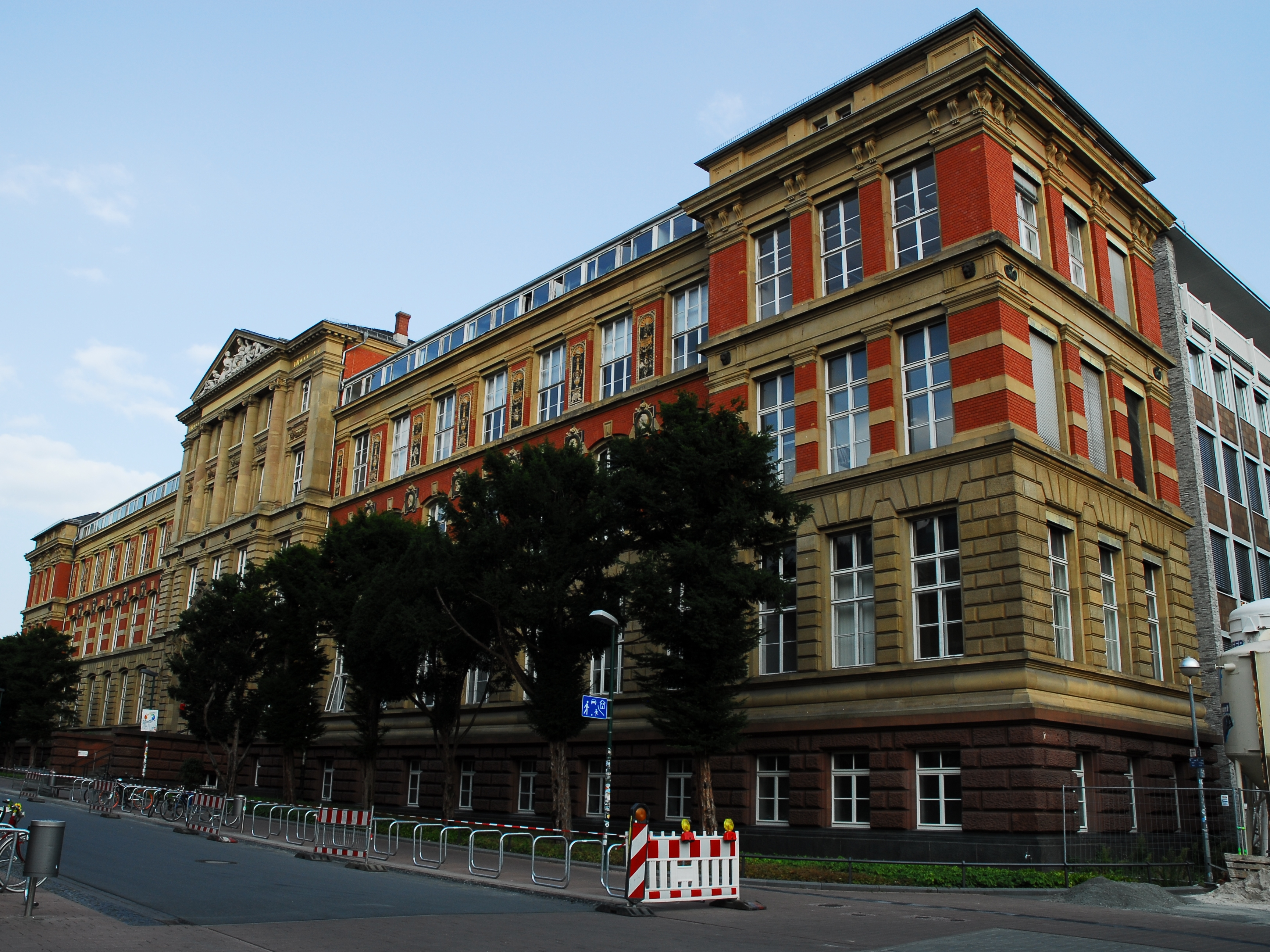
Altes Hauptgebäude der TU Darmstadt

#### Ehrung
Die Johann-Heinrich-Merck-Ehrung ist eine undotierte, regional bezogene Ehrung der Wissenschaftsstadt Darmstadt. Die Ehrung, erstmals 1955 vergeben, kann an Persönlichkeiten verliehen werden, die in ihrem Beruf einmalige oder wiederkehrende hervorragende wissenschaftliche, künstlerische oder wirtschaftliche Leistungen zur Förderung des Wohls der Stadt und der Mehrung ihres Ansehens erbracht haben. Unregelmäßig wird sie vom Stifter und Träger der Auszeichnung, dem Magistrat der Stadt, vergeben.

#### Hochschulen

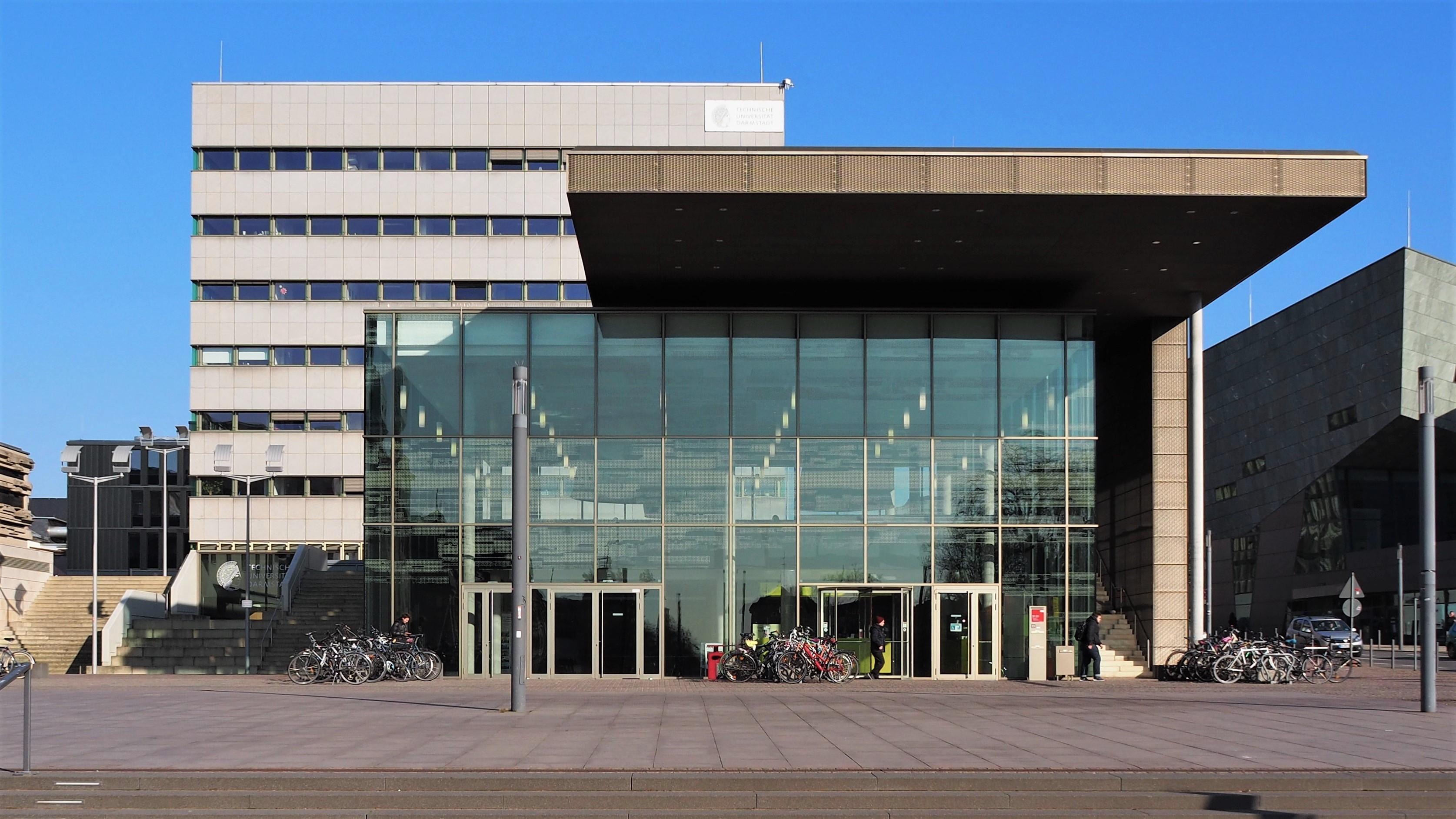
Eingangsgebäude der TU Darmstadt

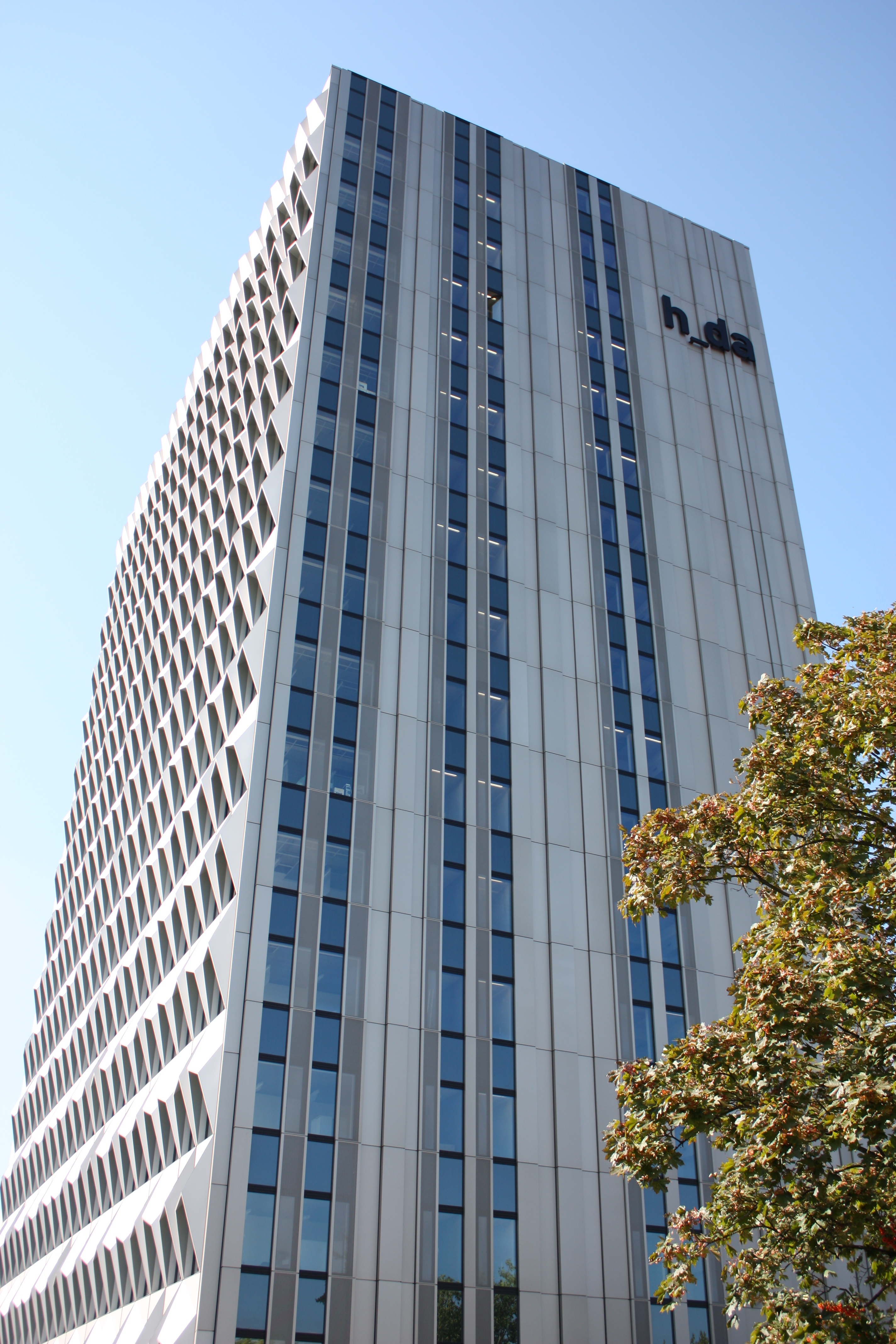
Hochhaus der Hochschule Darmstadt

Nicht zuletzt wegen seiner Hochschulen konnte die Stadt Darmstadt den Titel „Wissenschaftsstadt“ erlangen. In Darmstadt sind Hochschulen mit insgesamt rund 41.000 Studenten angesiedelt. Die prominenteste darunter ist die 1877 gegründete Technische Universität Darmstadt mit etwa 24.300 Studenten. Mit circa 13.000 in Darmstadt ansässigen Studenten zweitgrößte Hochschule ist die Hochschule Darmstadt (h_da). Sie hieß bis 2006 Fachhochschule Darmstadt und ging aus der ehemaligen, 1876 gegründeten Landesbaugewerkschule, der Werkkunstschule und der Städtischen Maschinenbauschule hervor. Neben den Darmstädter Standorten ist die h_da auch mit dem „Campus Dieburg“ im Landkreis mit weiteren circa 3000 Studenten vertreten.
Neben den beiden großen Darmstädter Hochschulen existieren die 1971 gegründete und in Trägerschaft der Evangelischen Kirche in Hessen und Nassau befindliche Evangelische Hochschule Darmstadt (EHD), die 1997 gegründete Wilhelm Büchner Hochschule und die 1851 als private Musikschule gegründete Akademie für Tonkunst, welche den eher technischen Schwerpunkt der großen Hochschulen flankieren. An der EHD lernen etwa 1700 Studenten.
Duale Studiengänge mit hochschulrechtlich gleichgestellten Abschlüssen führt die Iba – Internationale Berufsakademie durch. Darmstadt ist zudem „Korporativ Förderndes Mitglied“ der Max-Planck-Gesellschaft.

#### Erwachsenenbildung
Das Katholische Bildungswerk Darmstadt/Dieburg ist Träger der Katholischen Erwachsenenbildung im Diözesanbildungswerk Mainz in den Kreisen Darmstadt und Dieburg.

### Schulen
In Darmstadt findet man viele Schulen und Gymnasien. Dies hängt auch damit zusammen, dass viele Schüler täglich aus dem Landkreis Darmstadt-Dieburg nach Darmstadt zur Schule gehen. Es kommt mitunter zu Konflikten, wenn am Anfang eines Schuljahres die Darmstädter Gymnasien nicht alle Schüler aus dem Landkreis aufnehmen können.

#### Berufliche Schulen
- Alice-Eleonoren-Schule
- Erasmus-Kittler-Schule
- Friedrich-List-Schule
- Heinrich-Emanuel-Merck-Schule
- Martin-Behaim-Schule
- Peter-Behrens-Schule
- Private Berufliche Schule Dr. Engel Darmstadt
- ProGenius (private berufliche Schule)

#### Gymnasien
- Bertolt-Brecht-Schule
- Edith-Stein-Schule
- Eleonorenschule
- Georg-Büchner-Schule
- Justus-Liebig-Schule
- Lichtenbergschule
- Ludwig-Georgs-Gymnasium
- Schulzentrum Marienhöhe
- Viktoriaschule

- Abendgymnasium Darmstadt
- Diesterwegschule

#### Kooperative Gesamtschulen
- Gutenbergschule
- Stadtteilschule Arheilgen

#### Integrierte Gesamtschulen
- Bernhard-Adelung-Schule
- Erich-Kästner-Schule
- Mornewegschule

#### Freie und private Schulen
- Edith-Stein-Schule
- Freie Comenius Schule Darmstadt
- Freie Montessori-Schule Darmstadt
- Freie Waldorfschule Darmstadt
- Pädagogische Akademie Elisabethenstift Darmstadt
- Private Berufliche Schule Dr. Engel Darmstadt
- Sabine-Ball-Schule / Freie Christliche Schule Darmstadt e. V.
- Schulzentrum Marienhöhe

#### Förderschulen
- Christoph-Graupner-Schule[111]
- Ernst-Elias-Niebergall-Schule[112]
- Herderschule[113]

### Institute und Forschungseinrichtungen
(alphabetisch sortiert)
- Akademie für Tonkunst

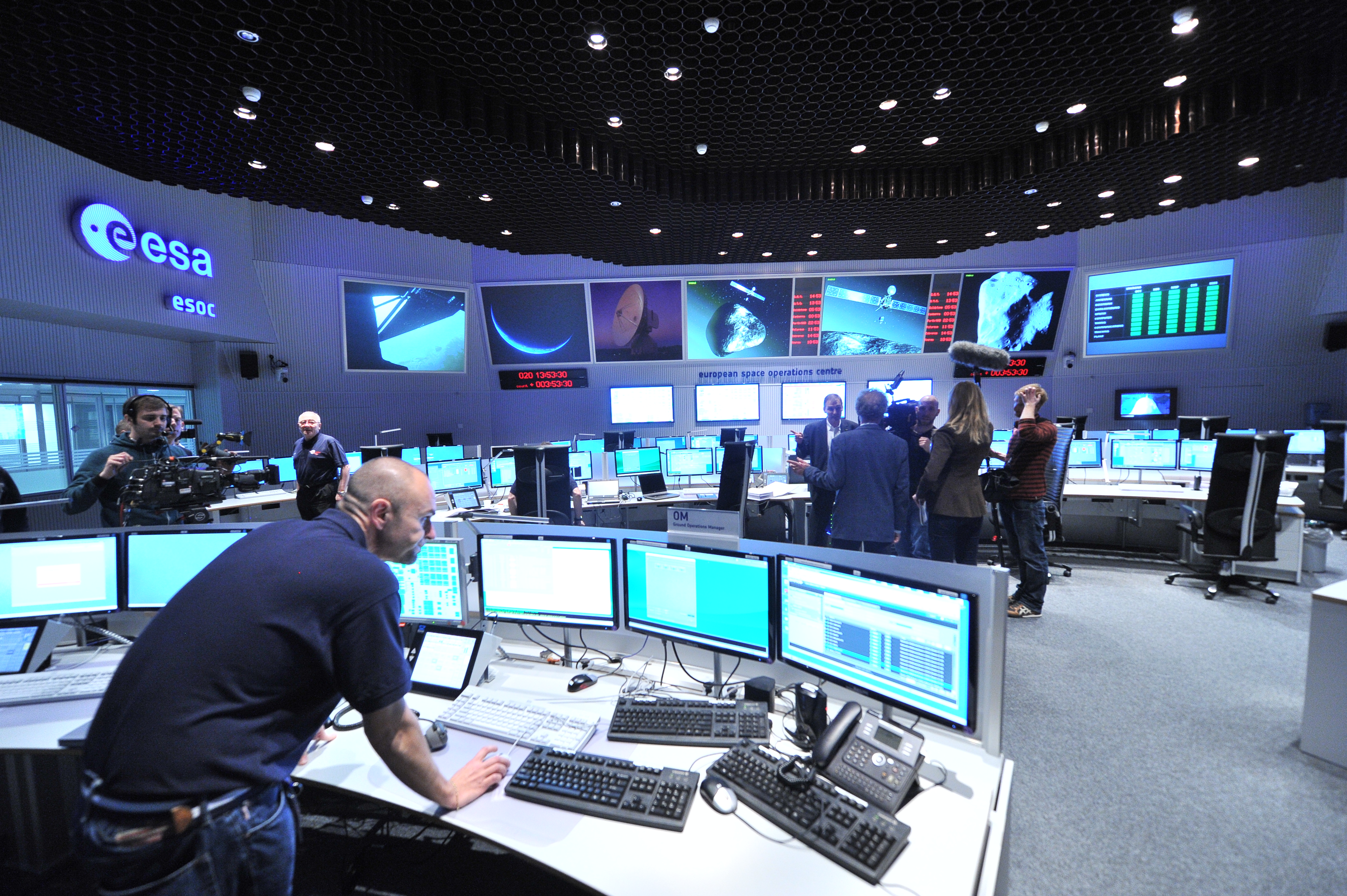
Europäisches Raumflugkontrollzentrum (ESOC), Kontrollraum der ESA in Darmstadt

- Amt für Straßen- und Verkehrswesen (ASV)
- Athene (Forschungszentrum) (ehemals Center for Research in Security and Privacy (CRISP))
- Deutsche Akademie für Sprache und Dichtung
- Deutsches Forschungszentrum für Künstliche Intelligenz
- Deutsches Kunststoff-Institut (DKI), im Fraunhofer LBf aufgegangen[114]
- Deutsches Polen-Institut
- Europäisches Raumflugkontrollzentrum (ESA/ESOC)
- Europäische Organisation für die Nutzung meteorologischer Satelliten (EUMETSAT)
- FAIR (Facility for Antiproton and Ion Research), internationale Teilchenbeschleunigeranlage (im Bau)
- Fraunhofer-Gesellschaft mit folgenden Instituten:
  - Fraunhofer-Institut für Betriebsfestigkeit und Systemzuverlässigkeit (LBF)
  - Fraunhofer-Institut für Graphische Datenverarbeitung (IGD)
  - Fraunhofer-Institut für Integrierte Publikations- und Informationssysteme (IPSI), August 2006 geschlossen.
  - Fraunhofer-Institut für Sichere Informationstechnologie (SIT)
- GSI Helmholtzzentrum für Schwerionenforschung
- Hessen Design e. V.
- Hessisches Staatsarchiv
- Hessisches Zentrum für Künstliche Intelligenz
- IFRA – Verband für Zeitungs- und Medientechnik
- Institut für Biologisch-Dynamische Forschung (IBDF)
- Institut für Neue Technische Form (INTEF)
- Institut Mathildenhöhe
- Institut Wohnen und Umwelt (IWU)
- Internationales Musikinstitut Darmstadt (IMD), mit den Internationalen Ferienkursen für Neue Musik
- Jazzinstitut Darmstadt
- Mozart-Archiv im Turm e. V.
- Öko-Institut – Institut für angewandte Ökologie
- Passivhaus Institut (PHI)
- Schader-Stiftung
- Volkssternwarte Darmstadt
- Universitäts- und Landesbibliothek Darmstadt
- Zentrum für Graphische Datenverarbeitung e. V.
- Zentrum verantwortungsbewusste Digitalisierung

### Gerichte

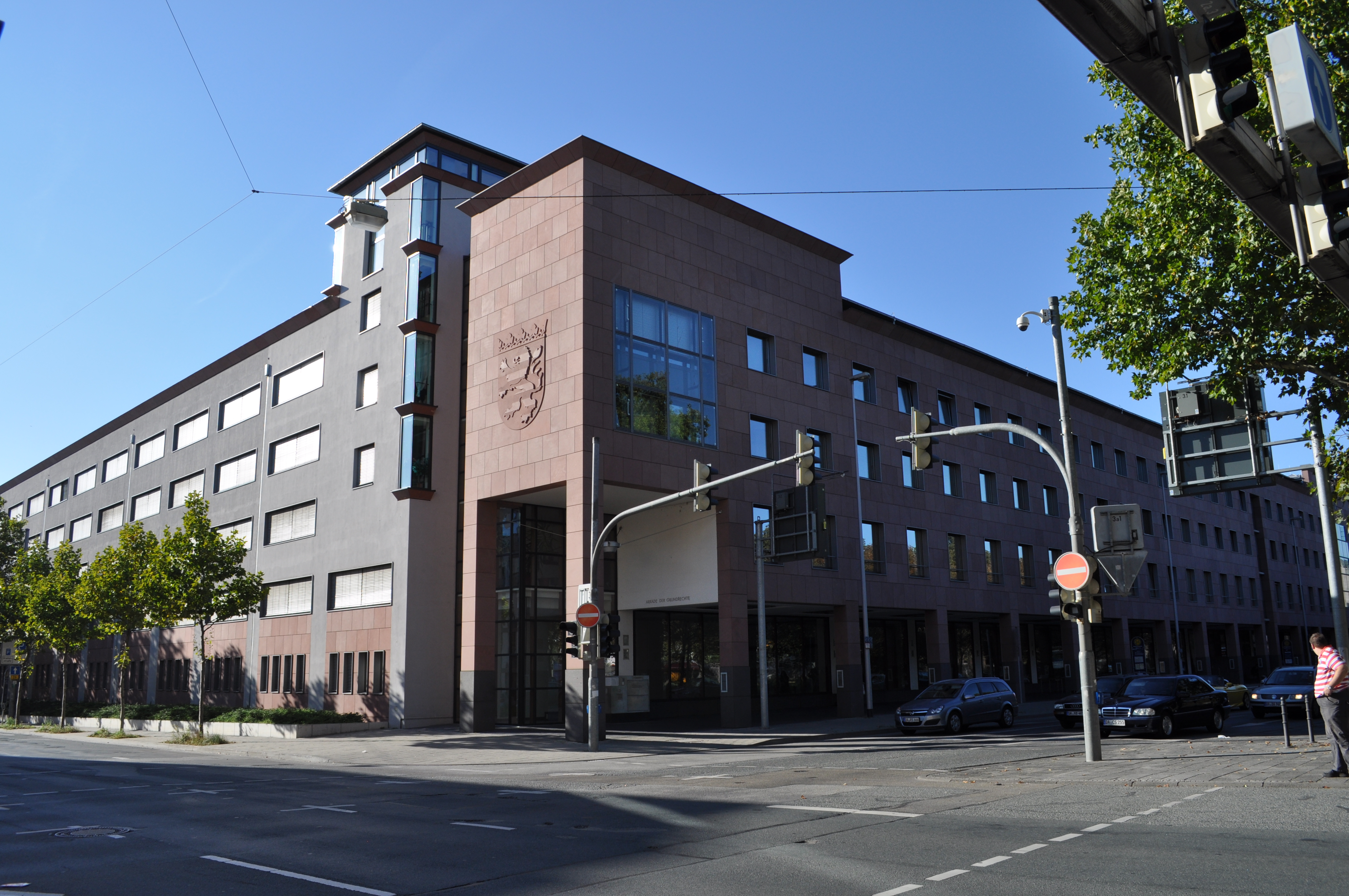
Justizzentrum am Mathildenplatz

Darmstadt ist Sitz von Gerichten verschiedener Gerichtsbarkeiten.
Als Gerichte der ordentlichen Gerichtsbarkeit sind das Amtsgericht Darmstadt, dessen Bezirk die Stadt Darmstadt und umliegende Gemeinden umfasst, und das Landgericht Darmstadt, dem die Amtsgerichtsbezirke südlich des Mains, einschließlich der Stadt Offenbach am Main zugeordnet sind, im Justizzentrum am Mathildenplatz ansässig.
Die Arbeitsgerichtsbarkeit ist mit dem Arbeitsgericht Darmstadt vertreten, aus der Sozialgerichtsbarkeit sind das Sozialgericht Darmstadt und das Hessische Landessozialgericht in Darmstadt ansässig.
Mit dem Verwaltungsgericht Darmstadt ist schließlich auch eines der fünf hessischen Verwaltungsgerichte hier ansässig.
In Darmstadt befinden sich auch noch ausgelagerte Zivilsenate des Oberlandesgerichts Frankfurt am Main.

### Gesundheitswesen
- Agaplesion Elisabethenstift gGmbH
- Alice-Hospital Darmstadt
- Kinderkliniken Prinzessin Margaret
- Klinikum Darmstadt GmbH
- Marienhospital Darmstadt
- Rosenparkklinik Darmstadt GmbH

### Feuerwehr und Technisches Hilfswerk
Die Feuerwehr Darmstadt besteht aus der Wache der Berufsfeuerwehr in der Bismarckstraße 86, bei der rund 160 Mitarbeiter, davon etwa 110 Beamte im Einsatzdienst beschäftigt sind. Unterstützt wird die Berufsfeuerwehr durch die vier Freiwilligen Feuerwehren Arheilgen, Eberstadt, Innenstadt und Wixhausen.
Die Bundesanstalt Technisches Hilfswerk (THW) ist in Darmstadt mit zwei Einrichtungen vertreten, einer hauptamtlich besetzten, mit Verwaltungsaufgaben betrauten Regionalstelle und einem ehrenamtlich getragenen Ortsverband mit Einsatzkräften.

### Militärische Einrichtungen
Die Darmstädter Garnison des Großherzogtums Hessen beherbergte, unter anderem in mehreren Kasernen in Bessungen, Anfang des 20. Jahrhunderts rund 5000 Soldaten. Sie umfasste das Leibgarde-Infanterie-Regiment (1. Großherzoglich Hessisches) Nr. 115, das Garde-Dragoner-Regiment (1. Großherzoglich Hessisches) Nr. 23, das Leib-Dragoner-Regiment (2. Großherzoglich Hessisches) Nr. 24, das 1. Großherzoglich Hessische Feldartillerie-Regiment Nr. 25, eine Abteilung des 2. Großherzoglich Hessischen Feldartillerie-Regiments Nr. 61 und das Trainbataillon Nr. 18. Die alten Kasernengelände wurden nach dem Zweiten Weltkrieg überbaut. Daneben existierte im Westen von Darmstadt – damals auf Griesheimer Gemarkung – der Truppenübungsplatz Griesheim. Das Gelände wurde 1937 Darmstädter Stadtgebiet.
Die Bundeswehr unterhält in Darmstadt zwei Kasernen:
- die Major-Karl-Plagge-Kaserne, die vor 2006 Frankenstein-Kaserne hieß und größtenteils auf Pfungstädter Gemarkung liegt
- die Starkenburg-Kaserne, die in den 1950er Jahren auf dem Gelände der ehemaligen Lokomotivenreparaturwerkstätten errichtet wurde, wird seit einer Privatisierung durch die HIL Heeresinstandsetzungslogistik als Systeminstandsetzungszentrum genutzt.[115]

Das Kreiswehrersatzamt mit 38 Mitarbeitern wurde im Zuge der Bundeswehrreform 2011 aufgelöst.

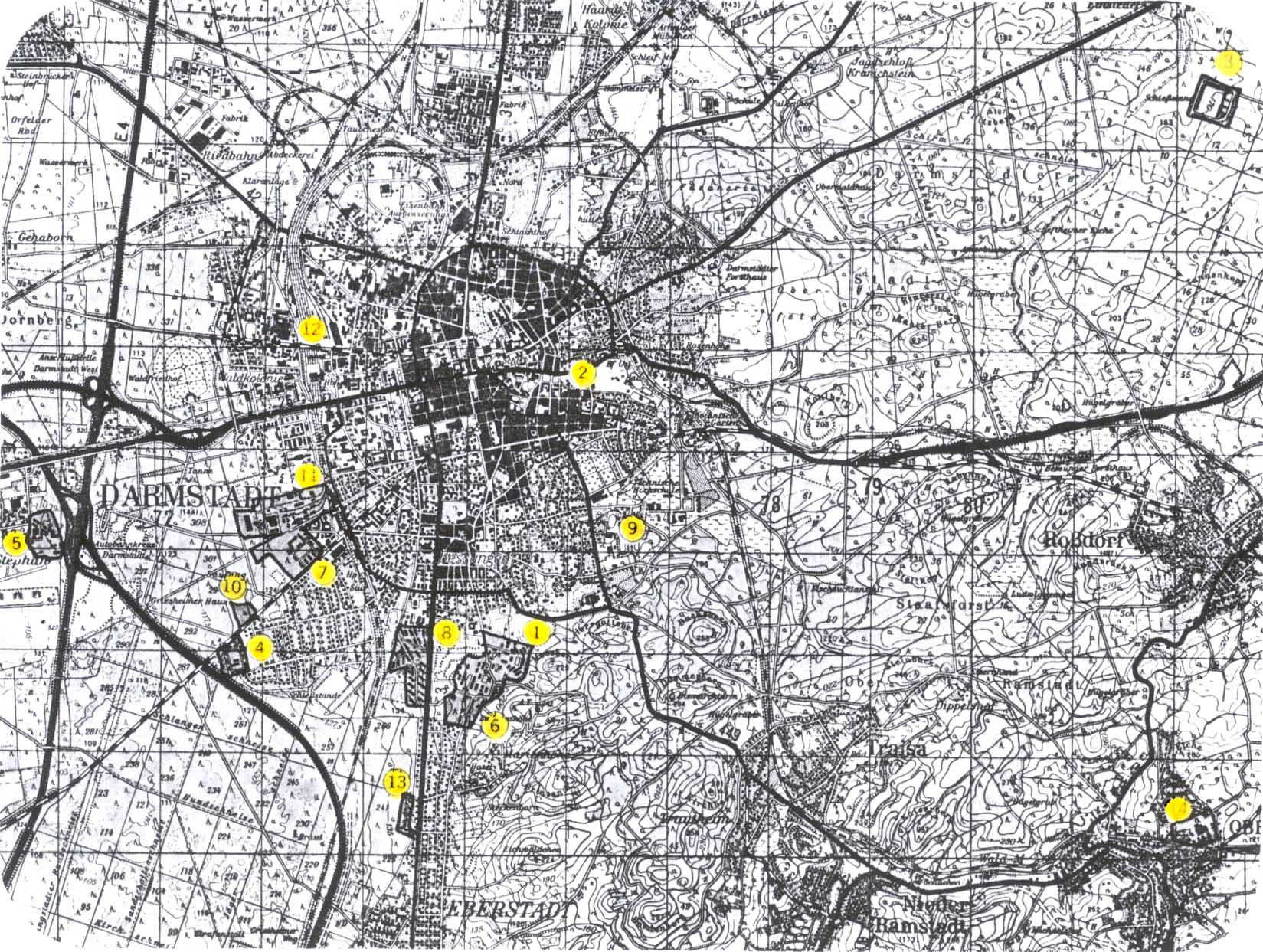
Karte von 1980 mit den Einrichtungen der US-Streitkräfte in Darmstadt und der näheren Umgebung

Die US-Streitkräfte haben 2008 den Standort Darmstadt offiziell aufgelöst. Bis zu 10.000 GIs waren hier stationiert. Eine Reihe von Einrichtungen wurden in Darmstadt unterhalten, insbesondere in Kasernen aus den 1930er Jahren.
- Cambrai-Fritsch-Kaserne (Cambrai-Kaserne und Freiherr-von-Fritsch-Kaserne)
- Kelley Barracks (Leibgarde-Kaserne)
- Nathan Hale QM Area (Heeresverpflegungslager)
- Lincoln-Siedlung
- St.-Barbara-Siedlung
- Darmstadt Army Airfield (August-Euler-Flugplatz)

Ein Trainingskomplex in der Nähe des Flugplatzes wurde nicht aufgegeben, sondern zum Dagger Complex ausgebaut.
Die frühere Ernst-Ludwig-Kaserne wurde in den 1990er Jahren geräumt und 2003 abgerissen. Das Gelände ist im Rahmen des Projekt Eigenheim 2004 in ein Wohngebiet, den Ernst-Ludwig-Park, umgestaltet worden. Die St.-Barbara-Siedlung sanierte man zwischenzeitlich und wird bereits zivil genutzt. Die Lincoln-Siedlung, Cambrai-Fritsch-Kaserne und Jefferson-Siedlung in Bessungen sind Konversionsflächen und sollen zu zivilen Wohngebieten umgebaut werden.

### Sonstige Behörden
Darmstadt ist der Sitz des Hessischen Rechnungshofs, des Regierungspräsidiums Darmstadt, der Hessischen Eichdirektion und einer Geschäftsstelle der Sozialversicherung für Landwirtschaft, Forsten und Gartenbau (SVLFG).

### Verkehr

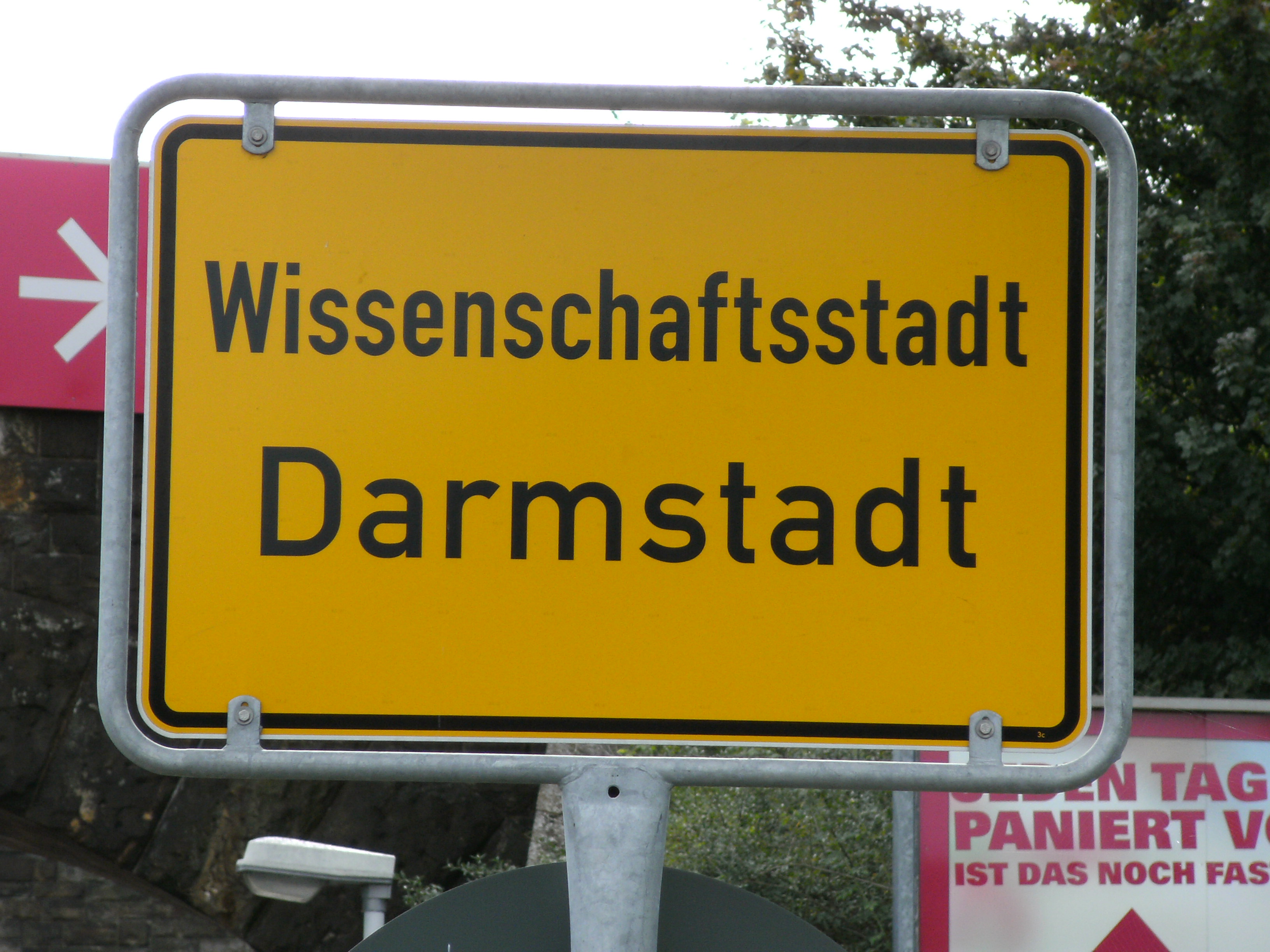
Darmstädter Ortseingangsschild

Gemäß dem Forschungsprojekt „Mobilität in Städten“ der TU Dresden wurden 2018 für Darmstadt folgende Werte ermittelt. 22 % der Haushalte besitzen kein Auto, 59 % ein Auto und 19 % zwei und mehr Autos, 76 % der Einwohner haben ein Fahrrad, 8 % ein Elektrofahrrad und 44 % eine Zeitkarte für die öffentlichen Verkehrsmittel. 25 % aller Wege wurden zu Fuß zurückgelegt, 22 % mit dem Fahrrad, 35 % mit dem Auto und 18 % mit öffentlichen Verkehrsmitteln.
In Relation zur Größe der Stadt existieren in Darmstadt enorme Pendlerströme, so kommen täglich etwa 75.000 Erwerbstätige von außerhalb zum Arbeiten, während etwa 32.000 Darmstädter ihren Arbeitsplatz in einer anderen Kommune haben.

#### Straßenverkehr

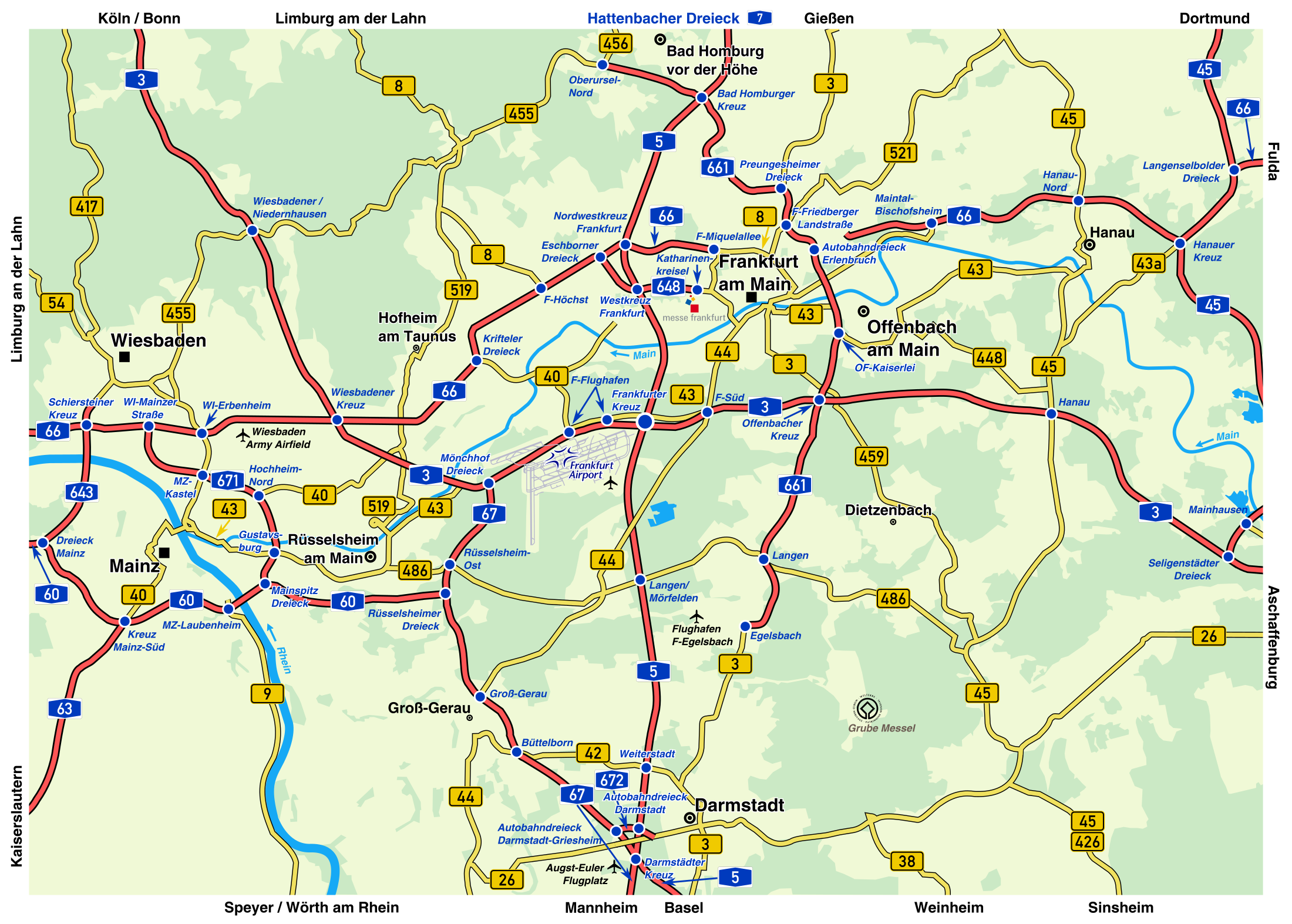
Darmstadt im Straßennetz des Großraums Frankfurt

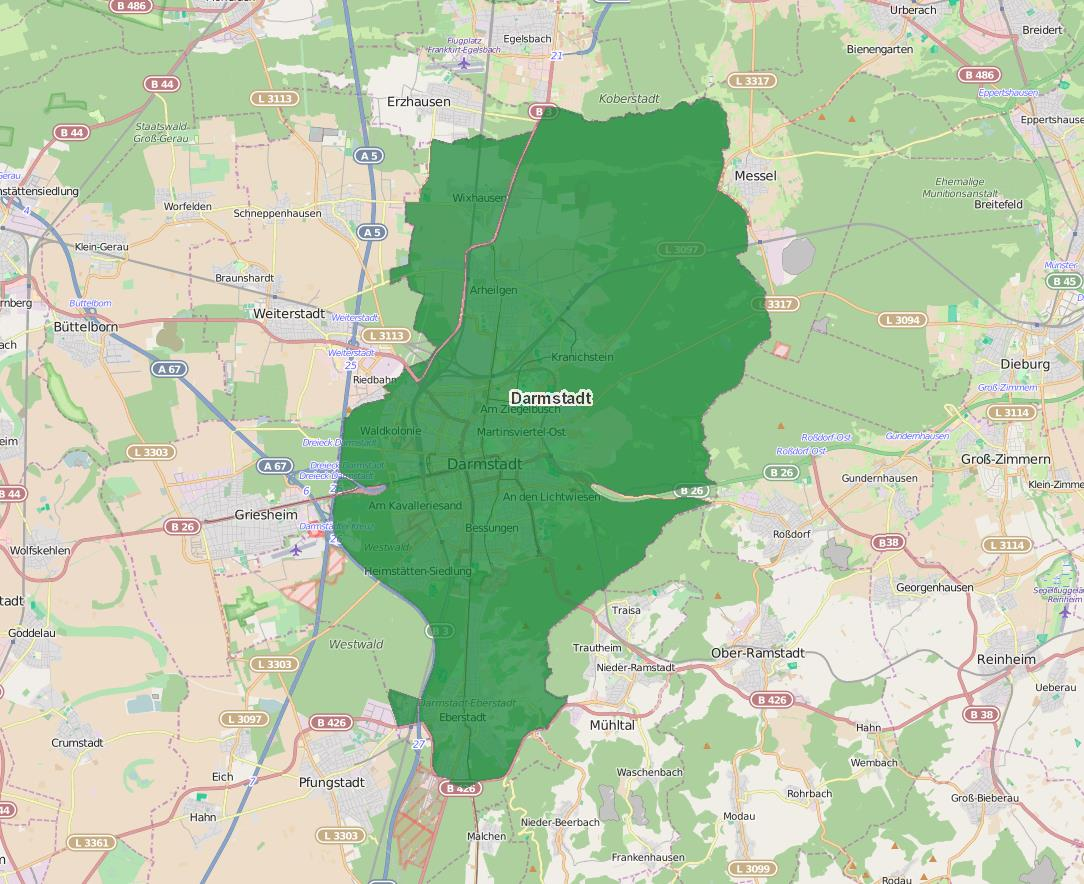
Umweltzone in Darmstadt seit 1. November 2015

Durch das westliche Stadtgebiet führen die Bundesautobahnen 5 (Karlsruhe–Frankfurt) und 67 (Mannheim–Rüsselsheim). Beide treffen sich am Darmstädter Kreuz. Als Zubringer zur Stadt fungiert die kurze A 672.
Im Netz der Bundesstraßen bildet die B 3 die Verbindung nach Frankfurt am Main im Norden und entlang der Bergstraße nach Heidelberg im Süden. Sie hat für Arheilgen im Norden und Eberstadt im Süden Ortsumgehungen erhalten, wobei die Verbindung nach und um Eberstadt (Karlsruher Straße) vierspurig, aber nicht kreuzungsfrei ausgebaut wurde. Die B 26 bildet die wichtigste West-Ost-Verbindung und führt nach Griesheim und Riedstadt im Westen sowie – autobahnähnlich ausgebaut und ursprünglich als A 680 errichtet – nach Dieburg im Osten, wo Anschluss in Richtung Hanau, Aschaffenburg und in den Odenwald (Michelstadt/Erbach, Groß-Umstadt) besteht. Etwas östlich von Darmstadt beginnt die B 38 als Verbindung ins Gersprenztal im Odenwald nach Reinheim und Reichelsheim. Die B 42 als alte Verbindung nach Mainz im Nordwesten ist nur noch bis Büttelborn als solche gewidmet, da sie parallel zur A 67 verläuft. Im Zuge der Erweiterungen des Bundesstraßennetzes nach dem Zweiten Weltkrieg kamen noch die B 426 und die B 449 hinzu. Erstere bindet Eberstadt an Pfungstadt und Gernsheim im Westen sowie Mühltal und Reinheim im Osten an; letztere ist eine kurze Verbindung von Darmstadt ins südöstlich gelegene Mühltal.
Ergänzt wird das Netz durch Landesstraßen nach Mörfelden im Nordwesten (L 3113), Messel und Rödermark im Nordosten (L 3097), Dieburg im Osten (L 3094) sowie Eschollbrücken und Gernsheim im Südwesten (L 3097). In Eberstadt beginnen die Landesstraßen L 3098 ins Beerbach-Tal und L 3100 nach Seeheim-Jugenheim („Alte Bergstraße“).
Die Stadt wird durch FlixBus DACH, Ecolines und Eurolines an das innerdeutsche und internationale Fernbusnetz angeschlossen.
Als Teil des Luftreinhalteplans führte Darmstadt zum 1. November 2015 eine Umweltzone ein und weitete das Durchfahrtsverbot für Lkw aus. Demnach dürfen nur noch PKW mit einer grünen Schadstoffplakette oder einer Sondergenehmigung in das Stadtgebiet einfahren. Ausgenommen hiervon sind der Abschnitt der B 3 ab Wixhausen zur B 42 in Richtung Autobahnauffahrt A 5 in Weiterstadt, die A 672, die Abschnitte der A 5 im Stadtgebiet und die B 426 als südliche Umfahrung. Seit Juni 2019 gelten auf der Hügelstraße am Citytunnel sowie der Heinrichstraße Dieselfahrverbote. Zudem wurden Fahrspuren reduziert und die zulässige Höchstgeschwindigkeit auf 30 km/h begrenzt.
Darmstadt ist aufgrund der engen Pendlerverflechtungen im Rhein-Main-Gebiet in hohem Maße von Stau betroffen. Nachteilig wirkt sich hierbei auch das Fehlen einer Ortsumgehung für den Durchgangsverkehr aus östlicher Richtung aus, der aus dem Odenwald und von Dieburg kommend die Innenstadt durchqueren muss, um die westlich von Darmstadt verlaufenden Autobahnen zu erreichen. Um hierfür Abhilfe zu schaffen, gab es in der Vergangenheit diverse Planungen, so etwa den Bau einer zweiten Autobahn entlang des Ostrands von Darmstadt (Bundesautobahn 49) zwischen der A 5 bei Eberstadt und der heutigen A 661 bei Egelsbach in den 1970er-Jahren, später dann den Bau einer Nordostumgehung entlang der Odenwaldbahn vom Ostbahnhof nach Kranichstein. Beide Projekte werden nicht mehr verfolgt.
Im Flächennutzungsplan ist eine Trassenfreihaltung für den Ausbau des Eifelrings zur Westtangente eingetragen, um die Gräfenhäuser Straße über die Mainzer Straße, den Dornheimer Weg, die Rheinstraße und die Hilpertstraße mit der Eschollbrücker Straße zu verbinden und die B 3 westlich aus der Stadt zu verlegen. Konkrete Baupläne hierfür bestehen jedoch nicht.

#### Bahnverkehr

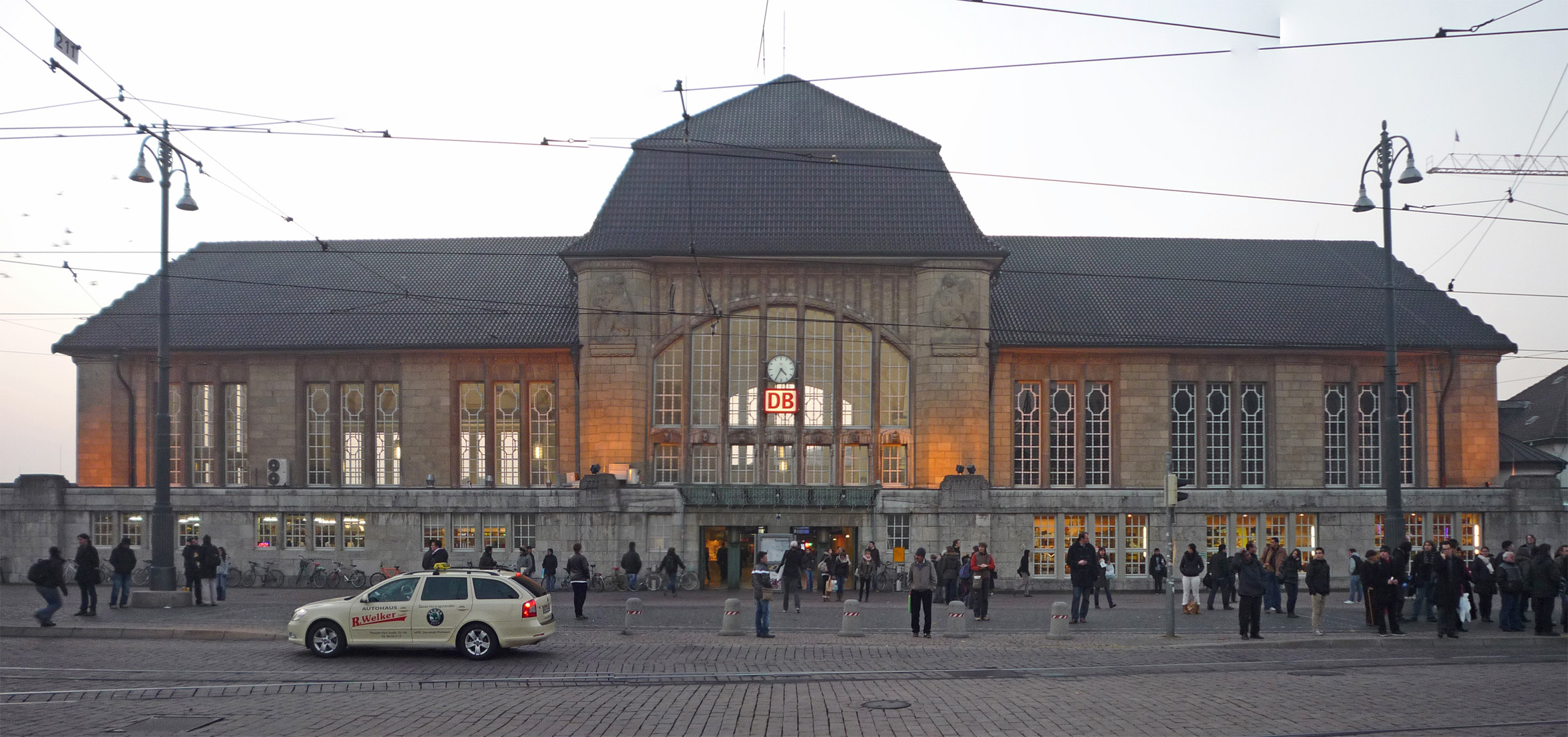
Darmstadt Hauptbahnhof

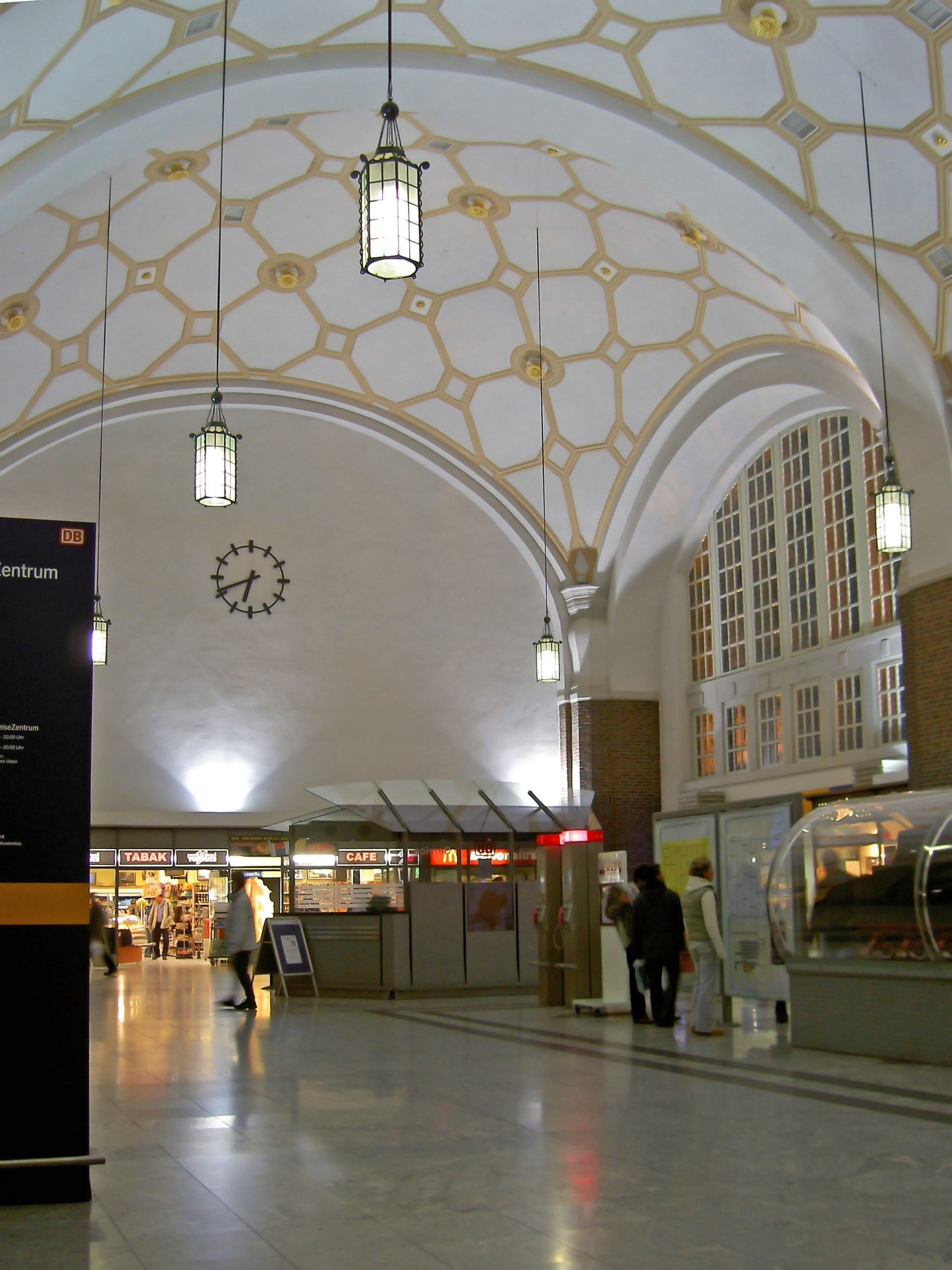
Innenraum Hauptbahnhof Darmstadt

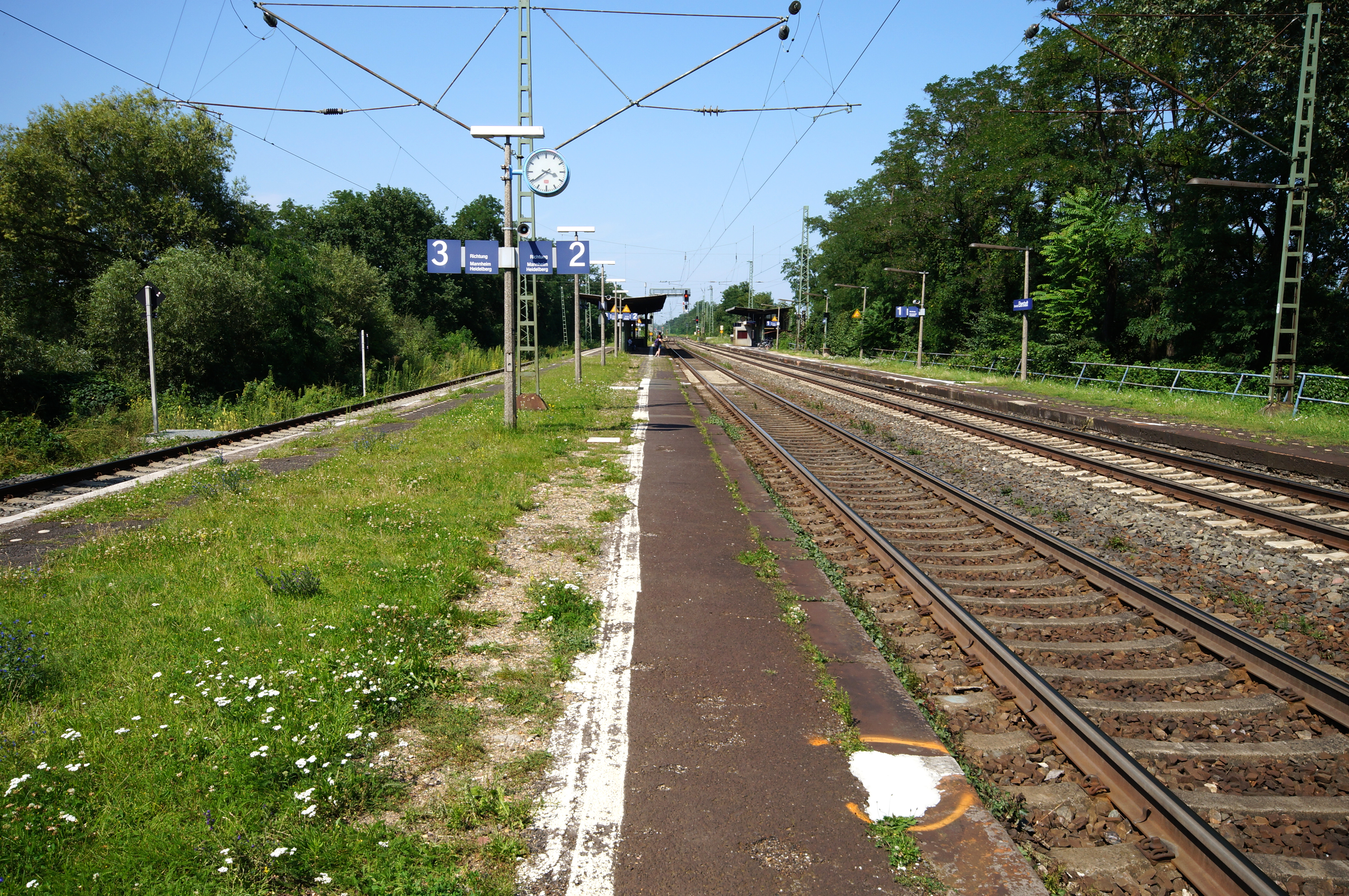
Der Bahnhof von Darmstadt-Eberstadt: Hier trifft die Pfungstadtbahn auf die Bahnstrecke Frankfurt am Main–Heidelberg.

Darmstadt entwickelte sich als damalige Hauptstadt des Großherzogtums Hessen bereits früh zum Eisenbahnknotenpunkt. Als erste Strecke eröffnete 1846 die Main-Neckar-Eisenbahn-Gesellschaft die Bahnstrecke Frankfurt am Main–Heidelberg. Es folgte 1858 die Rhein-Main-Bahn nach Mainz und Aschaffenburg. Beide Strecken nutzten zunächst separate, benachbarte Bahnhöfe im Bereich des heutigen Steubenplatzes, nämlich den Main-Neckar-Bahnhof für die Nord-Süd-Strecke und den Ludwigsbahnhof für die Ost-West-Verbindung. Es folgten 1869 die Eröffnung der Riedbahn nach Worms, 1870 die Odenwaldbahn nach Eberbach, 1886 die Pfungstadtbahn nach Pfungstadt und 1897 die Strecke nach Groß-Zimmern.
Im Jahr 1912 wurden die Bahnanlagen in der Stadt großräumig neu geordnet und der Hauptbahnhof im Westen der Stadt angelegt, ebenso entstanden der Nordbahnhof an der Strecke nach Aschaffenburg und Eberbach sowie der Südbahnhof an der Strecke nach Heidelberg neu. Die beiden alten Bahnhöfe am Steubenplatz und der alte Bessunger Bahnhof am heutigen Donnersbergring wurden geschlossen und die Bahnanlagen abgebaut. Weitere Bahnhöfe im Stadtgebiet sind der Ostbahnhof und der Haltepunkt TU-Lichtwiese an der Odenwaldbahn, der Bahnhof Kranichstein an der Strecke nach Aschaffenburg, die Bahnhöfe Arheilgen und Wixhausen an der S-Bahn nach Frankfurt und der Bahnhof Eberstadt an der Strecke nach Heidelberg. 1955 wurde der Personenverkehr auf der Pfungstadtbahn eingestellt, es folgten die Strecke nach Groß-Zimmern 1966 und die Riedbahn nach Goddelau/Worms im Jahr 1970. Die Pfungstadtbahn wurde 2011 reaktiviert, während die beiden anderen Strecken inzwischen überbaut wurden.
Fernverkehrsverbindungen bestehen stündlich mit IC-Linien zwischen Frankfurt und Heidelberg, die darüber hinaus zu verschiedenen Zielen in Nord- und Süddeutschland und teilweise nach Österreich verkehren. Dazu kommen einzelne ICE-Verbindungen sowie Fernverkehrszüge des Anbieters Flixtrain. Sämtliche Fernverkehrsverbindungen nutzen die Strecke Frankfurt–Heidelberg/Mannheim, während alle übrigen Strecken lediglich im Regionalverkehr bedient werden. Regionalzüge nach Frankfurt fahren halbstündlich, dazu kommt noch die Linie S6 der S-Bahn Rhein-Main, die ebenfalls halbstündlich über Frankfurt nach Groß Karben verkehrt. Nach Süden bestehen stündliche Verbindungen nach Heidelberg (teilweise durchgebunden bis Wiesloch-Walldorf oder Schwetzingen) und Mannheim, die sich entlang der Bergstraße bis zum Bahnhof Neu-Edingen/Mannheim-Friedrichsfeld ebenfalls zu einem Halbstundentakt überlagern. Die Regionalzüge nach Mainz/Wiesbaden und Aschaffenburg verkehren je nach Tageszeit halbstündlich oder stündlich (Betreiber: Hessische Landesbahn), jene nach Pfungstadt und Erbach/Eberbach stündlich (Betreiber: Vias). Einige Züge der Odenwaldbahn fahren statt zum Darmstädter Hauptbahnhof ab Darmstadt Nord weiter nach Frankfurt.
Im Eisenbahngüterverkehr ist Darmstadt seit der Stilllegung des Rangierbahnhofes Darmstadt-Kranichstein kein Eisenbahnknoten mehr. In Planung befindet sich die Neubaustrecke Frankfurt–Mannheim, die westlich an Darmstadt vorbei entlang der A 5/A 67 verlaufen und über Verbindungskurven mit dem Darmstädter Hauptbahnhof verknüpft werden soll. Mit ihrer Fertigstellung wird der gesamte Eisenbahnverkehr in Südhessen neu geordnet werden, allerdings ist der Zeitplan hierzu noch offen.

#### Öffentlicher Personennahverkehr
Der öffentliche Nahverkehr in Darmstadt wird durch ein Straßenbahn- und ein Busnetz abgedeckt. Betreiber ist die HEAG mobilo, Besteller die DADINA, in der die Stadt und der Landkreis Darmstadt-Dieburg gemeinsam organisiert sind. Darmstadt gehört zum Tarifgebiet des Rhein-Main-Verkehrsverbunds (RMV).
Die Straßenbahn Darmstadt wurde 1886 eröffnet und verbindet die Kernstadt mit den Stadtteilen Arheilgen und Kranichstein im Norden sowie Eberstadt im Süden und mit den Nachbargemeinden Griesheim im Westen sowie Seeheim-Jugenheim und Alsbach-Hähnlein im Süden. Innerstädtische Verbindungen bestehen darüber hinaus zum Hauptbahnhof, nach Bessungen, zum TU-Campus Lichtwiese und zum Böllenfalltor am südöstlichen Stadtrand. Das Streckennetz der Straßenbahn ist 43 Kilometer lang.
Ergänzt wird es von einem Busnetz, das auch jene Gebiete anbindet, die nicht von der Straßenbahn oder Eisenbahnlinien erreicht werden, was insbesondere die Stadtteile im Osten, Nordwesten und Südwesten von Darmstadt betrifft sowie die Nachbargemeinden Weiterstadt im Nordwesten und Roßdorf sowie Groß-Zimmern im Osten. Bahnnetzerweiterungen in diese Gebiete werden diskutiert, jedoch bestehen dafür keine konkreten Planungen. Zentrale Knotenpunkte des ÖPNV-Netzes sind der Luisenplatz in der Stadtmitte und der Hauptbahnhof im Westen, daneben bestehen kleinere Busbahnhöfe in Arheilgen (Dreieichweg; nach Wixhausen und Langen), am Böllenfalltor (nach Mühltal und Ober-Ramstadt), in Eberstadt (Wartehalle; in Richtung Pfungstadt und westlicher Odenwald) und Griesheim (Platz Bar-le-Duc; nach Riedstadt).
Zwischen 1944 und 1963 gab es in Darmstadt auch ein kleines Oberleitungsbusnetz mit Strecken vom Böllenfalltor nach Ober-Ramstadt (Linien N und O) und von Eberstadt nach Pfungstadt (Linie P).

#### Fahrradverkehr

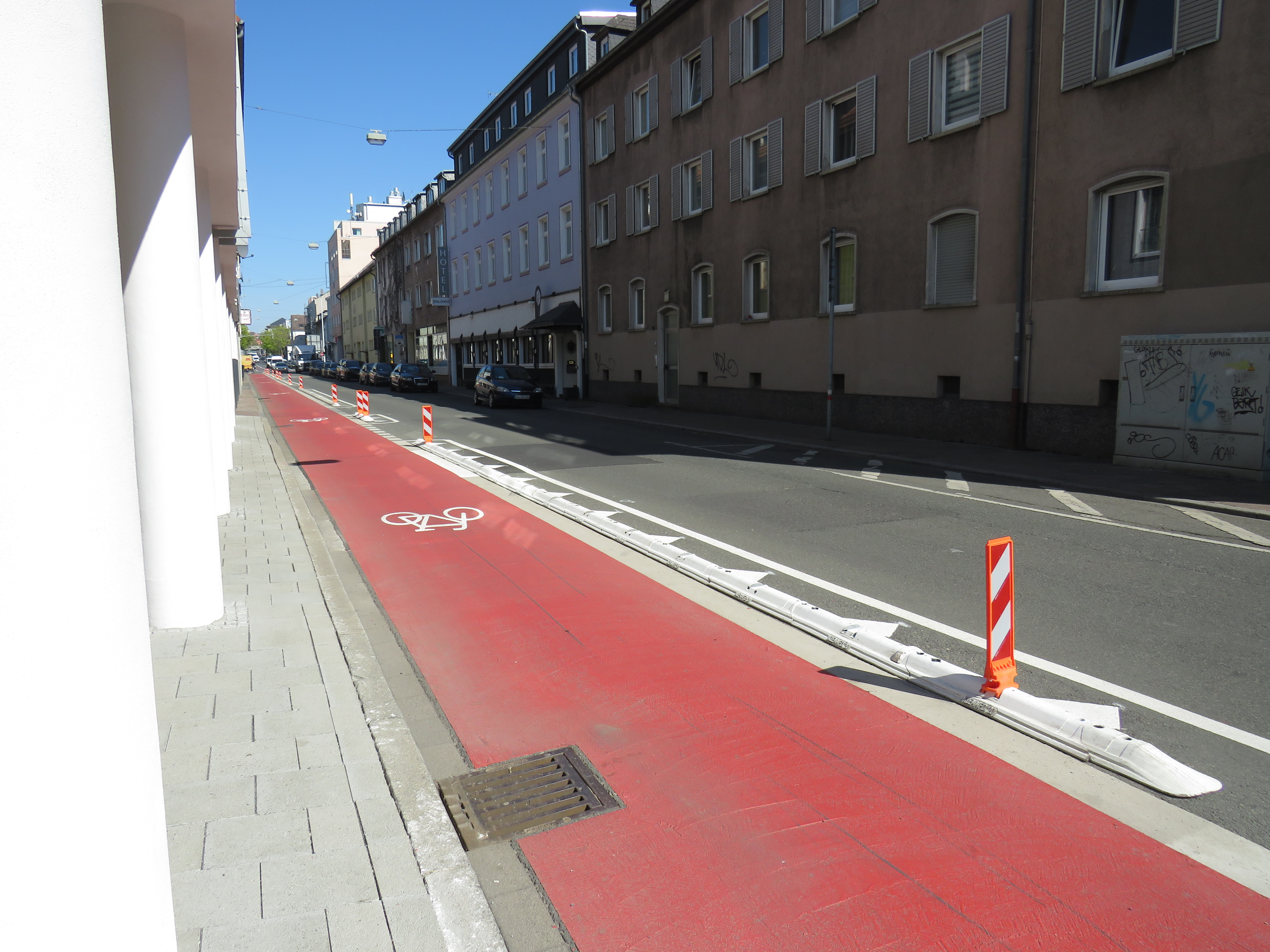
Neu angelegter, breiter und geschützter Radweg in der Bleichstraße

Der Radverkehrsanteil in Darmstadt ist in den letzten Jahrzehnten kontinuierlich angestiegen, von etwa 15 % im Jahr 1999 auf etwa 22 % im Jahr 2018. Die Stadtverwaltung hat es sich zum Ziel gesetzt, den Anteil bis 2030 auf 30 % zu steigern. Im Zuge von Straßensanierungen wird versucht, für den Radverkehr attraktive Lösungen zu implementieren, etwa durch die Anlage breiter und gut markierter Fahrradspuren. Da solche Sanierungen jedoch nur im Abstand von mehreren Jahrzehnten durchgeführt werden, ist der Fortschritt entsprechend langsam bzw. punktuell und das Radwegenetz zeigt sich auch 2023 noch als lückenhaftes Wechselspiel gut ausgebauter Infrastruktur, auf die im nächsten Straßenzug die Abwesenheit jeglicher Radinfrastruktur folgt. Ziel der Stadtverwaltung ist es, die Strecken nach und nach zu vervollständigen. 2020 entstanden einige als Verkehrsversuch deklarierte Pop-up-Radwege, etwa auf der Neckarstraße und der Zeughausstraße in der Innenstadt. Diese wurden nach Auswertung der Versuche im Jahr 2023 verstetigt und dauerhaft markiert.
Ein besonderes Augenmerk wird auf die Verknüpfung von Fahrradverkehr und ÖPNV gelegt, so finden sich an vielen größeren Haltestellen in den äußeren Stadtteilen Fahrrad-Abstellanlagen. Am Hauptbahnhof gibt es eine Fahrradstation (Fahrrad-Parkhaus) mit 540 Plätzen.
Im regionalen Radverkehr stellt sich die Situation ähnlich vielfältig wie im innerstädtischen Bereich dar. So gibt es in einige Nachbarorte gut nutzbare Radwegeverbindungen, etwa nach Griesheim/Riedstadt im Westen, Dieburg im Osten oder Mühltal im Südosten, während in andere Richtungen wie etwa nach Weiterstadt/Groß-Gerau keine sinnvolle Verbindung vorhanden ist. Zur Erleichterung der Orientierung im regionalen Radverkehr haben die südhessischen Kommunen einige Radverbindungen nummeriert, wobei durch Darmstadt die Routen 13 bis 24 verlaufen und in die benachbarten Gemeinden führen. Ein Pilotprojekt in diesem Bereich ist die Anlage eines Radschnellwegs von Frankfurt nach Darmstadt, der auch für Pendler attraktiv sein soll. Die Planungen für die 30 km lange Verbindung begannen 2013 und 2019 wurde ein erster Abschnitt zwischen Wixhausen und Egelsbach eröffnet. Die Fertigstellung der Gesamtstrecke ist 2023 nicht absehbar.
Dem touristischen Radverkehr dienen der Radweg Bergstraße von Darmstadt nach Heidelberg, der Hessische Radfernweg R8 von Frankenberg (Eder) nach Heppenheim (Bergstraße), die Modau-Radroute und die Radroute Rund um Darmstadt, die etwa 60 km rings um die Stadt führt.

#### Flugverkehr
Der Flughafen Frankfurt Main befindet sich etwa 20 Kilometern nördlich von Darmstadt. Vom Hauptbahnhof zum Flughafen Frankfurt gibt es eine Busverbindung, den Airliner. Außerdem gibt es als Verkehrslandeplatz für kleinere Flugzeuge in rund 15 Kilometern Entfernung den Flugplatz Frankfurt-Egelsbach. Nördliche Stadtteile werden regelmäßig von startenden Flugzeugen überflogen.

## Verschiedenes
- Darmstädter werden auch „Heiner“ genannt (daher auch der Name „Heinerfest“). Ebenso wird ein Bessunger „Lapping“ genannt; eine Verballhornung des französischen lapin, also Kaninchen. Ein Eberstädter (Bewohner von Eberstadt) ist ein „Gaasehenker“ (Ziegenhenker) und ein Arheilger (Bewohner von Arheilgen) ein „Mucker“ – abgeleitet von dem Verb „aufmucken“.[128]
- Das Theaterspiel „Datterich“, eine Lokalposse von Ernst Elias Niebergall in Darmstädter Mundart, ist die Geschichte des „genialen Schnorrers“ Datterich, eines versoffenen entlassenen Finanzbeamten, und unbestritten das wichtigste Stück Darmstädter Lokalkultur.
- Das chemische Element Darmstadtium mit der Ordnungszahl 110 ist nach der Stadt benannt, da es im Darmstädter GSI Helmholtzzentrum für Schwerionenforschung entdeckt wurde. Darmstadt ist damit die einzige deutsche Stadt, nach der ein Element benannt wurde. Das dort zuvor entdeckte Hassium mit der Ordnungszahl 108 wurde nach dem Bundesland Hessen benannt. Das neue Wissenschafts- und Kongresszentrum (eröffnet im Dezember 2007) wurde nach dem Element ebenfalls „darmstadtium“ benannt.

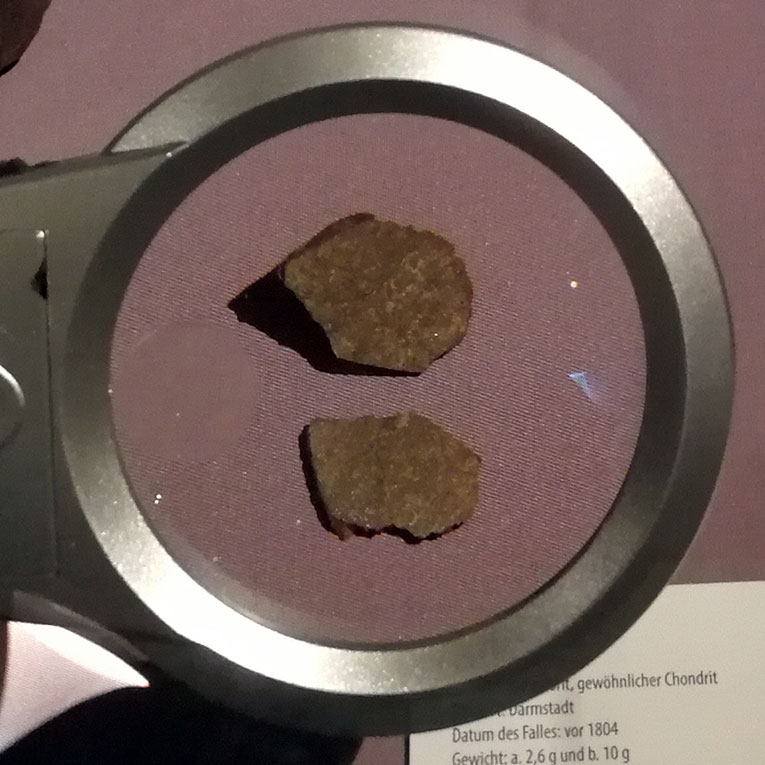
Zwei Fragmente (2,6 g und 10 g) des Meteoriten Darmstadt im HLMD

- Ein Meteorit mit einem Gewicht von 100 g ist „vor 1804“ in Darmstadt niedergegangen (→Liste der Meteoriten Deutschlands); er erhielt den Namen „Darmstadt“.
- Von 1872 bis 1882 wurden in der Großherzoglich Hessischen Münze zu Darmstadt die Münzen des Kaiserreiches (1871–1918) mit dem Münzzeichen H geprägt. Die Darmstädter Münzprägeanstalt stand damals an der Stelle des heutigen Amtsgerichtsgebäudes am Mathildenplatz. Mit zumeist niedrigen Prägezahlen sind die seltenen Darmstädter Kaiserreich-Münzen bei Münzsammlern und Numismatikern sehr gefragt.
- Das Abendlied („Der Mond ist aufgegangen“) von Matthias Claudius soll möglicherweise 1776 in Darmstadt am Schnampelweg (in der Nähe des Botanischen Gartens) entstanden sein, dies ist aber nicht belegt.
- Die weltberühmte Stute Halla wurde 1945 auf dem Darmstädter Hofgut Oberfeld geboren und erhielt dort nach ihrer Karriere als Springpferd bis zu ihrem Tod 1979 das Gnadenbrot.
- Darmstadt ist eine der wenigen deutschen Großstädte ohne direkten Zugang zu einem Fluss.
- Seit Juli 2010 trägt der am 31. Oktober 2008 entdeckte Kleinplanet (241418) 2008 UX201 den offiziellen Namen Darmstadt.[129]
- Die Darmstadt war das fünfte gebaute Dampfschiff der Städte-Klasse und wurde 1890 in Dienst gestellt.
- Die Alte Seegasse in Bessungen ist mit knapp 100 m die kürzeste Straße Darmstadts. Obwohl sie mitten in einem Wohnbezirk liegt, hat sie keine Anwohner.[130]